# 1943
Portal Geschichte | Portal Biografien | Aktuelle Ereignisse | Jahreskalender | Tagesartikel

◄ |
19. Jahrhundert |
20. Jahrhundert
| 21. Jahrhundert

◄ |
1910er |
1920er |
1930er |
1940er
| 1950er | 1960er | 1970er | ►

◄◄ |
◄ |
1939 |
1940 |
1941 |
1942 |
1943
| 1944 | 1945 | 1946 | 1947 | ► | ►►
Staatsoberhäupter · Wahlen · Nekrolog · Kunstjahr · Literaturjahr · Musikjahr · Filmjahr · Rundfunkjahr · Sportjahr
| Januar | Januar | Januar | Januar | Januar | Januar | Januar | Januar |
| Kw     | Mo     | Di     | Mi     | Do     | Fr     | Sa     | So     |
| ------ | ------ | ------ | ------ | ------ | ------ | ------ | ------ |
| 53     |        |        |        |        | 1      | 2      | 3      |
| 1      | 4      | 5      | 6      | 7      | 8      | 9      | 10     |
| 2      | 11     | 12     | 13     | 14     | 15     | 16     | 17     |
| 3      | 18     | 19     | 20     | 21     | 22     | 23     | 24     |
| 4      | 25     | 26     | 27     | 28     | 29     | 30     | 31     |

| Februar | Februar | Februar | Februar | Februar | Februar | Februar | Februar |
| Kw      | Mo      | Di      | Mi      | Do      | Fr      | Sa      | So      |
| ------- | ------- | ------- | ------- | ------- | ------- | ------- | ------- |
| 5       | 1       | 2       | 3       | 4       | 5       | 6       | 7       |
| 6       | 8       | 9       | 10      | 11      | 12      | 13      | 14      |
| 7       | 15      | 16      | 17      | 18      | 19      | 20      | 21      |
| 8       | 22      | 23      | 24      | 25      | 26      | 27      | 28      |

| März | März | März | März | März | März | März | März |
| Kw   | Mo   | Di   | Mi   | Do   | Fr   | Sa   | So   |
| ---- | ---- | ---- | ---- | ---- | ---- | ---- | ---- |
| 9    | 1    | 2    | 3    | 4    | 5    | 6    | 7    |
| 10   | 8    | 9    | 10   | 11   | 12   | 13   | 14   |
| 11   | 15   | 16   | 17   | 18   | 19   | 20   | 21   |
| 12   | 22   | 23   | 24   | 25   | 26   | 27   | 28   |
| 13   | 29   | 30   | 31   |      |      |      |      |

| April | April | April | April | April | April | April | April |
| Kw    | Mo    | Di    | Mi    | Do    | Fr    | Sa    | So    |
| ----- | ----- | ----- | ----- | ----- | ----- | ----- | ----- |
| 13    |       |       |       | 1     | 2     | 3     | 4     |
| 14    | 5     | 6     | 7     | 8     | 9     | 10    | 11    |
| 15    | 12    | 13    | 14    | 15    | 16    | 17    | 18    |
| 16    | 19    | 20    | 21    | 22    | 23    | 24    | 25    |
| 17    | 26    | 27    | 28    | 29    | 30    |       |       |

| Mai | Mai | Mai | Mai | Mai | Mai | Mai | Mai |
| Kw  | Mo  | Di  | Mi  | Do  | Fr  | Sa  | So  |
| --- | --- | --- | --- | --- | --- | --- | --- |
| 17  |     |     |     |     |     | 1   | 2   |
| 18  | 3   | 4   | 5   | 6   | 7   | 8   | 9   |
| 19  | 10  | 11  | 12  | 13  | 14  | 15  | 16  |
| 20  | 17  | 18  | 19  | 20  | 21  | 22  | 23  |
| 21  | 24  | 25  | 26  | 27  | 28  | 29  | 30  |
| 22  | 31  |     |     |     |     |     |     |

| Juni | Juni | Juni | Juni | Juni | Juni | Juni | Juni |
| Kw   | Mo   | Di   | Mi   | Do   | Fr   | Sa   | So   |
| ---- | ---- | ---- | ---- | ---- | ---- | ---- | ---- |
| 22   |      | 1    | 2    | 3    | 4    | 5    | 6    |
| 23   | 7    | 8    | 9    | 10   | 11   | 12   | 13   |
| 24   | 14   | 15   | 16   | 17   | 18   | 19   | 20   |
| 25   | 21   | 22   | 23   | 24   | 25   | 26   | 27   |
| 26   | 28   | 29   | 30   |      |      |      |      |

| Juli | Juli | Juli | Juli | Juli | Juli | Juli | Juli |
| Kw   | Mo   | Di   | Mi   | Do   | Fr   | Sa   | So   |
| ---- | ---- | ---- | ---- | ---- | ---- | ---- | ---- |
| 26   |      |      |      | 1    | 2    | 3    | 4    |
| 27   | 5    | 6    | 7    | 8    | 9    | 10   | 11   |
| 28   | 12   | 13   | 14   | 15   | 16   | 17   | 18   |
| 29   | 19   | 20   | 21   | 22   | 23   | 24   | 25   |
| 30   | 26   | 27   | 28   | 29   | 30   | 31   |      |

| August | August | August | August | August | August | August | August |
| Kw     | Mo     | Di     | Mi     | Do     | Fr     | Sa     | So     |
| ------ | ------ | ------ | ------ | ------ | ------ | ------ | ------ |
| 30     |        |        |        |        |        |        | 1      |
| 31     | 2      | 3      | 4      | 5      | 6      | 7      | 8      |
| 32     | 9      | 10     | 11     | 12     | 13     | 14     | 15     |
| 33     | 16     | 17     | 18     | 19     | 20     | 21     | 22     |
| 34     | 23     | 24     | 25     | 26     | 27     | 28     | 29     |
| 35     | 30     | 31     |        |        |        |        |        |

| September | September | September | September | September | September | September | September |
| Kw        | Mo        | Di        | Mi        | Do        | Fr        | Sa        | So        |
| --------- | --------- | --------- | --------- | --------- | --------- | --------- | --------- |
| 35        |           |           | 1         | 2         | 3         | 4         | 5         |
| 36        | 6         | 7         | 8         | 9         | 10        | 11        | 12        |
| 37        | 13        | 14        | 15        | 16        | 17        | 18        | 19        |
| 38        | 20        | 21        | 22        | 23        | 24        | 25        | 26        |
| 39        | 27        | 28        | 29        | 30        |           |           |           |

| Oktober | Oktober | Oktober | Oktober | Oktober | Oktober | Oktober | Oktober |
| Kw      | Mo      | Di      | Mi      | Do      | Fr      | Sa      | So      |
| ------- | ------- | ------- | ------- | ------- | ------- | ------- | ------- |
| 39      |         |         |         |         | 1       | 2       | 3       |
| 40      | 4       | 5       | 6       | 7       | 8       | 9       | 10      |
| 41      | 11      | 12      | 13      | 14      | 15      | 16      | 17      |
| 42      | 18      | 19      | 20      | 21      | 22      | 23      | 24      |
| 43      | 25      | 26      | 27      | 28      | 29      | 30      | 31      |

| November | November | November | November | November | November | November | November |
| Kw       | Mo       | Di       | Mi       | Do       | Fr       | Sa       | So       |
| -------- | -------- | -------- | -------- | -------- | -------- | -------- | -------- |
| 44       | 1        | 2        | 3        | 4        | 5        | 6        | 7        |
| 45       | 8        | 9        | 10       | 11       | 12       | 13       | 14       |
| 46       | 15       | 16       | 17       | 18       | 19       | 20       | 21       |
| 47       | 22       | 23       | 24       | 25       | 26       | 27       | 28       |
| 48       | 29       | 30       |          |          |          |          |          |

| Dezember | Dezember | Dezember | Dezember | Dezember | Dezember | Dezember | Dezember |
| Kw       | Mo       | Di       | Mi       | Do       | Fr       | Sa       | So       |
| -------- | -------- | -------- | -------- | -------- | -------- | -------- | -------- |
| 48       |          |          | 1        | 2        | 3        | 4        | 5        |
| 49       | 6        | 7        | 8        | 9        | 10       | 11       | 12       |
| 50       | 13       | 14       | 15       | 16       | 17       | 18       | 19       |
| 51       | 20       | 21       | 22       | 23       | 24       | 25       | 26       |
| 52       | 27       | 28       | 29       | 30       | 31       |          |          |

| Januar | Januar | Januar | Januar | Januar | Januar | Januar | Januar |
| Kw     | Mo     | Di     | Mi     | Do     | Fr     | Sa     | So     |
| ------ | ------ | ------ | ------ | ------ | ------ | ------ | ------ |
| 53     |        |        |        |        | 1      | 2      | 3      |
| 1      | 4      | 5      | 6      | 7      | 8      | 9      | 10     |
| 2      | 11     | 12     | 13     | 14     | 15     | 16     | 17     |
| 3      | 18     | 19     | 20     | 21     | 22     | 23     | 24     |
| 4      | 25     | 26     | 27     | 28     | 29     | 30     | 31     |

| Februar | Februar | Februar | Februar | Februar | Februar | Februar | Februar |
| Kw      | Mo      | Di      | Mi      | Do      | Fr      | Sa      | So      |
| ------- | ------- | ------- | ------- | ------- | ------- | ------- | ------- |
| 5       | 1       | 2       | 3       | 4       | 5       | 6       | 7       |
| 6       | 8       | 9       | 10      | 11      | 12      | 13      | 14      |
| 7       | 15      | 16      | 17      | 18      | 19      | 20      | 21      |
| 8       | 22      | 23      | 24      | 25      | 26      | 27      | 28      |

| März | März | März | März | März | März | März | März |
| Kw   | Mo   | Di   | Mi   | Do   | Fr   | Sa   | So   |
| ---- | ---- | ---- | ---- | ---- | ---- | ---- | ---- |
| 9    | 1    | 2    | 3    | 4    | 5    | 6    | 7    |
| 10   | 8    | 9    | 10   | 11   | 12   | 13   | 14   |
| 11   | 15   | 16   | 17   | 18   | 19   | 20   | 21   |
| 12   | 22   | 23   | 24   | 25   | 26   | 27   | 28   |
| 13   | 29   | 30   | 31   |      |      |      |      |

| April | April | April | April | April | April | April | April |
| Kw    | Mo    | Di    | Mi    | Do    | Fr    | Sa    | So    |
| ----- | ----- | ----- | ----- | ----- | ----- | ----- | ----- |
| 13    |       |       |       | 1     | 2     | 3     | 4     |
| 14    | 5     | 6     | 7     | 8     | 9     | 10    | 11    |
| 15    | 12    | 13    | 14    | 15    | 16    | 17    | 18    |
| 16    | 19    | 20    | 21    | 22    | 23    | 24    | 25    |
| 17    | 26    | 27    | 28    | 29    | 30    |       |       |

| Mai | Mai | Mai | Mai | Mai | Mai | Mai | Mai |
| Kw  | Mo  | Di  | Mi  | Do  | Fr  | Sa  | So  |
| --- | --- | --- | --- | --- | --- | --- | --- |
| 17  |     |     |     |     |     | 1   | 2   |
| 18  | 3   | 4   | 5   | 6   | 7   | 8   | 9   |
| 19  | 10  | 11  | 12  | 13  | 14  | 15  | 16  |
| 20  | 17  | 18  | 19  | 20  | 21  | 22  | 23  |
| 21  | 24  | 25  | 26  | 27  | 28  | 29  | 30  |
| 22  | 31  |     |     |     |     |     |     |

| Juni | Juni | Juni | Juni | Juni | Juni | Juni | Juni |
| Kw   | Mo   | Di   | Mi   | Do   | Fr   | Sa   | So   |
| ---- | ---- | ---- | ---- | ---- | ---- | ---- | ---- |
| 22   |      | 1    | 2    | 3    | 4    | 5    | 6    |
| 23   | 7    | 8    | 9    | 10   | 11   | 12   | 13   |
| 24   | 14   | 15   | 16   | 17   | 18   | 19   | 20   |
| 25   | 21   | 22   | 23   | 24   | 25   | 26   | 27   |
| 26   | 28   | 29   | 30   |      |      |      |      |

| Juli | Juli | Juli | Juli | Juli | Juli | Juli | Juli |
| Kw   | Mo   | Di   | Mi   | Do   | Fr   | Sa   | So   |
| ---- | ---- | ---- | ---- | ---- | ---- | ---- | ---- |
| 26   |      |      |      | 1    | 2    | 3    | 4    |
| 27   | 5    | 6    | 7    | 8    | 9    | 10   | 11   |
| 28   | 12   | 13   | 14   | 15   | 16   | 17   | 18   |
| 29   | 19   | 20   | 21   | 22   | 23   | 24   | 25   |
| 30   | 26   | 27   | 28   | 29   | 30   | 31   |      |

| August | August | August | August | August | August | August | August |
| Kw     | Mo     | Di     | Mi     | Do     | Fr     | Sa     | So     |
| ------ | ------ | ------ | ------ | ------ | ------ | ------ | ------ |
| 30     |        |        |        |        |        |        | 1      |
| 31     | 2      | 3      | 4      | 5      | 6      | 7      | 8      |
| 32     | 9      | 10     | 11     | 12     | 13     | 14     | 15     |
| 33     | 16     | 17     | 18     | 19     | 20     | 21     | 22     |
| 34     | 23     | 24     | 25     | 26     | 27     | 28     | 29     |
| 35     | 30     | 31     |        |        |        |        |        |

| September | September | September | September | September | September | September | September |
| Kw        | Mo        | Di        | Mi        | Do        | Fr        | Sa        | So        |
| --------- | --------- | --------- | --------- | --------- | --------- | --------- | --------- |
| 35        |           |           | 1         | 2         | 3         | 4         | 5         |
| 36        | 6         | 7         | 8         | 9         | 10        | 11        | 12        |
| 37        | 13        | 14        | 15        | 16        | 17        | 18        | 19        |
| 38        | 20        | 21        | 22        | 23        | 24        | 25        | 26        |
| 39        | 27        | 28        | 29        | 30        |           |           |           |

| Oktober | Oktober | Oktober | Oktober | Oktober | Oktober | Oktober | Oktober |
| Kw      | Mo      | Di      | Mi      | Do      | Fr      | Sa      | So      |
| ------- | ------- | ------- | ------- | ------- | ------- | ------- | ------- |
| 39      |         |         |         |         | 1       | 2       | 3       |
| 40      | 4       | 5       | 6       | 7       | 8       | 9       | 10      |
| 41      | 11      | 12      | 13      | 14      | 15      | 16      | 17      |
| 42      | 18      | 19      | 20      | 21      | 22      | 23      | 24      |
| 43      | 25      | 26      | 27      | 28      | 29      | 30      | 31      |

| November | November | November | November | November | November | November | November |
| Kw       | Mo       | Di       | Mi       | Do       | Fr       | Sa       | So       |
| -------- | -------- | -------- | -------- | -------- | -------- | -------- | -------- |
| 44       | 1        | 2        | 3        | 4        | 5        | 6        | 7        |
| 45       | 8        | 9        | 10       | 11       | 12       | 13       | 14       |
| 46       | 15       | 16       | 17       | 18       | 19       | 20       | 21       |
| 47       | 22       | 23       | 24       | 25       | 26       | 27       | 28       |
| 48       | 29       | 30       |          |          |          |          |          |

| Dezember | Dezember | Dezember | Dezember | Dezember | Dezember | Dezember | Dezember |
| Kw       | Mo       | Di       | Mi       | Do       | Fr       | Sa       | So       |
| -------- | -------- | -------- | -------- | -------- | -------- | -------- | -------- |
| 48       |          |          | 1        | 2        | 3        | 4        | 5        |
| 49       | 6        | 7        | 8        | 9        | 10       | 11       | 12       |
| 50       | 13       | 14       | 15       | 16       | 17       | 18       | 19       |
| 51       | 20       | 21       | 22       | 23       | 24       | 25       | 26       |
| 52       | 27       | 28       | 29       | 30       | 31       |          |          |

## Ereignisse

### Politik und Weltgeschehen

#### Zweiter Weltkrieg

##### Politische und diplomatische Entwicklungen
- 14. Januar: In Casablanca beginnt ein Geheimtreffen von US-Präsident Franklin D. Roosevelt, dem britischen Premier Winston Churchill und deren Operations- und Planungsstab zur Beratung über die weitere Kriegsführung gegen die Achsenmächte im Zweiten Weltkrieg. Josef Stalin ist zwar eingeladen, bleibt der Konferenz aber mit der Begründung fern, dass er auf Grund der Einkesselung der deutschen 6. Armee in der Schlacht von Stalingrad, wo man seine militärische Führung benötige, die Sowjetunion nicht verlassen könne. Eine Versöhnung der beiden an der Konferenz teilnehmenden französischen Generäle Charles de Gaulle und Henri Giraud gelingt nur halbherzig.
- 24. Januar: Nach zehntägiger Beratung teilen die Westalliierten der Presse erstmals die offiziellen Kriegsziele mit: „Bedingungslose Kapitulation Deutschlands, Italiens und Japans“. Dem deutschen Widerstand wird dadurch die Arbeit erschwert, da die Alliierten nicht bereit sind, von dieser Forderung abzuweichen. Zudem beschließen die Westalliierten die Verstärkung der Luftangriffe auf deutsche Städte.
- 14. Februar: Deutsche Schüler ab 15 Jahren werden als Flakhelfer zum Kriegsdienst eingezogen.

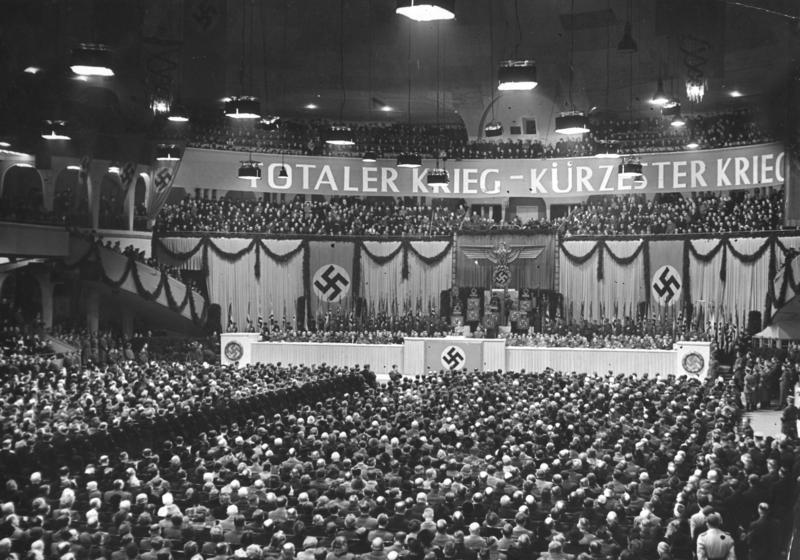
Der Berliner Sportpalast am 18. Februar

- 18. Februar: NS-Propagandaminister Joseph Goebbels fordert in einer Rede im Berliner Sportpalast den „totalen Krieg“ (siehe: Sportpalastrede).
- 19. April: Der sowjetische Nachrichtendienst SMERSCH wird vom NKWD gegründet. Über seine Hauptaufgabe der Spionageabwehr hinaus stellt der Dienst auch heimkehrenden Sowjetsoldaten nach, die des Verrats und der Fahnenflucht verdächtigt werden.
- 12. bis 27. Mai: Bei der alliierten Trident-Konferenz in Washington treten die unterschiedlichen Ansichten der amerikanischen und britischen Seite in mehreren Punkten deutlich zutage. Man einigt sich schließlich auf eine Folgekonferenz in Kanada im August und auf einen amerikanischen Militäraufbau in Großbritannien im Zuge der Operation Bolero.
- 3. Juni: Charles de Gaulle gründet in Algier zusammen mit Henri Giraud das 'Comité français de la Libération nationale' (CFLN) und übernimmt bald alleine die Leitung.

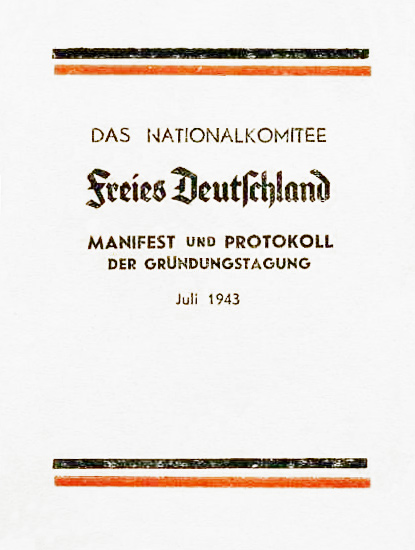
Manifest der Gründungsversammlung des „Nationalkomitees Freies Deutschland“

- 12. Juli: Bei Moskau wird, auf Initiative der UdSSR und ihrer obersten Militärführung unter Aufsicht des Geheimdienstes, das Nationalkomitee Freies Deutschland gegründet, ein Zusammenschluss von deutschen kriegsgefangenen Soldaten und Offizieren mit kommunistischen deutschen Emigranten, die den Nationalsozialismus bekämpfen und ein anderes Deutschland konzipieren wollen.
- 20. Juli: Benito Mussolini akzeptiert bei einem Treffen mit Hitler die Forderung, die italienischen Truppen in Süditalien deutschen Stäben zu unterstellen.
- 24. Juli: Anlässlich der alliierten Invasion in Sizilien tritt im Palazzo Venezia in Rom der Große Faschistische Rat zusammen. Dieser beschließt in den frühen Morgenstunden des nächsten Tages eine von Dino Grandi eingebrachte Resolution, wonach König Viktor Emanuel III. den Oberbefehl über die Streitkräfte übernehmen soll.
- 25. Juli: Viktor Emanuel III. entlässt Mussolini als Ministerpräsidenten und lässt ihn anschließend in einem bereitstehenden Krankenwagen abtransportieren und in einer Kaserne der Carabinieri festsetzen. Als neuer Ministerpräsident wird am nächsten Tag Pietro Badoglio eingesetzt.
- Nach der Festnahme wird Mussolini am 28. Juli auf der Insel Ponza und am 7. August auf dem Marinestützpunkt La Maddalena vor Sardinien interniert.
- 2. August: Die albanischen Kommunisten und die nationalalbanische Bewegung Balli Kombëtar schließen das Abkommen von Mukja.
- Die Regierung Badoglio löst mit Wirkung vom 6. August die Nationale Faschistische Partei auf.

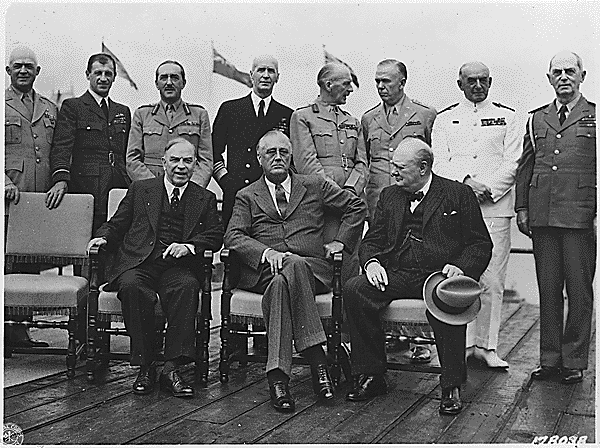
Gruppenfoto der Quadrant-Konferenz mit den wichtigsten militärischen Beratern

- 14. bis 24. August: Bei der alliierten Quadrant-Konferenz in Québec treten neuerlich Auffassungsunterschiede zwischen Großbritannien und den USA zutage. Zentrale Themen sind die Kapitulation Italiens, die Operation Overlord, der Burmafeldzug und die Besetzung des Südostasienkommandos. Die Operation Overlord wird gebilligt und der Chief of Staff to the Supreme Allied Commander (COSSAC), General Frederick E. Morgan, beauftragt, einen detaillierten Plan zu entwerfen. Außerdem wird das Québec Agreement unterzeichnet, laut dem britische und kanadische Forscher von nun an am amerikanischen Manhattan-Projekt mitwirken sollen.
- 3. September: Italien und die Alliierten schließen den Waffenstillstand von Cassibile, der am 8. September bekanntgegeben wird. Daraufhin bereitet Albert Kesselring mit der deutschen Wehrmacht den Fall Achse, die deutsche Besetzung Italiens vor.
- 13. Oktober: Italien erklärt unter dem neuen Premierminister Pietro Badoglio dem Deutschen Reich den Krieg.
- 19. Oktober bis 1. November: Moskauer Außenministerkonferenz der Alliierten, auf der die Moskauer Deklaration abgegeben wird.
- 24. Oktober: Der Soldatensender Calais, ein britischer Propagandasender, strahlt seine erste Sendung aus.

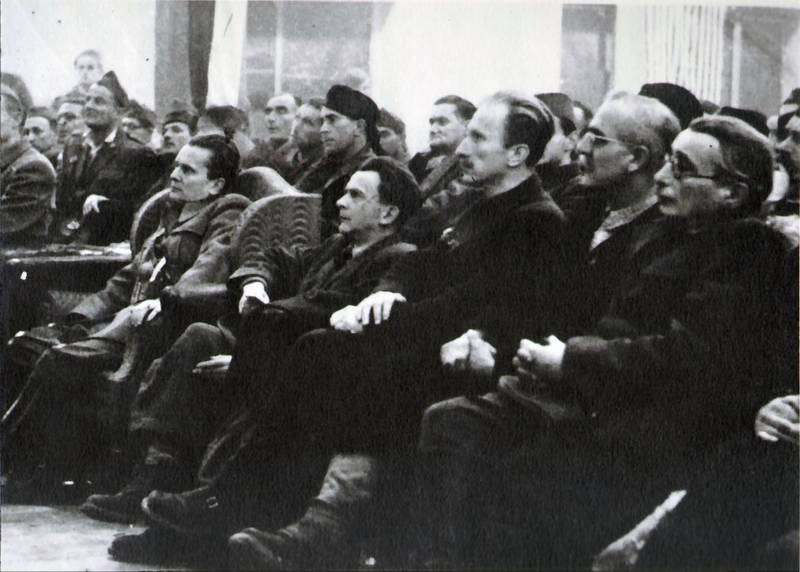
Tito (links) auf der zweiten AVNOJ-Versammlung in Jajce

- 21. bis 29. November: Auf der zweiten Tagung des Antifaschistischen Rats der Nationalen Befreiung Jugoslawiens in Jajce werden die AVNOJ-Beschlüsse verabschiedet, die die Grundprinzipien des unabhängigen, föderalistischen Staates Jugoslawien bilden.

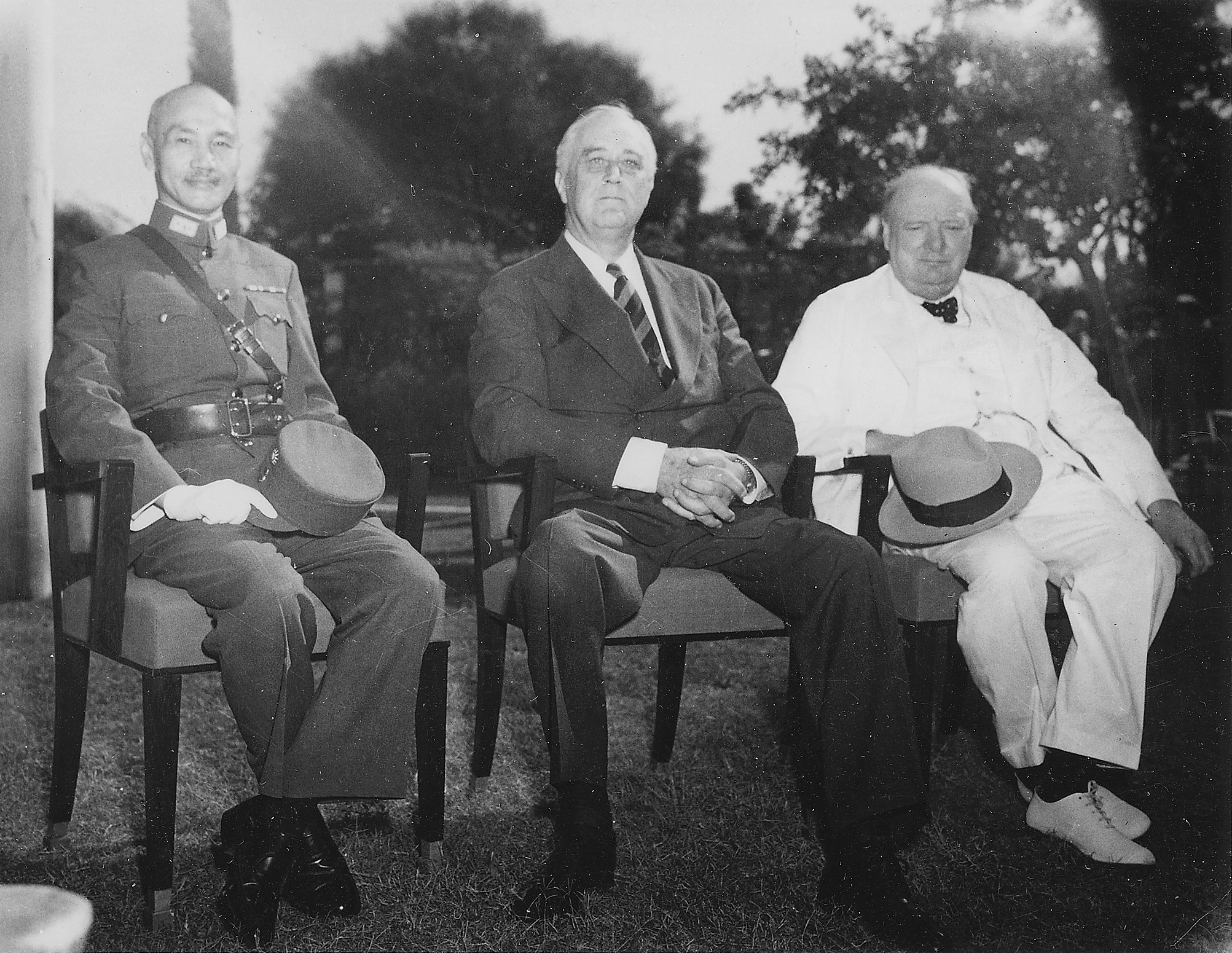
V. l. n. r.: Chiang Kai-shek, Franklin Delano Roosevelt und Winston Churchill

- 22. November bis 27. November: Auf der Kairo-Konferenz einigen sich US-Präsident Franklin D. Roosevelt, der britische Premierminister Winston Churchill und der chinesische Generalissimus Chiang Kai-shek über die alliierten Kriegsziele gegenüber Japan. Am Rande der Kairo-Konferenz treffen außerdem Combined Chiefs of Staff der Westalliierten zusammen, um ihre eigene Strategie zu erörtern und die Kernfragen an die sowjetische Führung auszuarbeiten. Im Anschluss an die Kairoer Erklärung verlassen Roosevelt und Churchill die ägyptische Hauptstadt Kairo und reisen nach Teheran weiter.

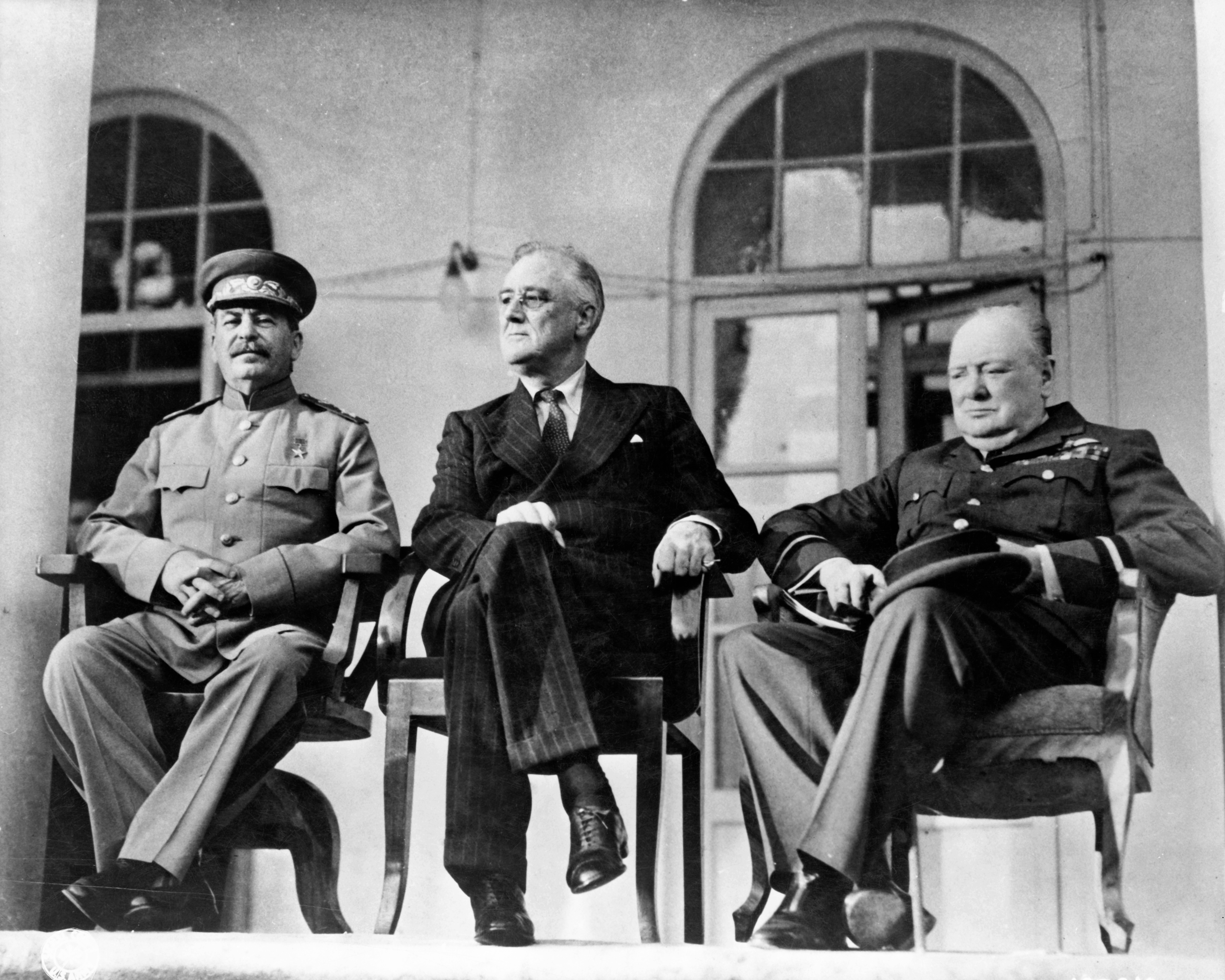
V. l. n. r.: Stalin, Roosevelt und Churchill auf der Terrasse der sowjetischen Botschaft in Teheran

- 28. November bis 1. Dezember: Auf der Teheran-Konferenz besprechen Roosevelt, Churchill und Josef Stalin die Neuordnung Europas nach dem alliierten Sieg über Nazideutschland.

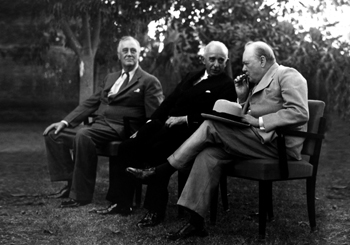
Roosevelt, Inönü und Churchill (v. l. n. r.) in Kairo, 1943

- 4. bis 6. Dezember: Roosevelt und Churchill treffen erneut in Kairo zusammen, um Gespräche mit dem türkischen Präsidenten İsmet İnönü über einen möglichen Eintritt seines Landes in den Krieg gegen Deutschland zu führen, diese Gespräche bringen jedoch kein Ergebnis.
- 24. Dezember: Die letzte Weihnachtsringsendung des Großdeutschen Rundfunks zur „Verbindung von Front und Heimat“ wird gesendet.

##### Deutsch-Sowjetischer Krieg
- 1. Januar: An der Ostfront beginnt die 1. Panzerarmee der deutschen Wehrmacht mit ihrem Rückzug aus dem Kaukasus.
- 8. Januar: Trotz der aussichtslosen Lage lehnt General Friedrich Paulus die Aufforderung der sowjetischen Seite zur Kapitulation der in Stalingrad eingekesselten 6. Armee ab.

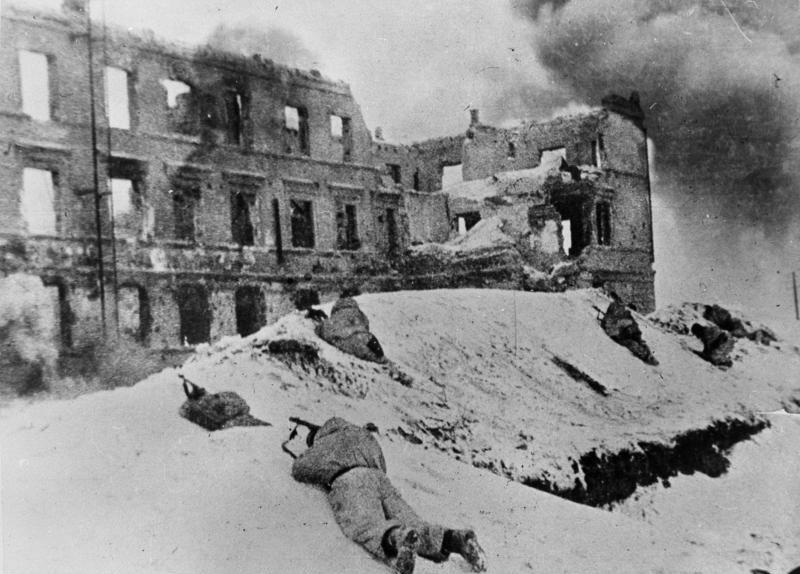
Sowjetische Soldaten in Stalingrad

- 10. Januar: Die Rote Armee beginnt in Stalingrad unter dem Namen Operation Kolzo mit ihrer letzten Großoffensive zur Zerschlagung der 6. Armee. Zum einen wird dazu der Ring um die Eingeschlossenen enger gezogen, zum anderen rückt die unmittelbare Front weiter nach Westen, was die 6. Armee noch weiter von den eigenen Truppen abschneidet. Dabei gelingt den sowjetischen Truppen auch die Eroberung der beiden Flugplätze Pitomnik am 16. Januar und Gumrak am 22. Januar. Nur auf dem Notbehelfsflughafen „Stalingradski“ starten und landen ab da noch Flugzeuge der Wehrmacht, bis auch dieser in sowjetische Hände fällt und Versorgungsmaterial nur noch über dem Kessel abgeworfen werden kann.
- 25. Januar: Die deutschen Einheiten in Stalingrad werden in einen Südkessel und einen Nordkessel aufgespalten.
- 30. Januar: Per Funkspruch aus dem Führerhauptquartier wird Friedrich Paulus zum Generalfeldmarschall erhoben.

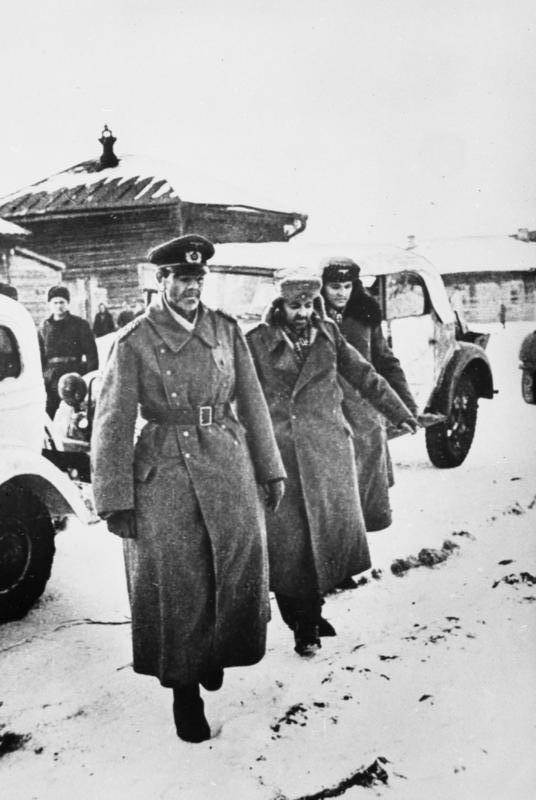
Friedrich Paulus in sowjetischer Gefangenschaft

- 31. Januar: Generalfeldmarschall Friedrich Paulus kapituliert mit den im Südkessel eingeschlossenen deutschen Einheiten in der Schlacht von Stalingrad.
- 2. Februar: Die 6. Armee kapituliert auch im Nordkessel bei Stalingrad. Rund 90.000 Soldaten gehen in sowjetische Gefangenschaft.
- 1. März: Das Massaker von Korjukiwka in der Ukraine, bei dem fast alle Zivilisten des Ortes getötet wurden – mehr als 6.700 Menschen.
- 15. März: Der deutschen Wehrmacht gelingt an der Ostfront in der Schlacht um Charkow die Rückeroberung der Stadt.
- 22. März: Als Rache für einen Partisanenangriff brennt die 1. Kompanie der SS-Sondereinheit Dirlewanger das weißrussische Dorf Chatyn nieder und bringt fast die gesamte Bevölkerung um.
- 13. April: Der Großdeutsche Rundfunk meldet, dass in Katyn bei Smolensk Massengräber mit polnischen Offizieren aufgefunden worden sind. In der Folgezeit streitet die Sowjetunion eine Verwicklung in das Massaker von Katyn ab.
- 6./7. Mai: Mit dem Abwurf von 18 Millionen Flugblättern beginnt die Aktion Silberstreif, das größte deutsche Propagandaunternehmen im Zweiten Weltkrieg. Unter dem Einsatz von einer Milliarde Flugblättern sollen Rotarmisten massenhaft zum Überlaufen gebracht werden. Die Aktion erweist sich als völliger Fehlschlag und wird im September eingestellt.

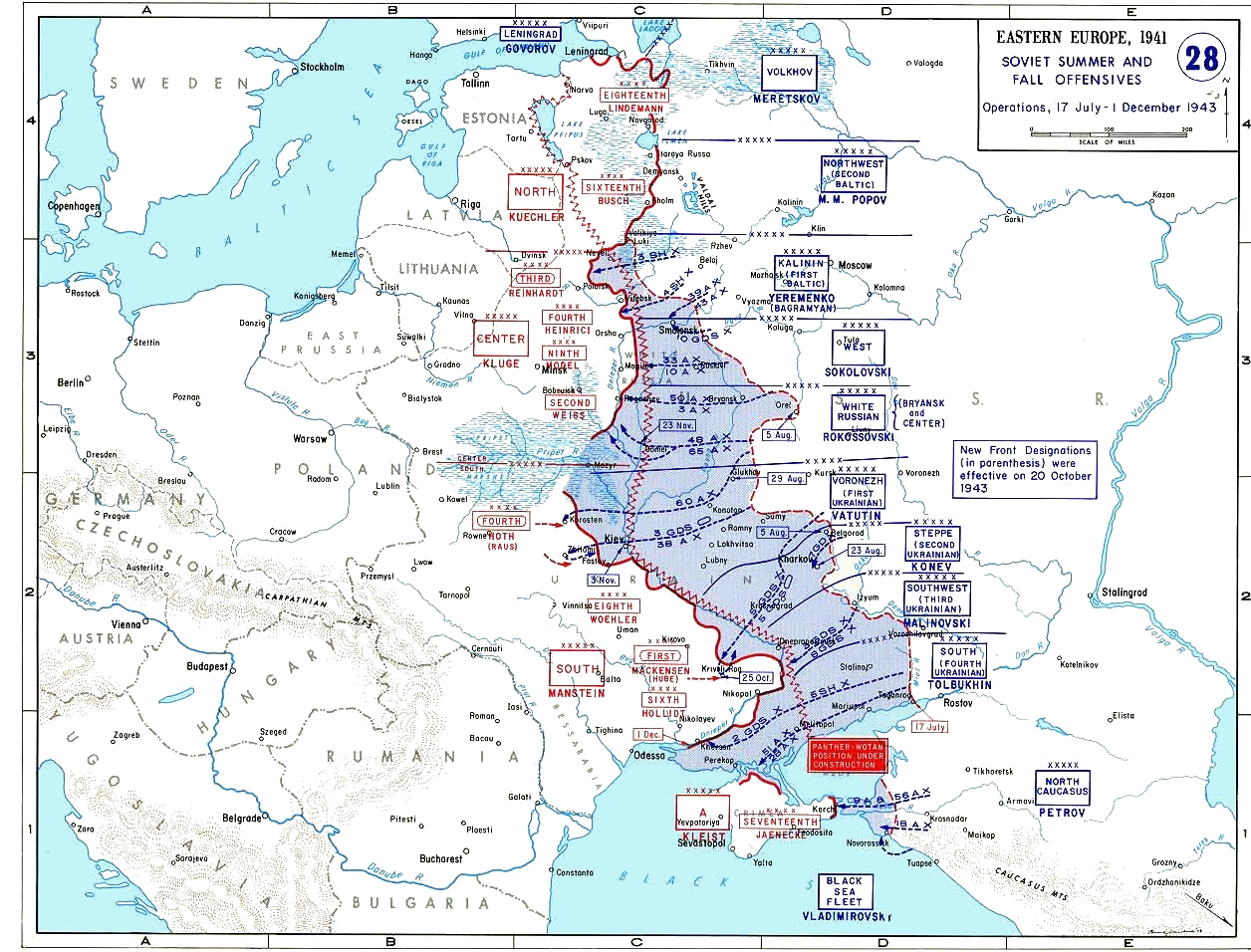
Lageentwicklung an der Ostfront von Juli bis Dezember 1943

- 5. Juli bis 13. Juli: Das Unternehmen Zitadelle, der Angriff auf den sowjetischen Frontbogen um die russische Stadt Kursk ist die letzte deutsche Großoffensive im Krieg gegen die Sowjetunion und gilt als die größte Landschlacht der Weltgeschichte. Es ist eine verlustreiche Schlacht für beide Seiten. Die deutsche Wehrmacht muss die Offensive letztlich abbrechen, womit die Initiative endgültig auf die Rote Armee übergeht, die am 12. Juli mit der Orjoler Operation eine Gegenoffensive einleitet. Im Rahmen dieser bis zum 18. August dauernden Offensive kann zum ersten Mal das Konzept der Tiefen Operation erfolgreich umgesetzt werden.
- 22. Juli: Mit einer Offensive zum vollständigen Entsatz des landseitig eingeschlossenen Leningrads gegen die Heeresgruppe Nord der Wehrmacht beginnt südlich des Ladoga-Sees die Dritte Ladoga-Schlacht. Ziel ist es, die Schienenverbindung zur Metropole, besonders aber den Eisenbahnknotenpunkt Mga mit den vorgelagerten Sinjawino-Höhen einzunehmen. Bis zum Ende der Operationen am 25. September kann sie jedoch nur geringe Teilerfolge erringen. Beide Seiten erleiden bei der Schlacht schwere Verluste.
- 3. bis 23. August: In der Belgorod-Charkower Operation erobern sowjetische Einheiten die Städte Belgorod und Charkow zurück.
- 7. August: Die Smolensker Operation beginnt.
- 12. August: Adolf Hitler erlässt den Führerbefehl Nr 10 zum sofortigen Ausbau des Ostwalls.
- 13. August: Die Rote Armee beginnt im Deutsch-Sowjetischen Krieg die Donezbecken-Operation.
- 26. August: Die Schlacht am Dnepr beginnt.
- 3. November: Die Zweite Schlacht um Kiew beginnt.
- 6. November: In der Schlacht am Dnepr gelingt der Roten Armee die Rückeroberung des im Zweiten Weltkrieg zuvor von den Deutschen eingenommenen Kiew.
- 24. Dezember: In der Ukrainischen SSR beginnt die Rote Armee mit der Dnepr-Karpaten-Operation.
- 30. Dezember: Die deutschen Linien in der Ukraine werden auf breiter Front von der Roten Armee durchbrochen.

##### Der Krieg im Westen/Italien
- März: Die alliierte Operation Jedburgh, die erste echte Zusammenarbeit zwischen dem amerikanischen Office of Strategic Services (OSS), der britischen Special Operations Executive (SOE), dem französischen Bureau Central de Renseignements et d’Action (BCRA) und den Exil-Militärs der Niederlande und Belgiens, beginnt. Ziel ist es, kleine Gruppen von Agenten mit Fallschirmen hinter die deutschen Linien in Frankreich, Belgien und den Niederlanden einzuschleusen, um den bewaffneten Widerstand zu unterstützen und den D-Day sowie den Einmarsch der alliierten Streitkräfte nach Deutschland vorzubereiten. Pläne des Gegners sollen ausspioniert und Kommunikations- und Versorgungswege durch Sabotageakte zunichtegemacht werden.

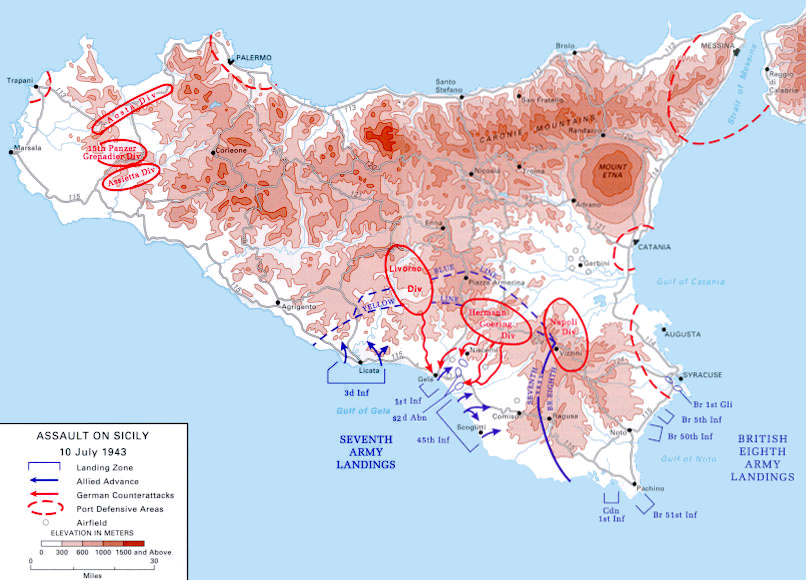
Karte der alliierten Landungen auf Sizilien

- 30. April: Zur Täuschung des deutschen Oberkommandos über alliierte Kriegspläne zur Landung auf Sizilien wird vor der spanischen Küste eine Leiche mit präparierten Geheimpapieren ins Meer geworfen.
- 11. bis 14. Juni: Die Alliierten besetzen die italienischen Inseln Pantelleria, Lampedusa, Lampione und Linosa.

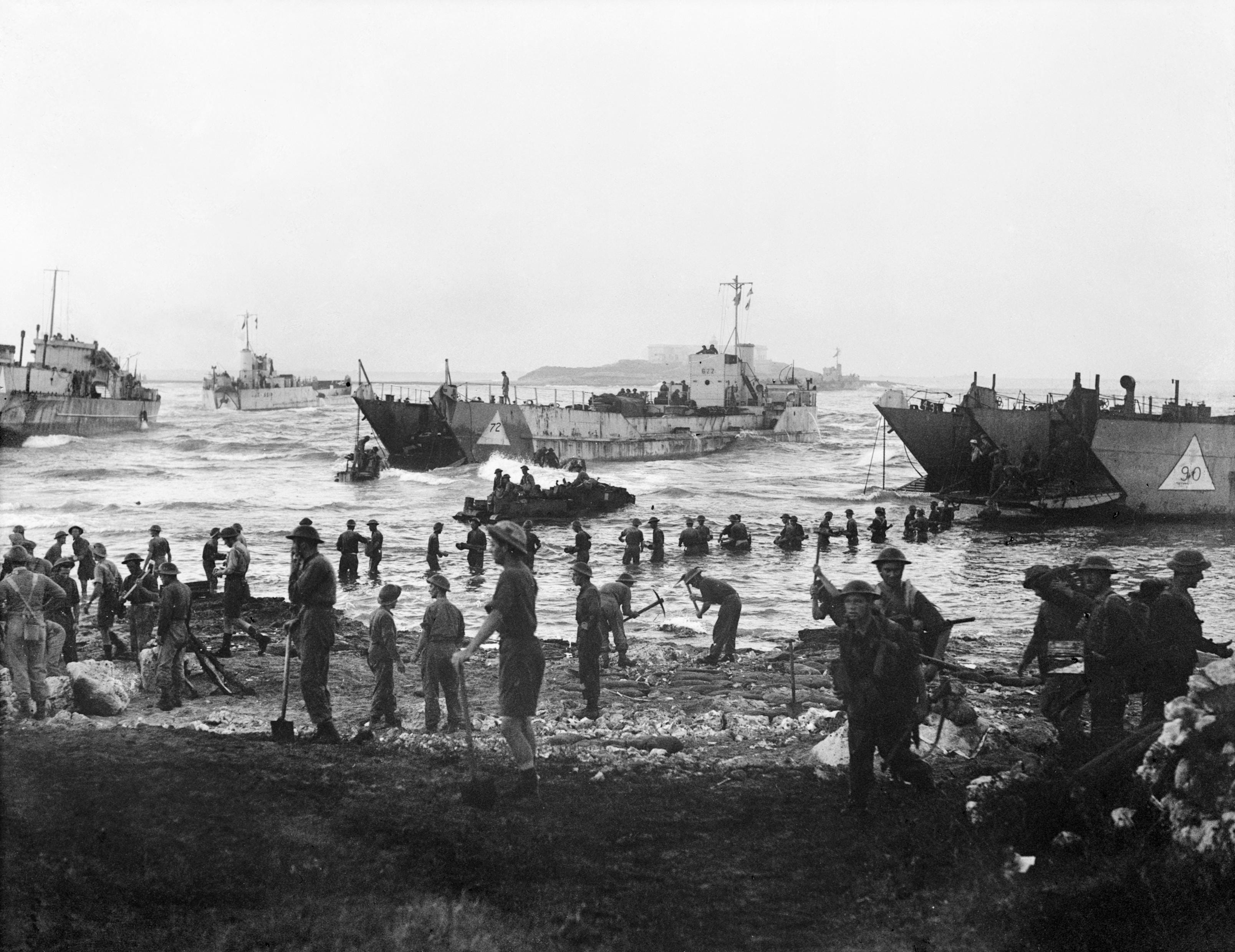
Britische Soldaten an einem der Landungsstrände auf Sizilien am 10. Juli 1943

- 10. Juli: Die alliierte Operation Husky beginnt und damit auch der alliierte Italienfeldzug: Britische, US-amerikanische und kanadische Truppen unter General Dwight D. Eisenhower landen auf Sizilien. Die Landungen finden bei Sturm statt, was die Operation erheblich erschwert, jedoch auch ein Überraschungselement bedeutet. Die britische Armee landet an der südöstlichen, die US-amerikanische an der südwestlichen Küste. Die Invasionsstreitmacht besteht aus knapp 3000 schwimmenden Einheiten – darunter sechs Schlachtschiffe und zwei Flugzeugträger – sowie aus gut 2500 Flugzeugen. Mit dem Ende der ersten Anlandungsphase befinden sich rund 181.000 alliierte Soldaten mit 1800 Geschützen, 600 Panzern und 14.000 anderen Fahrzeugen auf der Insel.
- 14. Juli: Bei der Eroberung von Biscari kommt es zum Biscari-Massaker durch US-amerikanische Truppen an italienischen und deutschen Kriegsgefangenen. 74 italienische und zwei deutsche Soldaten werden nach der Gefangennahme erschossen.
- 22. Juli: Die Alliierten erobern Palermo.
- 1. August: Unter dem Decknamen Fall Achse besetzt Wehrmacht trotz Protesten der zu diesem Zeitpunkt offiziell noch verbündeten Italiener Norditalien und Stellungen um Rom.

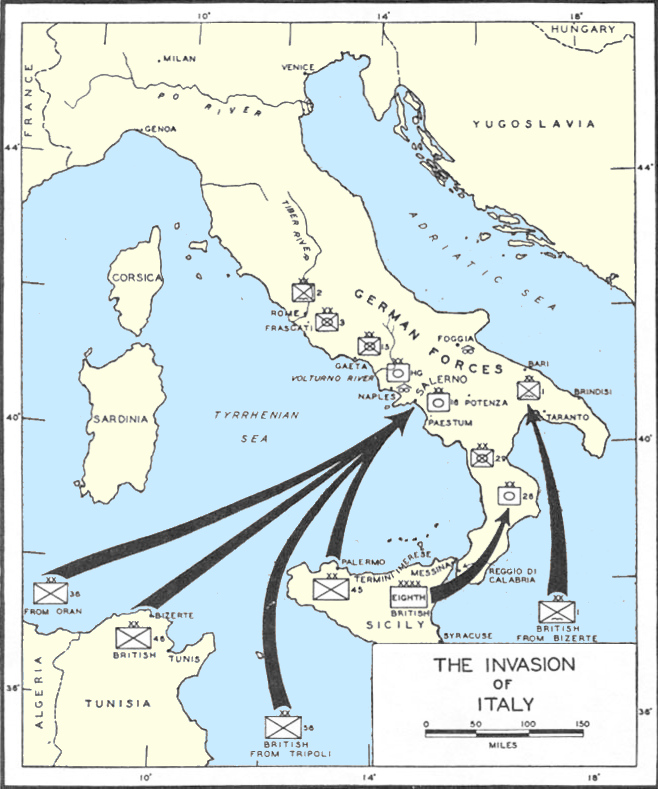
Landungen in Italien im September 1943

- 3. September: Die Alliierte Invasion auf dem italienischen Festland beginnt. Zwei britische Divisionen landen bei nur minimalem Widerstand der Verteidiger. Am gleichen Tag wird der Waffenstillstand von Cassibile geschlossen, der am 8. September bekanntgegeben wird.

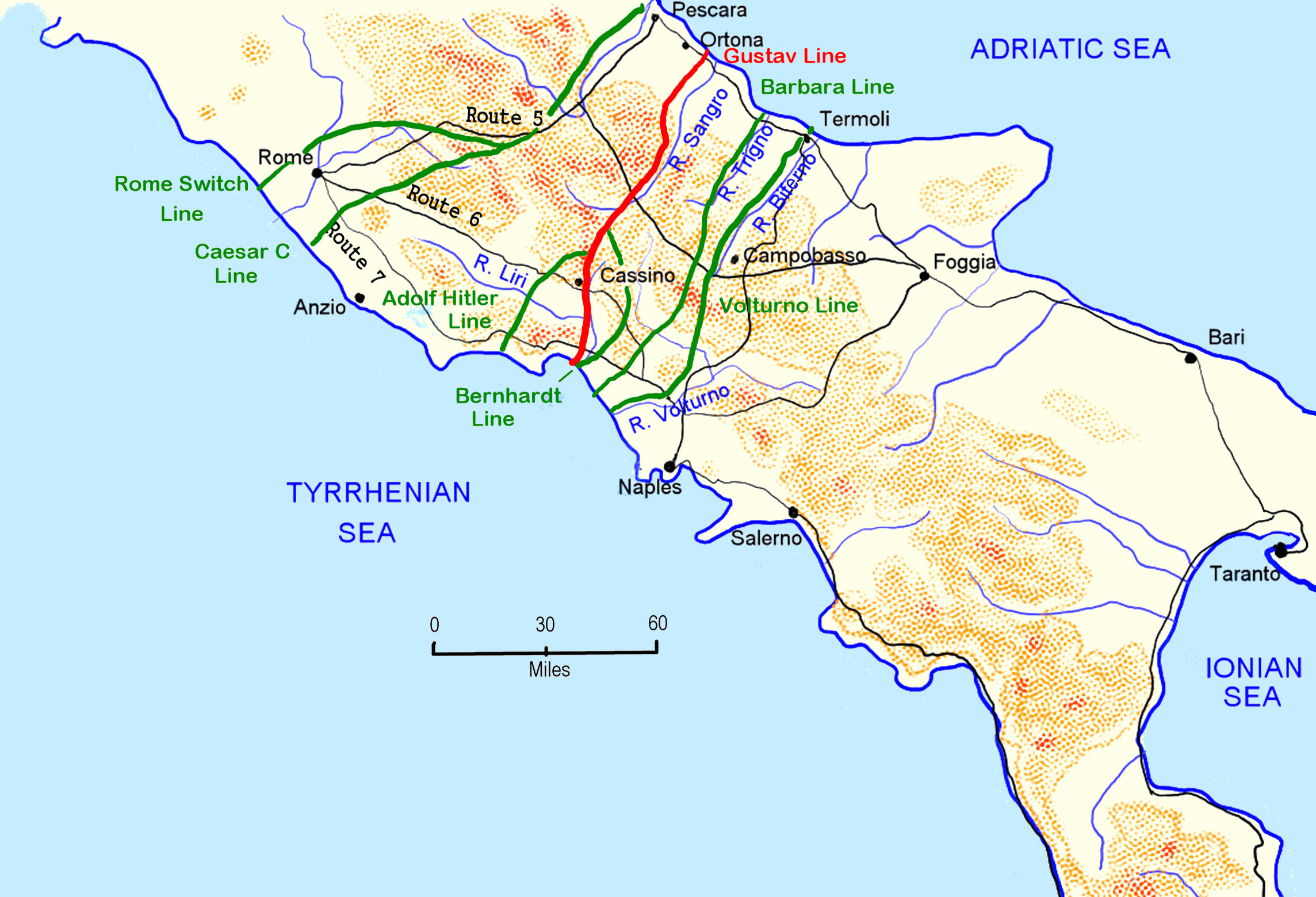
Die verschiedenen Verteidigungs-Linien 1943 (Gustav-Linie in Rot)

- 9. September: Mit der Operation Avalanche beginnt die Landung der Alliierten im Golf von Salerno. Dabei müssen sie anfänglich schwere Verluste hinnehmen. Die deutsche Wehrmacht zieht sich auf die sogenannte Gustav-Linie zurück.
- 9. September: Mit der ersten einsatzfähigen funkgesteuerten Waffe Fritz X wird das italienische Schlachtschiff Roma durch präzisionsgelenkte Munition von der deutschen Luftwaffe versenkt. Die übrige italienische Marine kann sich dem deutschen Zugriff entziehen.
- 10. September: Truppen der Wehrmacht besetzen Rom. Die deutsche Heeresgruppe B deklariert in Südtirol, Trentino und Belluno die Operationszone Alpenvorland sowie in Nordostitalien die Operationszone Adriatisches Küstenland.

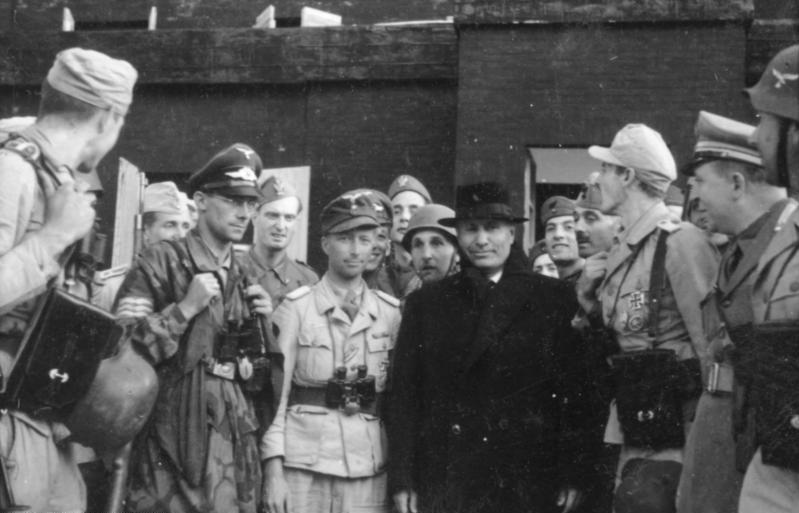
Mussolini mit deutschen Fallschirmjägern kurz nach seiner Befreiung

- 12. September: Deutschen Fallschirmjägertruppen unter General Kurt Student gelingt es im Unternehmen Eiche, den abgesetzten italienischen Diktator Benito Mussolini aus seiner Haft auf dem Gran Sasso zu befreien.
- 21. September: Beim Massaker auf Kefalonia erschießen Wehrmachteinheiten 5200 italienische Kriegsgefangene.

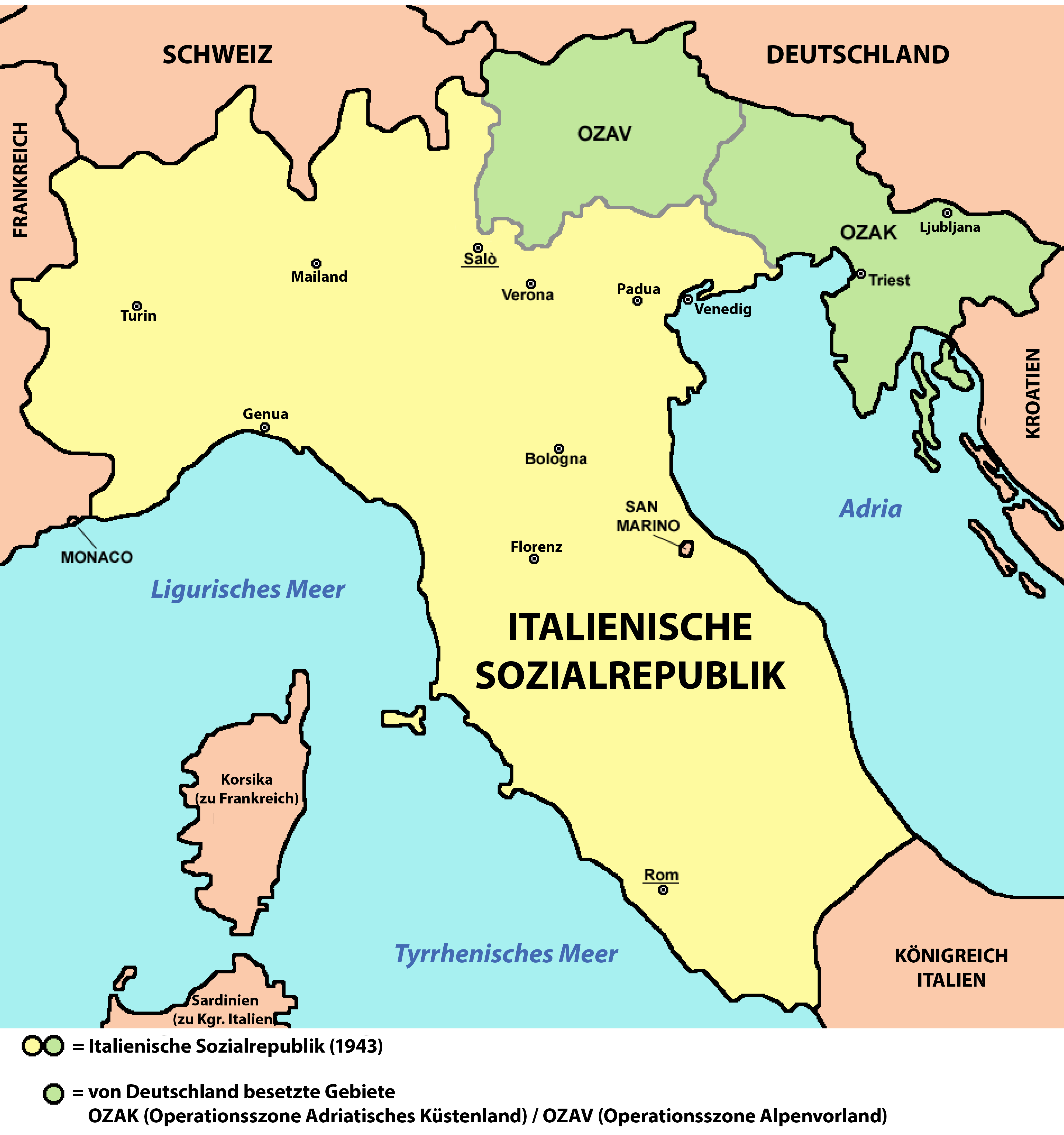
Die Italienische Sozialrepublik und die deutschen Operationszonen Ende 1943

- 23. September: Mit sechs Tagesbefehlen von Mussolini wird die faschistische Italienische Sozialrepublik (RSI) in Norditalien ausgerufen. Die konstituierende Sitzung der neuen Regierung findet noch in der deutschen Botschaft in Rom statt. Der neue faschistische Staat auf italienischem Boden wird anfänglich lediglich vom Deutschen Reich und vom Japanischen Kaiserreich anerkannt, später auch von den mit den Achsenmächten verbündeten Staaten wie Bulgarien, Finnland, Mandschukuo, Rumänien, Slowakei und Ungarn. Als einzige neutrale Staaten erkennen San Marino und die Schweiz den neuen Staat an. Auch der Vatikan erkennt die RSI nach kurzem Zögern diplomatisch an. Die erste außenpolitische Maßnahme der RSI ist die Kriegserklärung an das Königreich Italien im Süden.
- 27. September: Die Regierung der RSI bezieht ihren Sitz in Salò am Gardasee. De facto ist die Regierung von der deutschen Wehrmacht abhängig.
- 20. bis 28. Dezember: Schlacht um Ortona

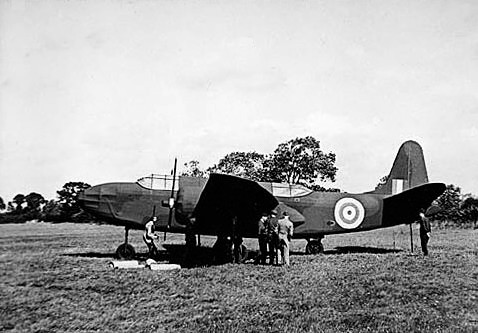
Flugzeugattrappe der Briten (Oktober 1943)

- Die Operation Fortitude zur Verschleierung der Operation Overlord beginnt: Die Alliierten stellen für ihre Operationen in Schottland und an der schmalsten Stelle des Ärmelkanals zwischen England und Frankreich bei Dover Attrappen von Panzern, Flugzeugen, Artilleriegeschützen und anderem Kriegsmaterial aus Holz oder Gummi als Ablenkung auf und üben in der Themse Landungsmanöver.

##### Der Krieg in Nordafrika
- 23. Januar: Im Afrikafeldzug nehmen britische Einheiten die seit dem italienisch-türkischen Krieg 1911 von Italien und seit 1941 auch von deutschen Truppen besetzte libysche Stadt Tripolis ein.
- 14. Februar: Tunesienfeldzug: Erwin Rommel beginnt die Schlacht am Kasserinpass.
- 13. Mai: Mit der Kapitulation der letzten Einheit der Heeresgruppe Afrika unter Oberbefehlshaber Hans-Jürgen von Arnim endet der deutsch-italienische Tunesienfeldzug.

##### Bombenkrieg

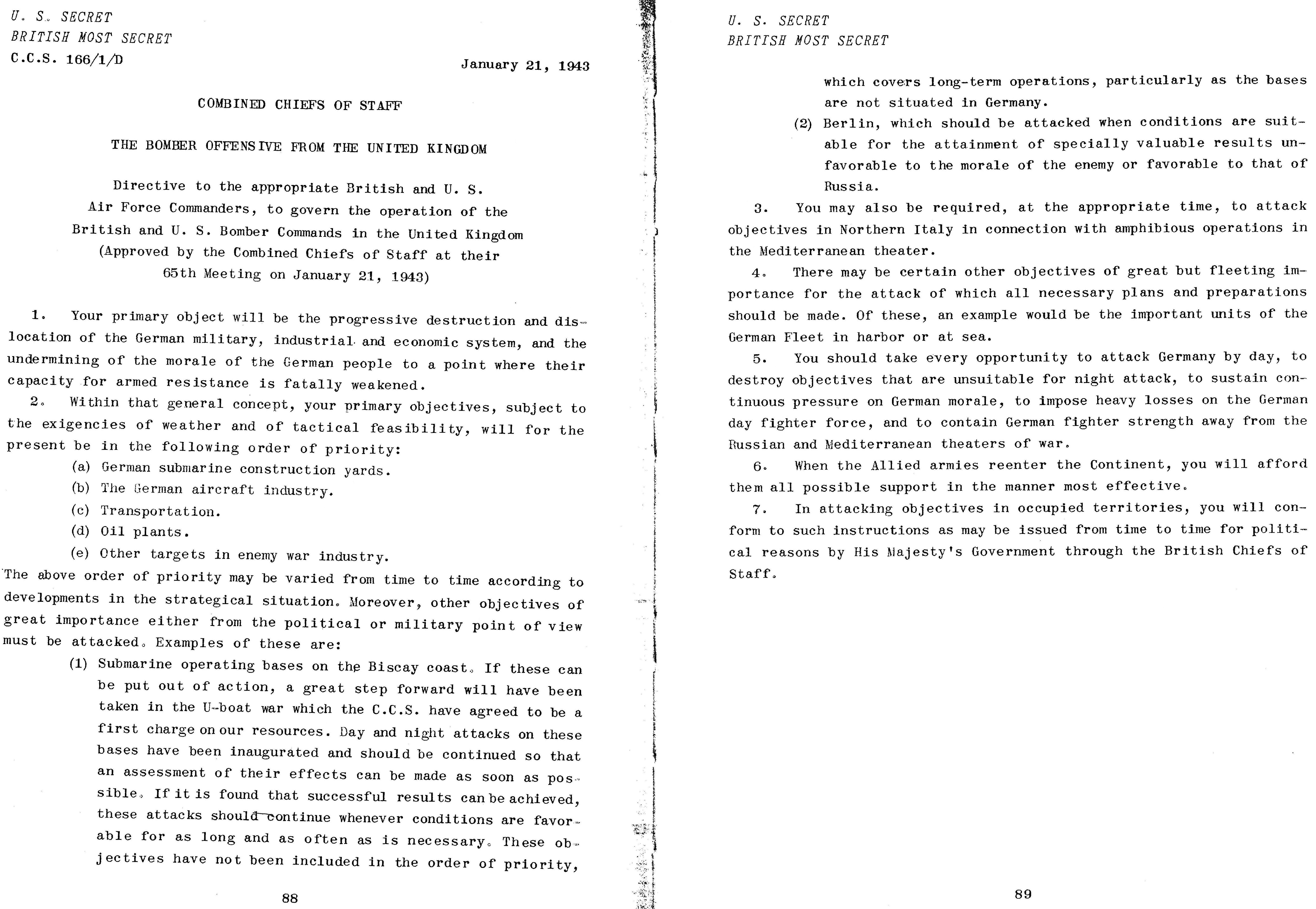
Kopie der Casablanca-Direktive

- 21. Januar: Auf der Casablanca-Konferenz wird die Direktive für eine „gemeinsame Bomberoffensive“ der westlichen Alliierten USA und Großbritannien gegen das Deutsche Reich verabschiedet.
- 27. Januar: Mit einem von 55 Bombern geflogenen Luftangriff auf Wilhelmshaven beginnen die Bombardements der US-Luftwaffe United States Army Air Forces am Tag.
- Nacht vom 1. auf den 2. März: erster größerer Luftangriff auf Berlin (Nachtangriff der Royal Air Force): 709 Tote, fast 65.000 Ausgebombte

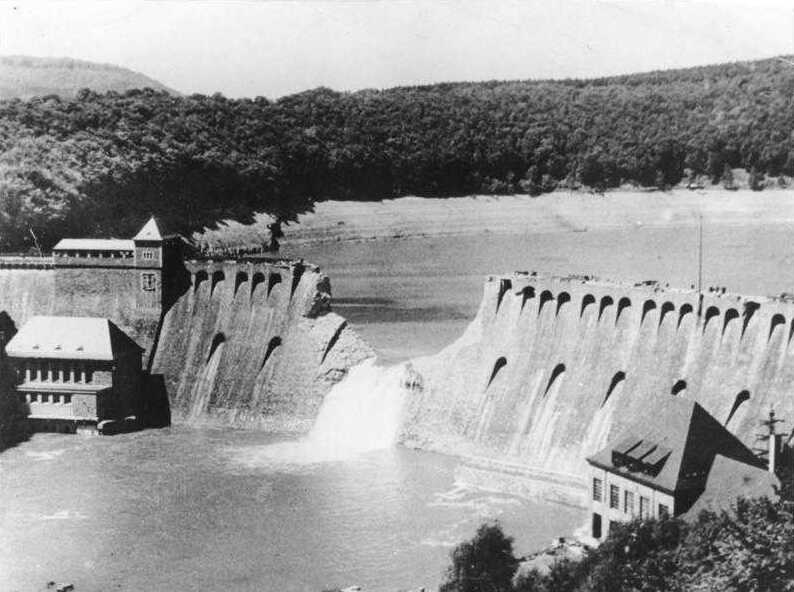
Die stark beschädigte Edertalsperre

- 16./17. Mai: Als Operation Chastise führt die britische Royal Air Force einen Angriff auf deutsche Talsperren im Sauerland und in Hessen durch. Rollbomben zerstören die Eder- und Möhnetalsperre, während die Staumauer der Sorpetalsperre hält. Es sind über 1600 Tote zu beklagen.
- 19. Mai: Die berühmte Memphis Belle, ein Boeing-B-17-Bomber der US-Luftstreitkräfte, absolviert ihren 25. und letzten Feindflug.
- 12. Juli: Beim bis dahin schwersten der Luftangriffe auf Italien werden rund 800 Einwohner Turins getötet.

- 24. Juli bis 3. August: Britische und amerikanische Bombenangriffe auf Hamburg (Operation Gomorrha) töten rund 35.000 Menschen.
- 1. August: Bei einem amerikanischen Luftangriff auf die Ölfelder von Ploiești in Rumänien, der sogenannten Operation Tidal Wave, werden 53 von 177 eingesetzten Bombern abgeschossen.
- 13. August: Alliierte Bomber fliegen einen Angriff auf die Wiener Neustädter Flugzeugwerke in Wiener Neustadt in Österreich. Diese sind zu dem Zeitpunkt das größte Flugzeugwerk im Reich. Dies war der erste Angriff auf eine Stadt in der damaligen Ostmark.

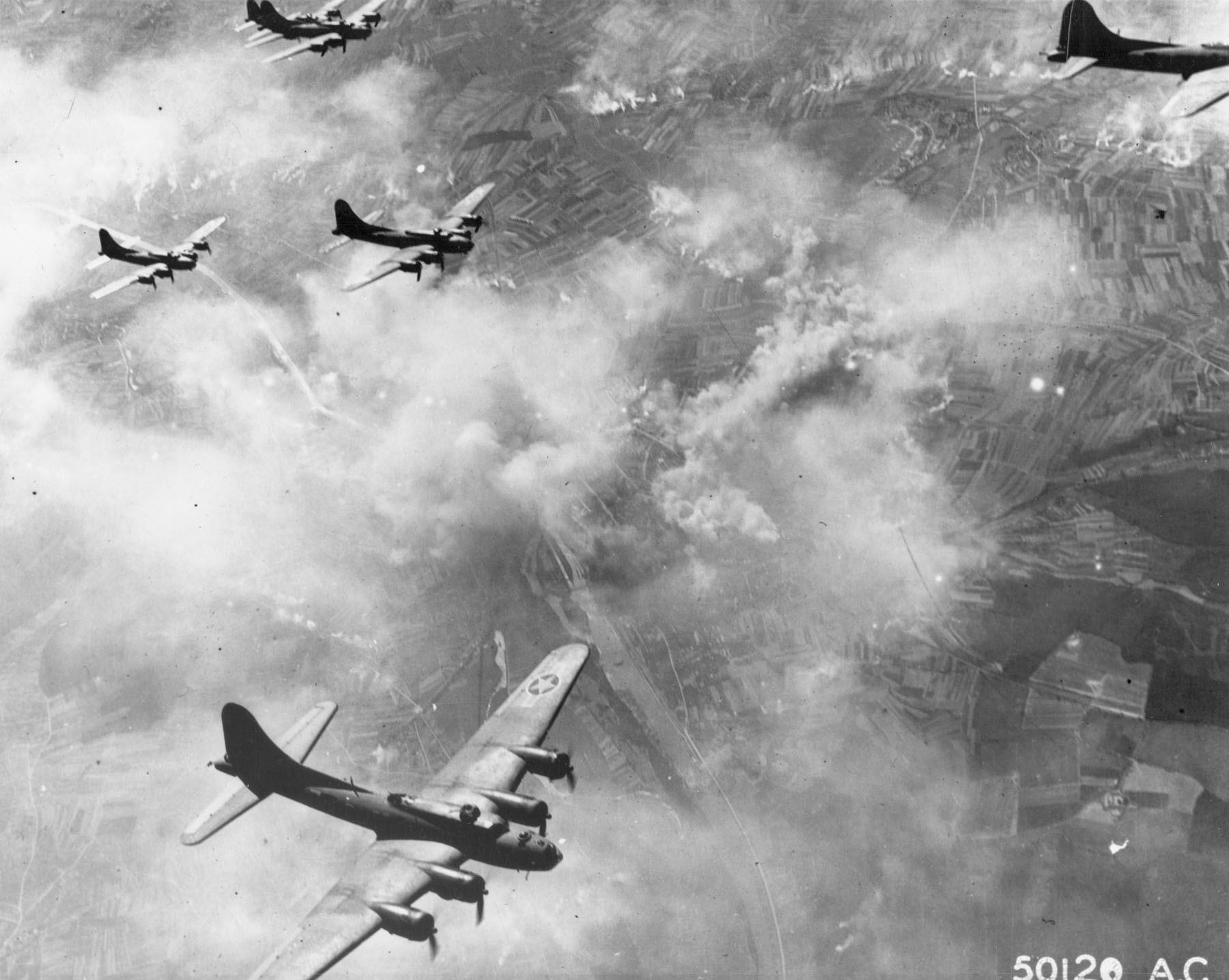
Boeing B-17 über Schweinfurt

- 17. August: Bei einem Luftangriff auf Regensburg und Schweinfurt (Operation Double Strike) erleidet die USAAF schwere Verluste.
- In der Nacht zum 18. August bombardiert die Royal Air Force die Deutsche Raketen-Versuchsanstalt in Peenemünde (Operation Hydra).
- 30. September: Vor der Halbinsel Stadlandet wird das uneskortierte norwegische Passagierschiff Sanct Svithun bei einem alliierten Luftangriff versenkt, 47 Menschen sterben.
- 14. Oktober: Erneut erleiden amerikanische Bomber bei einem Angriff auf Schweinfurt hohe Verluste. Dabei werden 77 Fliegende Festungen abgeschossen und weitere 121 so schwer getroffen, dass sie nicht mehr in Dienst gestellt werden können. Dieser Tag geht später als Schwarzer Donnerstag in die Geschichte der United States Army Air Forces ein.
- 22. Oktober: Britischer Bombenangriff auf Kassel. Die Stadt wird größtenteils zerstört, tausende Menschen sterben im Bombenhagel oder durch Panik oder Luftmangel in Bunkern. Noch Tage danach stehen hohe Rauchwolken über der Stadt.
- 18. November: Beginn der Luftschlacht um Berlin.
- 22./23. November: Die Berliner Kaiser-Wilhelm-Gedächtniskirche wird bei einem Bombenangriff getroffen, wodurch es zu einem Brand kam, der die Spitze des Hauptturms einknicken ließ.
- 30. Dezember: Die US-Luftwaffe bombardiert Mannheim und Ludwigshafen am Rhein.

##### U-Bootkrieg im Atlantik
- 4. März: Das deutsche U-Boot U 172 versenkt den britischen Passagierdampfer City of Pretoria. Keiner der 145 Menschen an Bord überlebt.
- 8. März: Abfahrt des alliierten Geleitzuges HX 229 aus New York, der bis zu seinem Zielhafen Liverpool die meisten Verluste aller HX-Geleitzüge erleiden wird.
- 2. April: Vor den Bermudas wird das britische Passagier- und Frachtschiff Melbourne Star von dem deutschen U-Boot U 129 torpediert. Es explodiert und sinkt innerhalb von zwei Minuten. 114 Menschen sterben.
- 24. Mai: Großadmiral Karl Dönitz lässt aufgrund der hohen eigenen Verluste den U-Boot-Krieg im Nordatlantik vorläufig abbrechen.

##### Südostasien und Pazifikkrieg
- 29. Januar: Im Pazifikkrieg greifen landgestützte japanische Bomber bei Rennell Island als Teil der Schlacht um Guadalcanal US-amerikanische Kriegsschiffe an, wobei die Amerikaner einen Schweren Kreuzer verlieren. Die Schlacht um Guadalcanal endet dennoch mit einem amerikanischen Sieg. Bis zum 9. Februar wird die Insel von den Japanern evakuiert und von den USA unter Kontrolle gebracht.
- 14. Mai: Ein japanisches U-Boot versenkt das australische Hospitalschiff Centaur vor der Küste von Queensland; 268 Menschen (medizinisches Personal und Besatzung) sterben.
- 6. August: In der Schlacht im Vella-Golf treffen vor Mitternacht im Pazifikkrieg sechs Zerstörer der US-Marine auf vier japanische Zerstörer. Im folgenden Torpedoduell werden drei japanische Schiffe versenkt, das vierte entgeht der Vernichtung.
- 1. November: Die zweitägige Seeschlacht bei der Kaiserin-Augusta-Bucht nahe Bougainville zwischen Kriegsschiffen der USA und Japans beginnt. Sie ist Teil der Schlacht um die Nördlichen Salomonen.
- 20. bis 23. November: Das Atoll Tarawa ist Schauplatz eines der heftigsten Kämpfe zwischen Japanern und US-Amerikanern im Pazifikkrieg.

##### Zweiter Japanisch-Chinesischer Krieg
- 12. Mai: Dem viertägigen Massaker von Changjiao durch die Kaiserlich Japanische Armee im Zweiten Japanisch-Chinesischen Krieg fallen in der chinesischen Provinz Hunan etwa 30.000 Zivilisten zum Opfer.

##### Die „Endlösung der Judenfrage“/Verfolgung anderer Bevölkerungsgruppen/Widerstand gegen den Nationalsozialismus
- 18. Januar: Im Warschauer Ghetto marschieren die Nationalsozialisten ein, um es aufzulösen und die gesamte Bevölkerung in Vernichtungslager zu deportieren. Die Jüdische Kampforganisation mit ihrem Anführer Mordechaj Anielewicz kann die Deutschen unter SS- und Polizeiführer Ferdinand von Sammern-Frankenegg nach viertägigen Kämpfen zunächst wieder vertreiben.
- 18. Februar: Die Geschwister Scholl werden bei der Verteilung von Flugblättern an der Ludwig-Maximilians-Universität München verhaftet.
- 22. Februar: Sophie und Hans Scholl sowie ihr Freund Christoph Probst werden vom Volksgerichtshof unter dem „Blutrichter“ Roland Freisler als Mitglieder der Widerstandsgruppe Weiße Rose wegen „Wehrkraftzersetzung“, „Feindbegünstigung“ und „Vorbereitung zum Hochverrat“ zum Tod durch das Fallbeil verurteilt. Das Urteil wird noch am gleichen Tag im Gefängnis München-Stadelheim unter Aufsicht von Walter Roemer, Leiter der Vollzugsabteilung des Münchner Landgerichts, von Johann Reichhart vollstreckt.
- 26. Februar: Im neu eingerichteten „Zigeunerfamilienlager“ des Vernichtungslagers Auschwitz-Birkenau trifft der erste Transport mit aus dem Deutschen Reich deportierten Sinti und Roma ein.
- 27. Februar: Beginn des Rosenstraße-Protests gegen die Deportation von Juden aus Berlin
- 21. März: Das von Rudolf-Christoph Freiherr von Gersdorff geplante Attentat auf Adolf Hitler während der Besichtigung von erbeuteten Waffen scheitert.
- 15. März: in Thessaloniki (besetztes Griechenland) startet der erste Deportationszug. Etwa 2800 Menschen werden in Viehwaggons nach Auschwitz deportiert. Über 2000 werden nach ihrer Ankunft am 20. März 1943 vergast.
- 19. April: Mit dem Angriff der Jüdischen Kampforganisation auf Angehörige der SS, die ins Warschauer Ghetto einmarschieren, beginnt der Aufstand im Warschauer Ghetto.
- 19. April: Die Studenten Alexander Schmorell und Willi Graf sowie der Professor Kurt Huber, Mitglieder der Widerstandsbewegung Weiße Rose, werden vom Volksgerichtshof unter Roland Freisler zum Tode verurteilt; andere Mitangeklagte bekommen langjährige Haftstrafen.
- 16. Mai: Erst mit der vollständigen Niederbrennung des Ghettos kann die unter dem Kommando von Jürgen Stroop stehende SS den Aufstand im Warschauer Ghetto beenden. Als Abschluss lässt er die Große Synagoge sprengen.
- 15. Juli: Anneliese und Georg Groscurth sowie Robert Havemann gründen die Widerstandsgruppe Europäische Union. Weitere Mitglieder sind Herbert Richter und Paul Rentsch. Bereits am 4. September werden die meisten Mitglieder von der Gestapo verhaftet und am 14. Dezember am Volksgerichtshof von Roland Freisler zum Tod verurteilt.

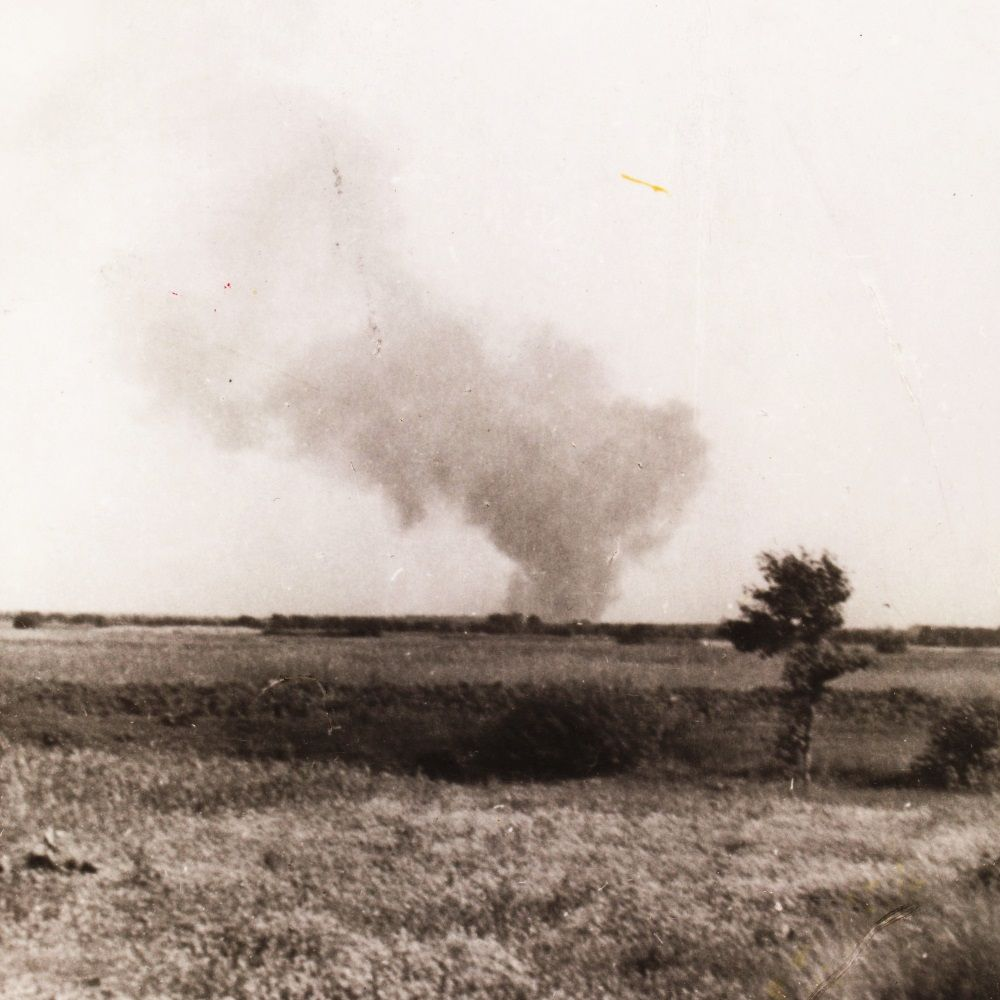
Rauchschwaden über dem brennenden Treblinka II während des Aufstandes, 1943

- 2. August: Der über Monate geplante Aufstand im Vernichtungslager Treblinka bricht aus. Er wird durch die SS niedergeschlagen, wobei zahlreiche Aufständische zu Tode kommen. Dennoch gelingt es 200 bis 250 Häftlingen, aus dem Lager zu flüchten. Viele von ihnen erschießt die SS bei der anschließend einsetzenden Verfolgung auf der Flucht oder bringt sie zurück ins Lager und exekutiert sie mit den dort gefangenen Kämpfern. Die Häftlinge können bei ihrem Aufstand zahlreiche Gebäude sowie den Benzintank in Brand stecken und vernichten. Die gemauerten Gaskammern bleiben jedoch unbeschädigt. Nach dem Aufstand werden am 21. August noch etwa 8000 Häftlinge aus zwei Zügen vergast. Danach lässt die SS das Lager abbauen. 100 Häftlinge, die sich nicht am Aufstand beteiligten, zurückblieben oder die Strafmaßnahmen überlebten, deportiert die SS ins Vernichtungslager Sobibor.
- 15. September: „Inbetriebnahme“ des KZ Kauen
- 4./6. Oktober: Im Posener Rathaus hält Reichsführer SS Heinrich Himmler zwei Geheimreden vor ausgewähltem Publikum, in denen er unter anderem den Holocaust rechtfertigt.
- 14. Oktober: Beim Aufstand von Sobibór im Vernichtungslager Sobibor gelingt etwa 200 Häftlingen die Flucht.
- 10. November: Die als Lübecker Märtyrer bekannt gewordenen katholischen Priester Hermann Lange, Eduard Müller und Johannes Prassek sowie der evangelische Pastor Karl Friedrich Stellbrink werden in der Untersuchungshaftanstalt Hamburg wegen ihrer Kritik am NS-Regime hingerichtet.
- 13. Dezember: Massaker von Kalavrita. Angehörige der Wehrmacht ermorden als Rache für die Tötung deutscher Geiseln durch Partisanen mehr als 650 Bewohner des Ortes.

#### Weitere Ereignisse weltweit
- 1. Januar: Der Christdemokrat Enrico Celio wird neuer Bundespräsident der Schweiz.
- 1. Januar: Auf Vorschlag des Deutschen Normenausschusses beginnt die Woche in Deutschland jeweils sonntags um 0:00 Uhr und endet am darauf folgenden Samstag um 24:00 Uhr. Erst 1976 wird der Wochenbeginn auf „Montag“ umgestellt.
- 15. Januar: In Arlington im US-Bundesstaat Virginia wird das Pentagon, Hauptsitz des amerikanischen Kriegsministeriums und eines der größten Bürogebäude der Welt, nach 16 Monaten Bauzeit fertiggestellt.
- 15. Mai: Das Exekutivkomitee der Kommunistischen Internationale fasst den Beschluss über die Auflösung der Kommunistischen Internationale zum 10. Juni. Dessen Veröffentlichung kommt selbst für Komintern-Funktionäre völlig überraschend und geht wahrscheinlich auf eine Entscheidung Josef Stalins zurück. Dieser erklärt in einem Interview mit der Agentur Reuters am 28. Mai, dass mit der Auflösung vor aller Welt zwei Momente unterstrichen werden sollen: dass Moskau sich nicht „in das Leben anderer Staaten“ einmische und dass die kommunistischen Parteien „im Interesse ihres eigenen Volkes“ und nicht „auf Befehl von außen“ handelten. Allgemein gilt die Auflösung der Komintern als ein Zugeständnis Stalins an die westlichen Alliierten, die USA und Großbritannien, auf deren Unterstützung Stalin nach Hitlers Überfall auf die Sowjetunion angewiesen ist.
- 1. Juli: Mit dem Tōkyō-tosei erfolgt die Auflösung der Stadt Tokio als politische Einheit. Sie wird mit der alten Präfektur Tokio zur Hauptstadtpräfektur Tokio zusammengefasst.

Flagge des Libanon

- 29. August/4. September: Bei den Parlamentswahlen im Libanon 1943 gewinnen unabhängige Kandidaten die Mehrheit. Am 7. Oktober wird der Nationalpakt zwischen Moslems und Christen geschlossen. Am 8. November löst der Libanon das seit 1920 bestehende Völkerbundsmandat einseitig auf. Präsident Béchara el-Khoury, Ministerpräsident Riad as-Solh und weitere Regierungsmitglieder werden daraufhin am 11. November von französischen Einheiten inhaftiert, jedoch am 22. November auf internationalen Druck wieder freigelassen. Dieser Tag gilt heute als Tag der Unabhängigkeit des Libanon. Direkt nach der Unabhängigkeit werden etwa 20.000 Mann Freiwillige unter dem Kommando des späteren Präsidenten Fuad Schihab in die freifranzösische Armee unter Charles de Gaulle eingegliedert. Am 7. Dezember wird die Staatsflagge offiziell eingeführt.

### Wirtschaft
- 12. Januar: Hitler erlässt das Adolf-Hitler-Panzerprogramm zur Vervierfachung der Panzerfahrzeugproduktion
- 25. Januar: Eine staatliche Kursstoppverordnung für die Wertpapierbörsen des Deutschen Reichs beendet die nachfragebasierte Entwicklung von Börsenkursen.
- 28. Februar: In der zweiten Stilllegungsaktion verfügt die Reichspressekammer das Einstellen von 950 Zeitungen in Deutschland wegen Rohstoffknappheit.
- 31. August: Die Frankfurter Zeitung stellt nach einem Entscheid des im Frühjahr über einen Artikel verärgerten Adolf Hitler ihr Erscheinen ein.
- 17. Oktober: Die während der Besetzung durch Japan im Zweiten Weltkrieg von Zwangsarbeitern und Kriegsgefangenen gebaute Thailand-Burma-Eisenbahn, während deren Errichtung bis zu 90.000 Menschen ums Leben gekommen sind, wird von den beiden Seiten her verbunden, nachdem bereits seit Anfang des Jahres Teilstücke in Betrieb gegangen sind. Am 23. Oktober werden die letzten Bauarbeiten beendet. Der Betrieb wird am 25. Oktober aufgenommen.
- 12. November: In einem als Lex Krupp bekannten Führererlass verfügt Adolf Hitler die Umwandlung des Unternehmens Friedrich Krupp AG in eine Personengesellschaft mit besonders geregelter Nachfolge. Die Familie erspart sich dadurch Erbschaftsteuer.
- Nachos werden erfunden.

### Wissenschaft und Technik
- 16. April: Der Schweizer Chemiker Albert Hofmann bemerkt nach der neuerlichen Herstellung von LSD-25 an sich selbst eine halluzinogene Wirkung, als er die Substanz möglicherweise versehentlich über die Fingerspitzen aufnimmt. Drei Tage später entschließt er sich, die Substanz mit der kleinsten für ihn denkbaren wirksamen Dosis neuerlich im Selbstversuch zu testen. Seine von starken Halluzinationen begleitete Fahrradfahrt vom Labor nach Hause geht unter dem Namen Bicycle Day in die Geschichte der LSD-Kultur ein.
- 30. Juli: Die Ar 234 der Arado Flugzeugwerke, der erste einsatzfähige – und tatsächlich eingesetzte – strahlgetriebene Bomber der Welt, absolviert ihren Erstflug.
- 18. August: Der für zivile Zwecke bestimmte Transporthubschrauber Sikorsky S-51 absolviert in den USA seinen Erstflug.
- 19. Oktober: Albert Schatz, Selman Abraham Waksman und Elizabeth Bugie gelingt an der Rutgers University erstmals die Isolierung des Antibiotikums Streptomycin, ein Arzneimittel gegen Tuberkulose.

Die Bedürfnispyramide

- Maslow veröffentlicht die Maslowsche Bedürfnishierarchie.
- Gründung des Instituto Tecnológico y de Estudios Superiores de Monterrey in Mexiko

### Kultur

#### Bildende Kunst

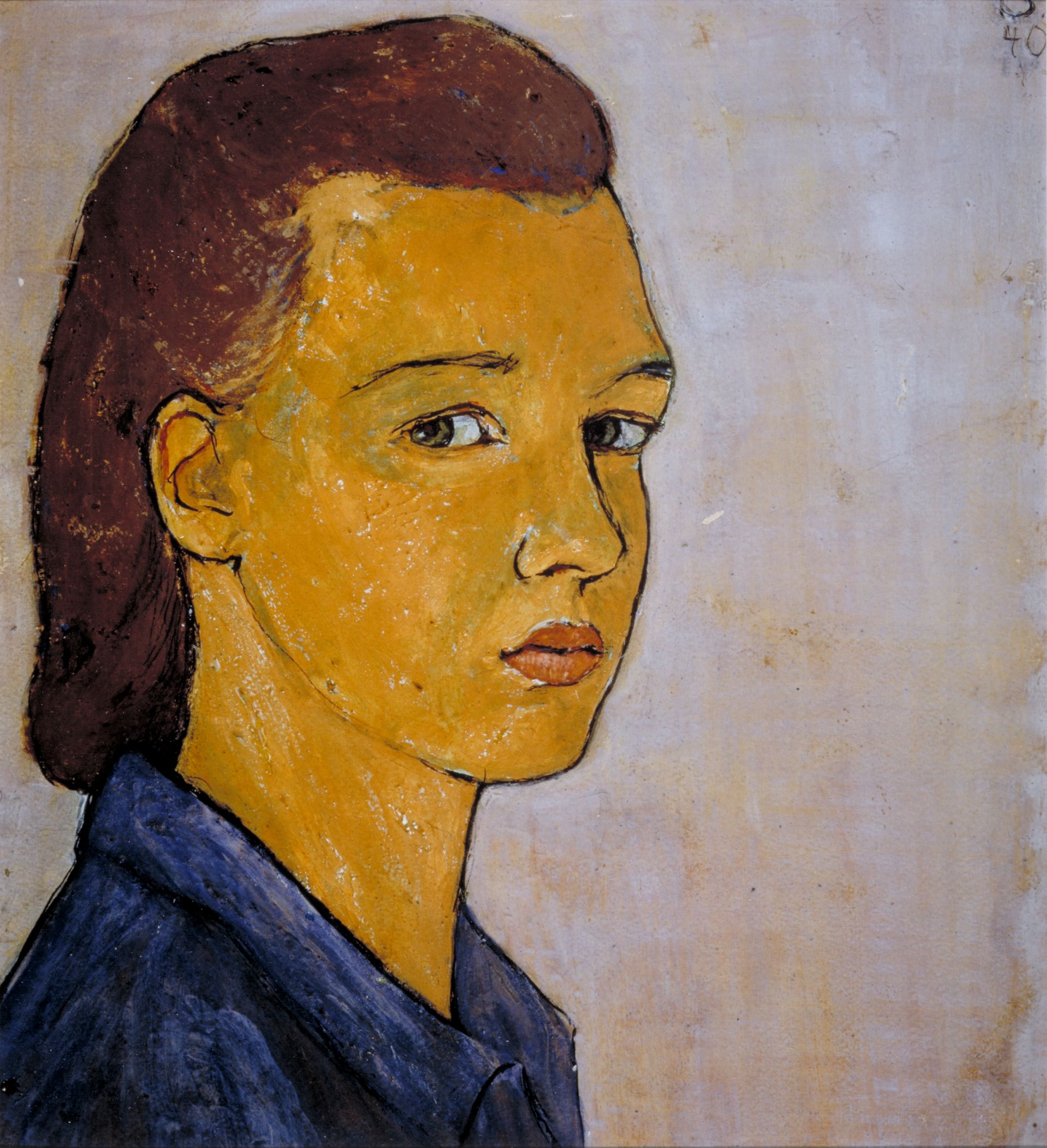
Charlotte Salomon: Selbstbildnis, 1940

- Unmittelbar vor ihrer Verhaftung am 24. September übergibt die deutsch-jüdische Künstlerin Charlotte Salomon in Villefranche-sur-Mer ein verschnürtes Bündel mit der Aufschrift Eigentum von Mrs. Moore an den ihr vertrauten Arzt Georges Moridis. Es enthält ihr künstlerisches Lebenswerk mit den Blättern der Serie Leben? Oder Theater? und andere Arbeiten. Moridis versteckt die Hinterlassenschaft in seinem Hauskeller in der Avenue Maréchal-Joffre.

#### Film
- 5. Februar: In San Francisco hat der Western The Outlaw (Geächtet) mit Jane Russell in ihrer ersten Filmrolle seine Uraufführung.
- 17. Mai: Der Spielfilm Ossessione (Besessenheit) des italienischen Regisseurs Luchino Visconti wird uraufgeführt. Der Film mit Clara Calamai und Massimo Girotti in den Hauptrollen basiert auf dem Kriminalroman Wenn der Postmann zweimal klingelt von James M. Cain und wird oft als Beginn des italienischen Neorealismus gesehen. Er kommt im Juni nur kurz in die italienischen Kinos und wird schließlich von der Zensur verboten. Das Negativ wird vernichtet, jedoch gelingt es Visconti, eine Kopie zu retten.

#### Musik und Theater
- 4. Februar: Bertolt Brechts unter der Mitarbeit von Ruth Berlau und Margarete Steffin entstandenes Theaterstück Der gute Mensch von Sezuan hat seine Uraufführung am Schauspielhaus Zürich. Regie bei diesem epischen Theaterstück führt Leonard Steckel.
- 20. Februar: Die Oper Die Kluge von Carl Orff, die das Märchen Die kluge Bauerntochter der Brüder Grimm zur Vorlage hat, wird in Frankfurt am Main uraufgeführt.
- 8. März: Adolf Hitler ordnet an: Die Festspiele in Bayreuth finden in demselben Umfange statt, wie im vergangenen Jahr. […] Die Festspiele in Salzburg finden nicht statt. Dafür sollen Salzburger Theaterwochen veranstaltet werden, bei denen die im Salzburger Gebiet anwesenden Rüstungsarbeiter und Verwundete an den Vorstellungen teilnehmen. (siehe: Totaler Kriegseinsatz der Kulturschaffenden)
- 1. April: Die Oper Das Schloß Dürande von Othmar Schoeck mit dem Libretto von Hermann Burte nach der gleichnamigen Novelle von Joseph von Eichendorff wird an der Staatsoper Unter den Linden in Berlin uraufgeführt.
- 10. Oktober: Die komische Oper Barbe-bleue von Jacques Ibert hat ihre Uraufführung in Paris.
- Oktober: Die Operette Die schöne Carlotti von Willy Czernik wird in Prag uraufgeführt und wird zum größten Erfolg des Komponisten.
- 13. November: In Berlin wird die Operette Königin einer Nacht von Will Meisel mit dem Libretto von Just Scheu und Ernst Nebhut uraufgeführt.
- 14. November: Der 25-jährige Leonard Bernstein leitet als Ersatz für den erkrankten Bruno Walter ein Konzert der New Yorker Philharmoniker und beginnt damit seine Weltkarriere.
- Die Exilrussin Anna Marly verfasst in London den Chant des Partisans, das das populärste Lied der französischen Forces françaises libres und der Résistance im Zweiten Weltkrieg wird, und trägt es in den französischsprachigen Sendungen der BBC vor.

### Religion
- 30. September: Papst Pius XII. veröffentlicht die Enzyklika Divino afflante Spiritu. Die dritte der Bibelenzykliken setzt sich mit dem Umgang der Bibel und Bibelerklärungen auseinander und räumt naturwissenschaftliche und historische Irrtümer in der Bibel ein.

### Katastrophen
- 10. September: Erdbeben der Stärke 7,4 in Tottori, Japan, 1.190 Tote
- 26. November: Erdbeben der Stärke 7,6 in der Türkei, ca. 4.000 Tote

Kleinere Unglücksfälle sind in den Unterartikeln von Katastrophe und in der Liste von Katastrophen aufgeführt.

### Natur und Umwelt

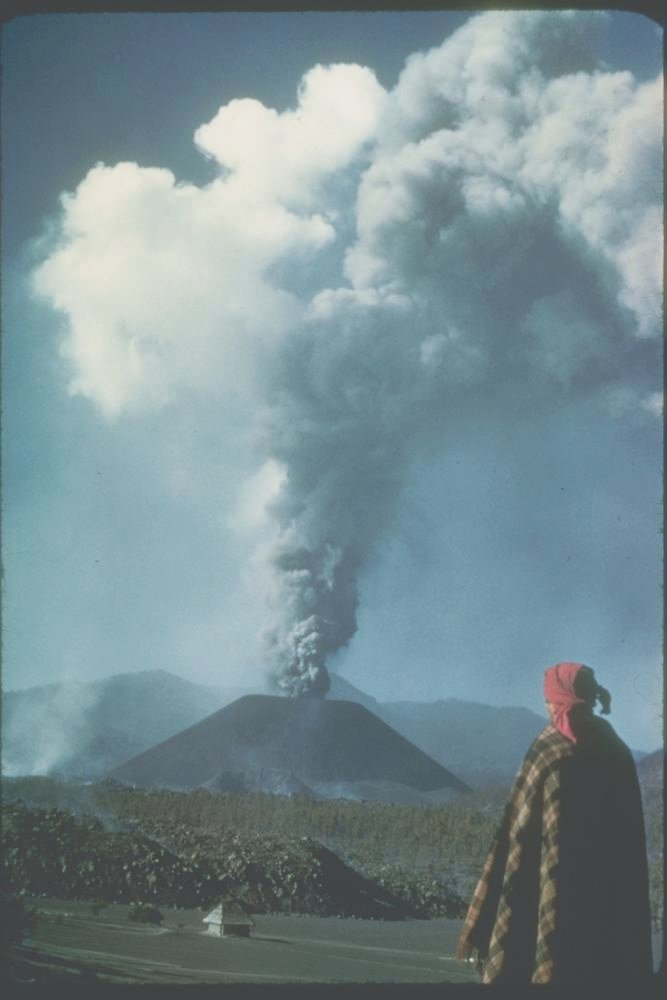
Aschekegel des Paricutín 1943

- 20. Februar: In Mexiko entsteht der Vulkan Paricutín. Nach einem Tag ist er 10 Meter hoch, nach drei Tagen 50 Meter, inzwischen 3.170 Meter.

### Sport
- 6. April: Einige Freunde entschließen sich im brasilianischen Ort Goiânia, einen Fußballverein zu gründen, worauf der Goiás EC entsteht.
- 21. April: Aus der Fusion von sechs Fußballvereinen entsteht der FC Nantes in Frankreich
- 4. September und 5. September: Austragung der Deutschen Turn- und Spielmeisterschaften in Augsburg

## Nobelpreise
- Physik: Otto Stern
- Chemie: George de Hevesy
- Medizin: Henrik Dam und Edward Adelbert Doisy

Ein Nobelpreis für Literatur und ein Friedensnobelpreis werden nicht verliehen.

## Geboren

### Januar
- 01. Januar: Stanley Kamel, US-amerikanischer Schauspieler († 2008)
- 01. Januar: Mohamed Mahmoud Ould Louly, mauretanischer Politiker († 2019)
- 01. Januar: Richard Sennett, US-amerikanisch-britischer Soziologe
- 01. Januar: Allan Starski, polnischer Szenenbildner
- 02. Januar: Filiz Akın, türkische Schauspielerin († 2025)
- 02. Januar: Edward Kłosiński, polnischer Kameramann († 2008)
- 02. Januar: Barış Manço, türkischer Sänger, Komponist und Fernsehproduzent († 1999)
- 03. Januar: Arif Aziz, aserbaidschanischer Künstler
- 03. Januar: Bettina Glas, deutsche Malerin, Objekt- und Textilkünstlerin
- 03. Januar: Reinhold Massag, deutscher Autor und Schauspieler († 1999)
- 03. Januar: Van Dyke Parks, US-amerikanischer Musiker, Komponist und Arrangeur
- 04. Januar: Hans-Ulrich Herzberg, deutscher Polizist und Landespolizeipräsident († 2023)
- 04. Januar: Egon Schultz, Unteroffizier der Grenztruppen der DDR († 1964)
- 04. Januar: Emil Zopfi, Schweizer Autor
- 05. Januar: Günther Maria Halmer, deutscher Schauspieler
- 05. Januar: Henning Jensen, dänischer Schauspieler und Synchronsprecher
- 05. Januar: Ramón Sampedro, spanischer Tetraplegiker und Befürworter der Sterbehilfe († 1998)
- 05. Januar: Ignace van Swieten, niederländischer Fußballschiedsrichter († 2005)
- 05. Januar: Christine Wodetzky, deutsche Schauspielerin († 2004)
- 06. Januar: Barry Altschul, US-amerikanischer Jazzmusiker
- 06. Januar: Michael Harcourt, kanadischer Politiker
- 06. Januar: Osvaldo Soriano, argentinischer Schriftsteller und Journalist († 1997)
- 07. Januar: Sadako Sasaki, bekanntestes Opfer des Abwurfs der Atombombe über Hiroshima († 1955)
- 08. Januar: Sibylle Courvoisier, Schweizer Schauspielerin († 2003)
- 08. Januar: Lee Jackson, britischer Musiker
- 09. Januar: Josef Bulva, tschechischer Pianist († 2020)
- 09. Januar: Dorit Gäbler, deutsche Schauspielerin und Chansonniere
- 09. Januar: Wolfgang Gayer, deutscher Fußballspieler und -trainer
- 09. Januar: Scott Walker, US-amerikanischer Sänger, Musiker und Komponist († 2019)
- 09. Januar: Peter Zurek, österreichischer Journalist († 2013)
- 10. Januar: Friederike Aust, deutsche Schauspielerin und Synchronsprecherin
- 10. Januar: Jim Croce, US-amerikanischer Sänger und Songwriter († 1973)
- 10. Januar: Peter Strauch, deutscher Theologe, Buchautor und Liedermacher
- 11. Januar: Ernst Aichner, deutscher Militärhistoriker
- 11. Januar: Stan Ivar, US-amerikanischer Schauspieler
- 11. Januar: Dieter Langewiesche, deutscher Historiker
- 11. Januar: Eduardo Mendoza, spanischer Schriftsteller
- 11. Januar: Rémy Zaugg, Schweizer Künstler († 2005)
- 12. Januar: Brun-Otto Bryde, Richter des Bundesverfassungsgerichts
- 13. Januar: Klaus-Peter Puls, deutscher Politiker
- 14. Januar: Angelo Kardinal Bagnasco, Erzbischof von Genua
- 14. Januar: Oscar Bronner, österreichischer Zeitungsherausgeber und Maler
- 14. Januar: Christian Gouttepifre, französischer Automobilrennfahrer
- 14. Januar: Mariss Jansons, lettischer Dirigent († 2019)
- 14. Januar: Shannon Lucid, US-amerikanische Astronautin
- 14. Januar: José Luis Rodríguez González, venezolanischer Sänger und Schauspieler
- 14. Januar: Ralph M. Steinman, kanadischer Immunologe und Nobelpreisträger († 2011)
- 14. Januar: Holland Taylor, US-amerikanische Schauspielerin
- 14. Januar: Manfred Wolke, deutscher Olympiasieger im Boxen und Boxtrainer († 2024)
- 15. Januar: Michael Hayden, kanadischer Bildhauer
- 15. Januar: Günter Maschke, deutscher Autor und Herausgeber († 2022)
- 16. Januar: Gavin Bryars, englischer Komponist und Kontrabassist
- 16. Januar: Ivar Combrinck, deutscher Synchronsprecher und Regisseur († 2006)
- 16. Januar: Dieter Dowe, deutscher Historiker und Abteilungsleiter des Historischen Forschungszentrums der Friedrich-Ebert-Stiftung in Bonn
- 16. Januar: Gregor Henckel-Donnersmarck, österreichischer Abt († 2025)
- 16. Januar: Ronnie Milsap, US-amerikanischer Country- und Pop-Sänger
- 16. Januar: Mona Seilitz, schwedische Schauspielerin, Synchronsprecherin und Moderatorin († 2008)
- 17. Januar: Billy Harper, US-amerikanischer Jazz-Saxophonist
- 17. Januar: Hans-Jürgen Krahl, Studentenaktivist der 68er-Bewegung († 1970)
- 17. Januar: Chris Montez, US-amerikanischer Sänger
- 17. Januar: René Préval, haitianischer Politiker († 2017)
- 18. Januar: Ovidio Gabriele Assonitis, italienischer Filmproduzent und -regisseur
- 18. Januar: Margot Berghaus, deutsche Sozialwissenschaftlerin
- 18. Januar: Al Foster, US-amerikanischer Jazz-Schlagzeuger († 2025)
- 18. Januar: Dave Greenslade, britischer Keyboarder
- 18. Januar: Charlie Wilson, US-amerikanischer Politiker († 2013)
- 19. Januar: Janis Joplin, US-amerikanische Sängerin, Rock- und Bluesmusikerin († 1970)
- 19. Januar: Margriet von Oranien-Nassau, Prinzessin der Niederlande, Prinzessin von Oranien-Nassau, Prinzessin von Lippe-Biesterfeld
- 20. Januar: Margaret Scotford Archer, britische Soziologin († 2023)
- 20. Januar: Rick Evans, US-amerikanischer Sänger und Gitarrist († 2018)
- 20. Januar: Einar Førde, norwegischer sozialdemokratischer Politiker und Journalist († 2004)
- 20. Januar: Armando Guebuza, Präsident von Mosambik († 2005)
- 21. Januar: Mirko Frýba, tschechisch-schweizerischer Psychoanalytiker, buddhistischer Mönch († 2016)
- 21. Januar: Arnar Jónsson, isländischer Schauspieler
- 21. Januar: Heinz Magenheimer, österreichischer Militärhistoriker
- 21. Januar: Steve Potts, US-amerikanischer Jazzsaxophonist
- 22. Januar: Tigran Alichanow, russischer Pianist († 2023)
- 22. Januar: Maarten van Regteren Altena, niederländischer Komponist und Kontrabassist
- 22. Januar: Wilhelm Genazino, deutscher Schriftsteller († 2018)
- 22. Januar: Marília Pêra, brasilianische Schauspielerin († 2015)
- 22. Januar: Michał Urbaniak, polnischer Jazz-Musiker
- 23. Januar: Gary Burton, US-amerikanischer Jazz-Vibraphonist
- 23. Januar: Gil Gerard, US-amerikanischer Schauspieler
- 24. Januar: Kōji Kinutani,  japanischer Maler († 2025)

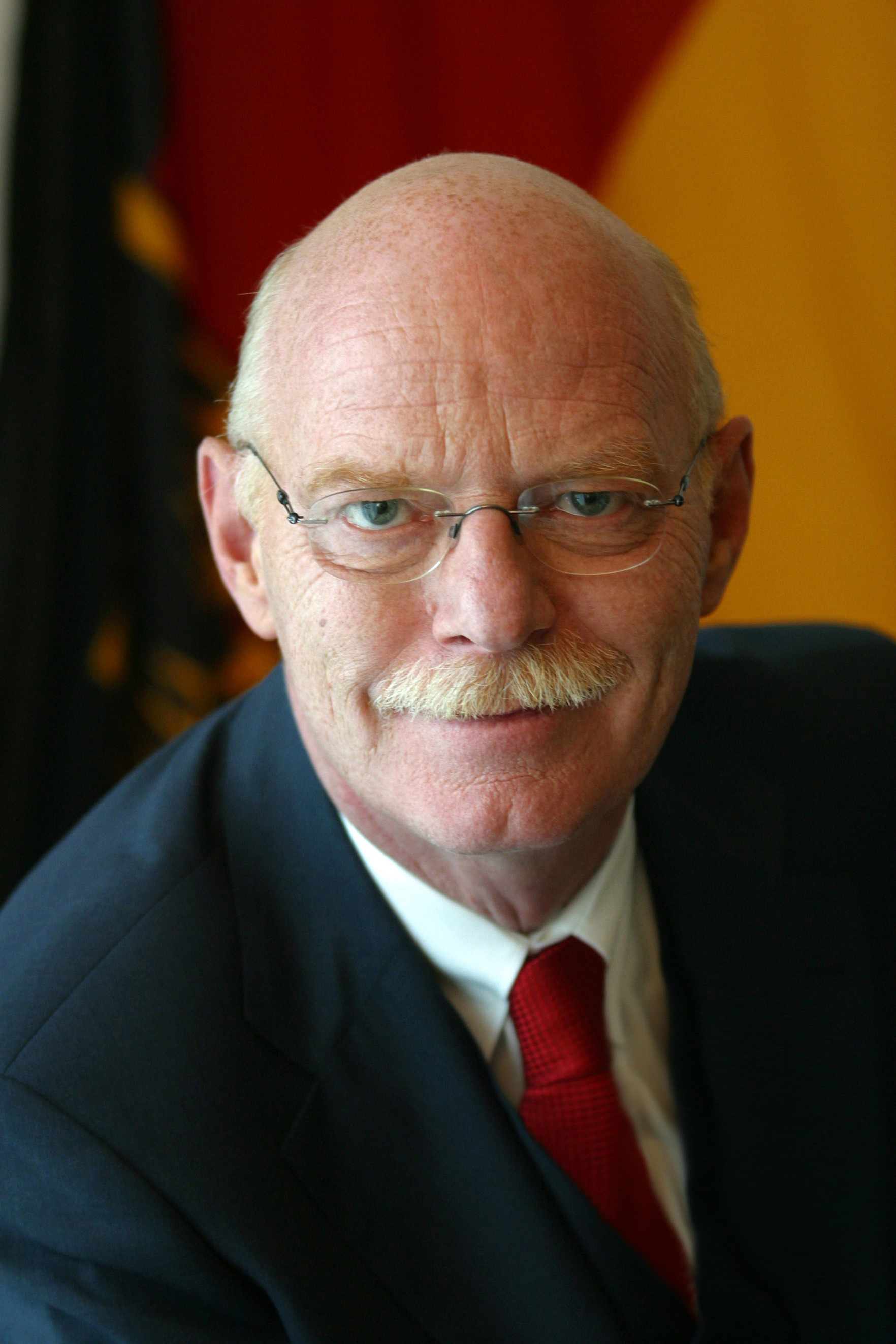
Peter Struck, 2005

- 24. Januar: Peter Struck, deutscher Politiker († 2012)
- 24. Januar: Sharon Tate, US-amerikanische Schauspielerin († 1969)
- 24. Januar: Tony Trimmer, britischer Automobilrennfahrer
- 25. Januar: Ute Apfelbeck, österreichische Politikerin
- 25. Januar: Dagmar Berghoff, deutsche Hörfunk- und Fernsehmoderatorin
- 25. Januar: Roy Black, deutscher Schlagersänger und Schauspieler († 1991) Roy Black, 1989

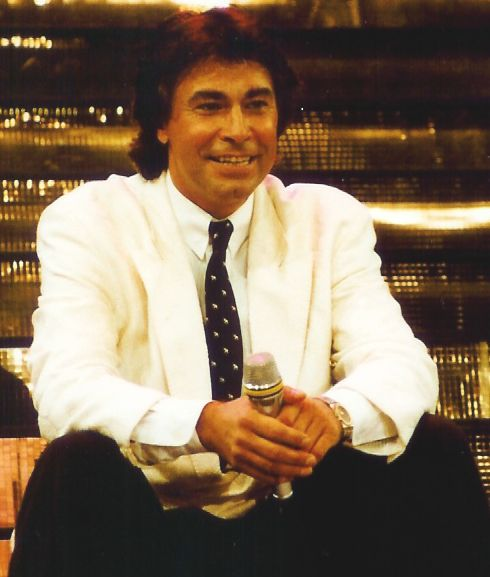
Roy Black, 1989

- 25. Januar: Agata Hikari, japanischer Schriftsteller († 1992)
- 25. Januar: Norbert Königshofen, deutscher Politiker
- 26. Januar: Heinz Horrmann, deutscher Gastronomiekritiker, Journalist und Buchautor († 2025)
- 28. Januar: Manfred Jendryschik, deutscher Erzähler, Lyriker, Essayist und Herausgeber († 2025)
- 28. Januar: Dick Taylor, britischer Musiker und Mitglied der Urformation der Rolling Stones
- 29. Januar: Bernd Schiphorst, deutscher Medienmanager
- 30. Januar: Günter Hirsch, Präsident des Bundesgerichtshofs
- 30. Januar: Bernd Munck, deutscher Handballspieler
- 30. Januar: Wolfgang Spanier, deutscher Politiker und MdB († 2018)
- 31. Januar: Volker Huwendiek, deutscher Pädagoge und Hochschullehrer
- 31. Januar: Héctor Ramírez, kubanischer Turner

### Februar
- 01. Februar: Linda Gaye Scott, US-amerikanische Schauspielerin
- 02. Februar: Dieter Braun, deutscher Motorradrennfahrer
- 02. Februar: Paul Friedhoff, deutscher Unternehmer und Politiker (FDP) und Mitglied des Bundestages († 2015)
- 02. Februar: Dieter Müller, deutscher Karambolagespieler und Weltmeister Dieter Müller

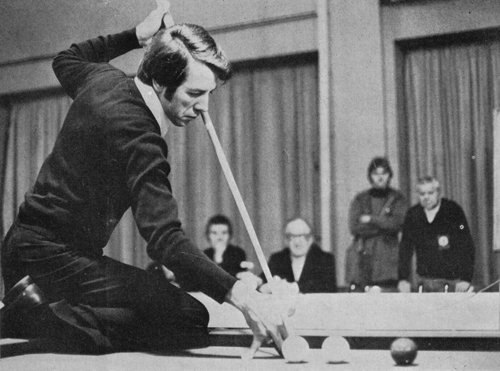
Dieter Müller

- 02. Februar: Wanda Rutkiewicz, polnische Bergsteigerin († 1992)
- 03. Februar: Domenico Calcagno, italienischer Kurienkardinal
- 04. Februar: Tamara Asseyev, US-amerikanische Filmproduzentin und Autorin
- 04. Februar: Hallvard Bakke, norwegischer Politiker († 2024)
- 04. Februar: Franz-Josef Kniola, deutscher Politiker
- 04. Februar: Otto Lohmüller, deutscher Maler, Bildhauer und Autor von Pfadfinder-Abenteuerbüchern
- 04. Februar: Ken Thompson, US-amerikanischer Informatiker
- 05. Februar: Nolan Bushnell, Gründer der Computerfirma Atari
- 05. Februar: Mevlüde Genç, deutsche Aktivistin († 2022)
- 05. Februar: Ernst Hinsken, deutscher Politiker († 2020)
- 05. Februar: Michael Mann, US-amerikanischer Regisseur, Produzent und Drehbuchautor
- 05. Februar: Craig Morton, US-amerikanischer American-Football-Spieler
- 05. Februar: Ivan Tcherepnin, US-amerikanischer Komponist, Dirigent und Musikpädagoge († 1998)
- 06. Februar: Gisela Hoey-Meeser, deutsche Handballspielerin
- 06. Februar: John Kornblum, US-amerikanischer US-Diplomat († 2023)
- 06. Februar: Renate Roland, deutsche Schauspielerin († 2024)
- 06. Februar: Jürgen Udolph, deutscher Namenforscher
- 07. Februar: Danilo Arbilla, uruguayischer Journalist
- 07. Februar: Urs von Arx, Schweizer christkatholischer Theologe
- 07. Februar: Finnbogi Ísakson, färöischer Journalist, Schriftsteller und Politiker († 2005)
- 07. Februar: Margit Sponheimer, deutsche Schlagersängerin
- 08. Februar: Sibylle Nägele, deutsche Schauspielerin und Hörfunkjournalistin († 2015)
- 08. Februar: Nikolaki Sawaf, syrischer Erzbischof
- 09. Februar: Dieter Dierks, deutscher Tonstudiobetreiber und Musikproduzent
- 09. Februar: Joe Pesci, US-amerikanischer Schauspieler Joe Pesci

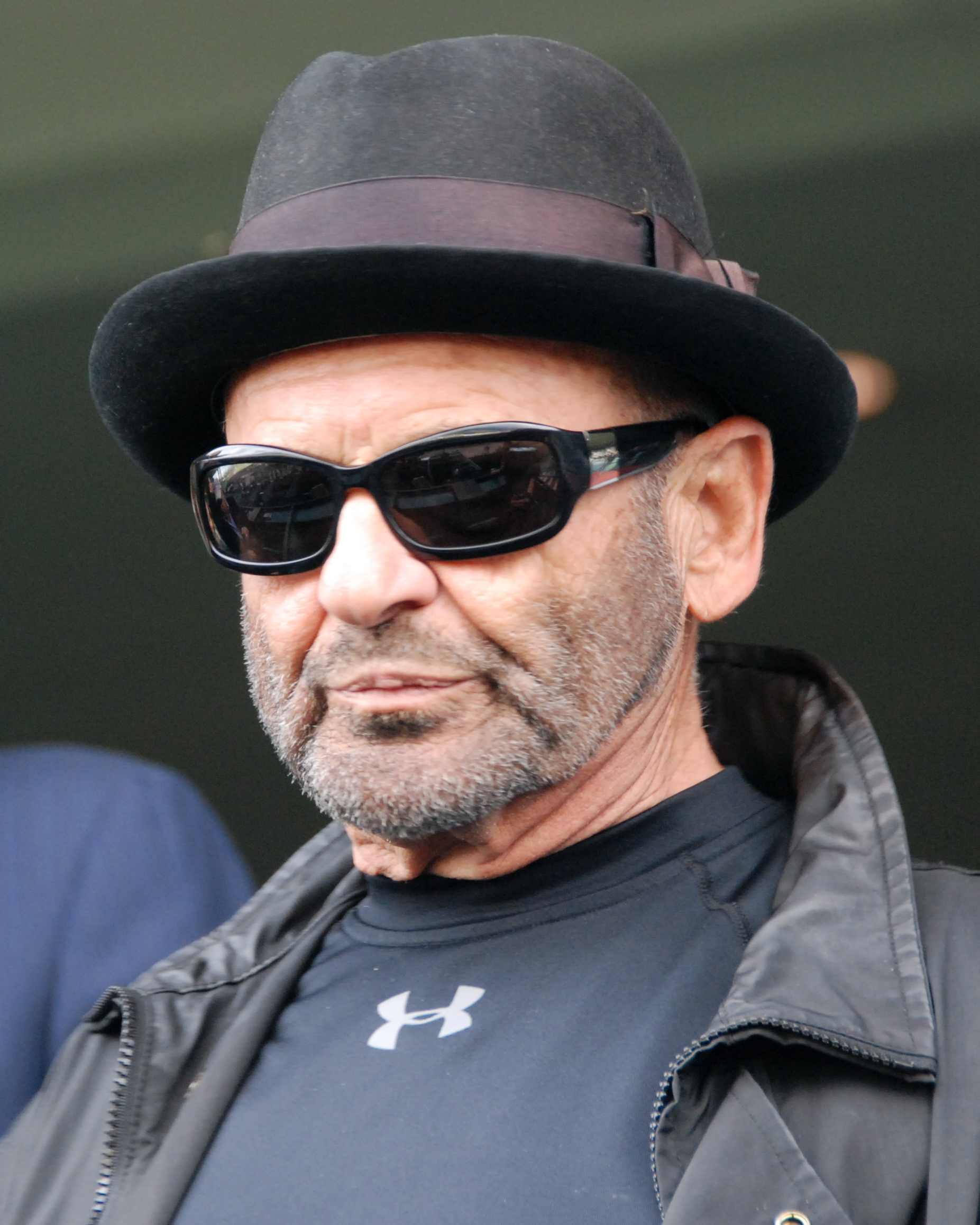
Joe Pesci

- 09. Februar: Joseph E. Stiglitz, US-amerikanischer Ökonom
- 10. Februar: Harald Fritzsch, deutscher Physiker († 2022)
- 11. Februar: Gerhard Glogowski, deutscher SPD-Politiker, Ministerpräsident von Niedersachsen
- 11. Februar: Alan Rubin, US-amerikanischer Trompeter († 2011)
- 11. Februar: George Woods, US-amerikanischer Leichtathlet († 2022)
- 12. Februar: Rainer Eppelmann, deutscher Geistlicher und Politiker (CDU)
- 12. Februar: Manfred Schaefer, australischer Fußballtrainer und Fußballspieler († 2023)
- 13. Februar: Friedrich Christian Delius, deutscher Schriftsteller († 2022)
- 13. Februar: Karin Richter, deutsche Literaturwissenschaftlerin († 2022)
- 13. Februar: Jürgen Sengera, deutscher Bankmanager
- 14. Februar: Eric Andersen, US-amerikanischer Sänger und Songschreiber
- 14. Februar: Willy De Bosscher, belgischer Radrennfahrer
- 14. Februar: Günther Knauss, deutscher Eishockeytorwart und Kommunalpolitiker († 2022)
- 14. Februar: Klaus Lippold, deutscher Politiker
- 14. Februar: Thomas Lück, deutscher Schlagersänger († 2019)
- 14. Februar: Ischa Meijer, niederländischer Journalist, Schriftsteller und Talkmaster († 1995)
- 14. Februar: Maceo Parker, US-amerikanischer Funkmusiker
- 15. Februar: Heinz Josef Algermissen, Bischof von Fulda
- 15. Februar: Griselda Blanco, kolumbianische Führungspersönlichkeit des Medellín-Kartells († 2012)
- 15. Februar: Hervé Dumont, Schweizer Filmwissenschaftler
- 15. Februar: Elke Heidenreich, deutsche Autorin, Kabarettistin, Moderatorin und Journalistin Elke Heidenreich, 2012

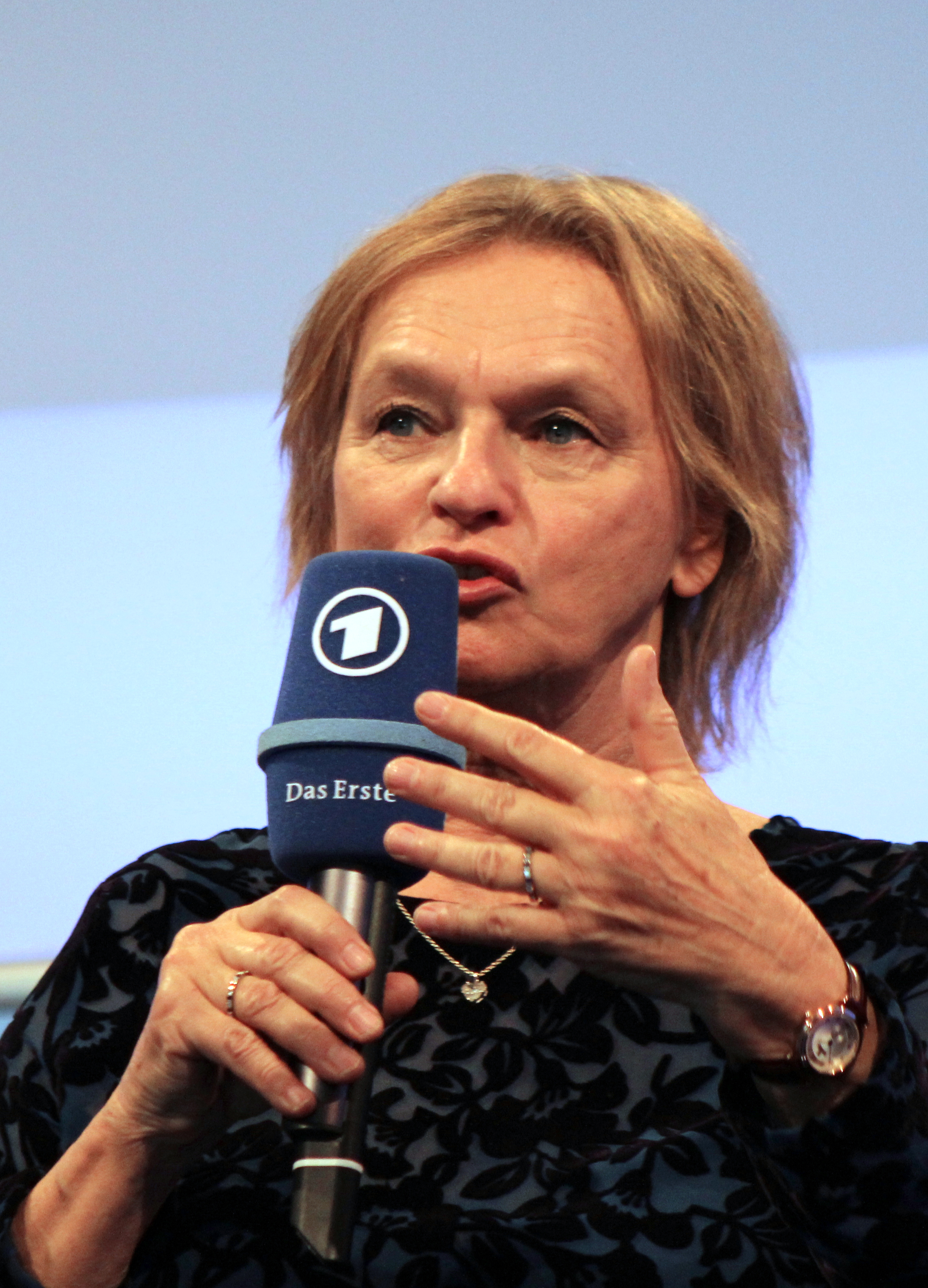
Elke Heidenreich, 2012

- 16. Februar: Anthony Dowell, britischer Ballett-Tänzer und Choreograph
- 16. Februar: Howard Riley, britischer Pianist († 2024)
- 17. Februar: Ray Austin, britisch-deutscher Musiker († 2025)
- 17. Februar: Hans-Artur Bauckhagev deutscher Politiker († 2018)
- 17. Februar: Barbara Nüsse, deutsche Schauspielerin
- 18. Februar: Andres Contreras, mexikanischer Automobilrennfahrer († 2016)
- 19. Februar: Christopher Adey, britischer Dirigent und Violinist
- 19. Februar: Lou Christie, US-amerikanischer Sänger und Songwriter († 2025)
- 19. Februar: Tim Hunt, britischer Biochemiker
- 19. Februar: Jan de Rooy, niederländischer Unternehmer und Automobil- sowie Truckrennfahrer († 2024)
- 19. Februar: Robert Trivers, US-amerikanischer Biologe
- 20. Februar: Mike Leigh, britischer Theater- und Filmregisseur, Drama- und Drehbuchautor, Schauspieler und Bühnenbildner
- 20. Februar: Diana L. Paxson, |US-amerikanische Schriftstellerin von historischen Fantasy-Romanen
- 21. Februar: David Ambrose, britischer Schriftsteller
- 21. Februar: David Geffen, US-amerikanischer Filmproduzent und Regisseur
- 21. Februar: Bruno Ghedina, italienischer Eishockeyspieler († 2021)
- 21. Februar: Louis Jauffret, französischer Skirennläufer
- 21. Februar: Paul Kirchhof, Richter des Bundesverfassungsgerichts
- 21. Februar: Ljudmila Jewgenjewna Ulizkaja, russische Schriftstellerin
- 22. Februar: Horst Köhler, deutscher Politiker und Bundespräsident von 2004 bis 2010 († 2025)Horst Köhler, 2007

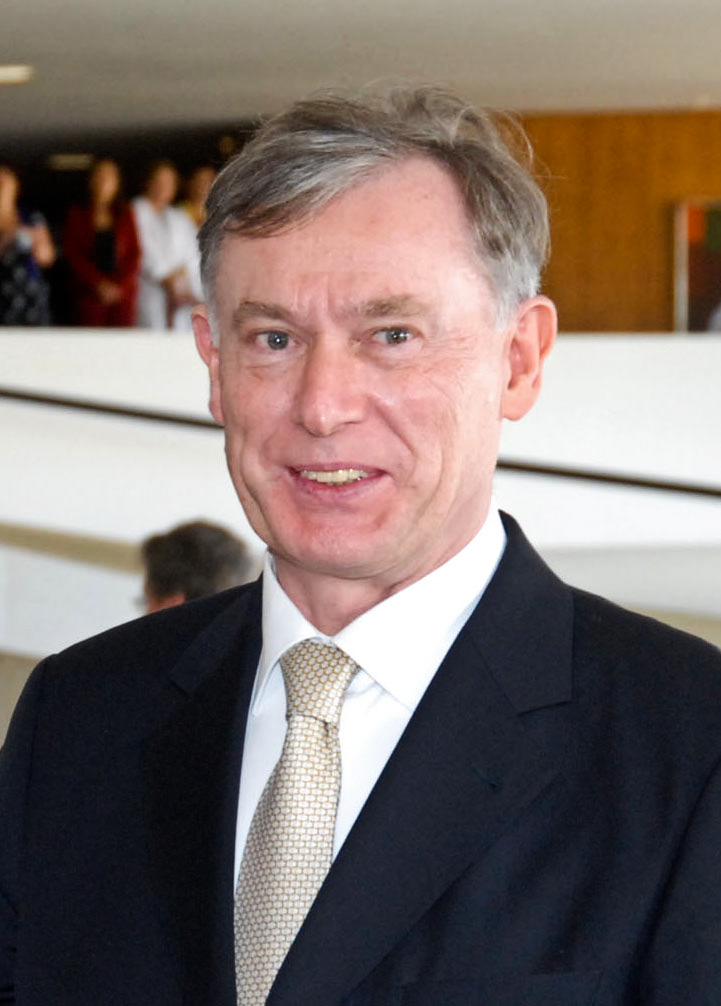
Horst Köhler, 2007

- 22. Februar: Eduard Weniaminowitsch Limonow, russischer Autor und Politiker († 2020)
- 22. Februar: Jean-Luc Maury-Laribière, französischer Automobilrennfahrer und Unternehmer
- 23. Februar: Richard Alff, deutscher Jurist, Bundeswehrdisziplinaranwalt und Präsident des Militärischen Abschirmdienstes
- 23. Februar: Manfred Carstens, deutscher Politiker
- 23. Februar: Ute Georgi, deutsche Politikerin († 2010)
- 23. Februar: Gerd Höfer, deutscher Politiker und MdB
- 23. Februar: Christian Schmidt, deutscher Politiker († 2021)
- 23. Februar: Uwe Zerbe, deutscher Schauspieler
- 24. Februar: Jacques Bompard, französischer Politiker
- 24. Februar: Gigi Meroni, italienischer Fußballspieler († 1967)
- 24. Februar: Pablo Milanés, kubanischer Liedermacher († 2022)
- 24. Februar: Franco Patria, italienischer Automobilrennfahrer († 1964)
- 25. Februar: Wolfgang Berghofer, deutscher FDJ-Funktionär und SED-Politiker
- 25. Februar: Gerhard Cromme, deutscher Manager
- 25. Februar: Karl Heinz Däke, Vorsitzender des Bundes der Deutschen Steuerzahler († 2023)
- 25. Februar: Pavel Dostál, tschechischer Politiker und Kulturminister († 2005)
- 25. Februar: George Harrison, britischer Musiker (The Beatles) († 2001) George Harrison, 1974

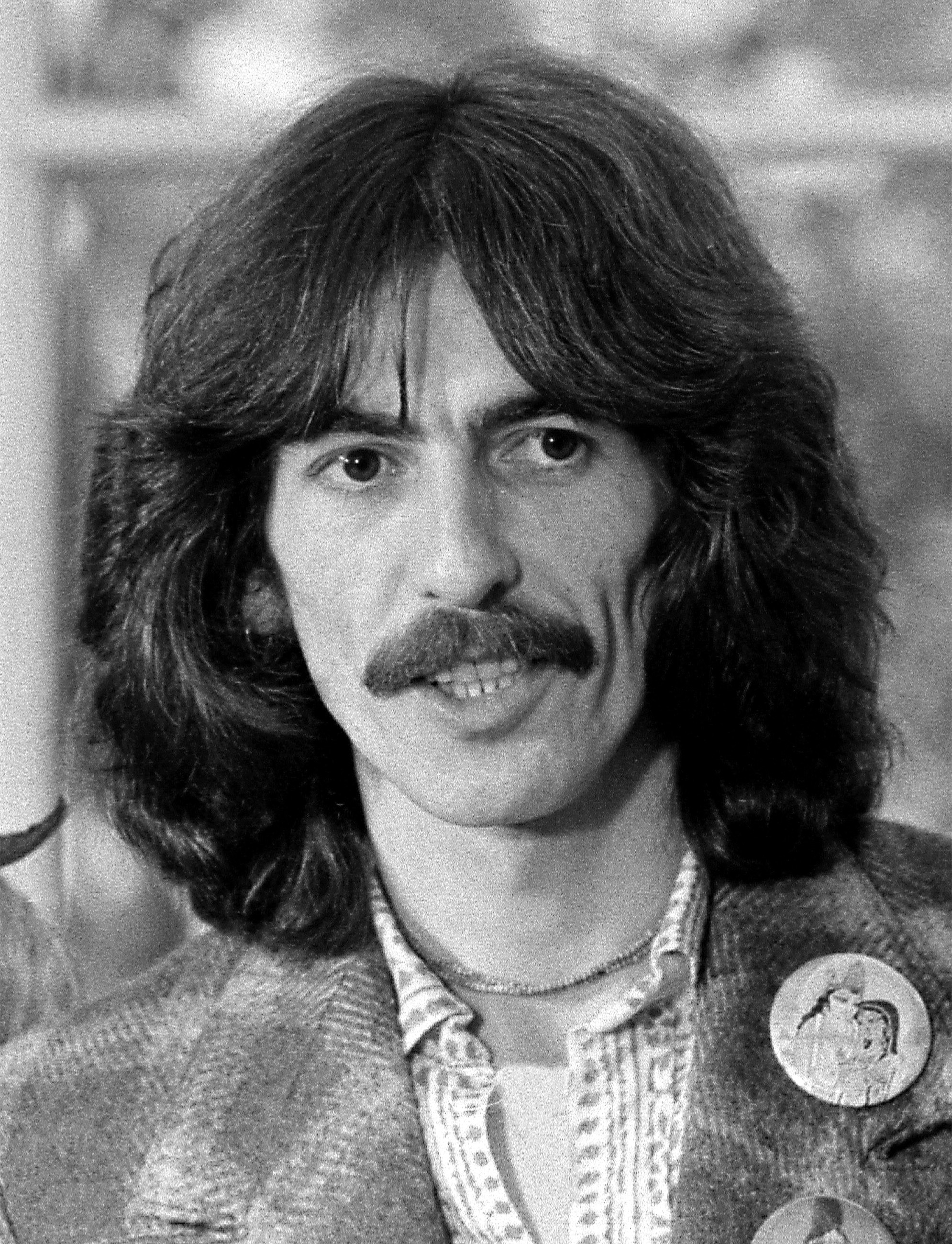
George Harrison, 1974

- 25. Februar: Uta Kron, deutsche Archäologin († 2020)
- 25. Februar: Jürgen Lässig, deutscher Automobilrennfahrer († 2022)
- 26. Februar: Michele Carey, US-amerikanische Schauspielerin († 2018)
- 26. Februar: Chucrallah-Nabil El-Hage, libanesischer Erzbischof
- 26. Februar: Kazimira Prunskienė, litauische Politikerin
- 26. Februar: Robert Swan, kanadischer Skirennläufer
- 26. Februar: Charles P. Thacker, US-amerikanischer Informatiker († 2017)
- 27. Februar: Luiz Aquila, brasilianischer Maler
- 27. Februar: Tom Astor, deutscher Sänger, Komponist, Texter und Produzent
- 27. Februar: Morten Lauridsen, US-amerikanischer Komponist
- 27. Februar: Costin Miereanu, rumänisch-französischer Komponist
- 27. Februar: Manfred Müller, deutscher Politiker und MdB († 2025)
- 27. Februar: Michael Ochs, US-amerikanischer Fotograf, Journalist und Moderator († 2025)
- 27. Februar: Carlos Alberto Parreira, brasilianischer Fußballtrainer
- 27. Februar: Karl Dietrich Wolff, deutscher Verleger
- 28. Februar: Barbara Acklin, US-amerikanische Soulsängerin und Songschreiberin († 1998)
- 28. Februar: Gerda Anger-Schmidt, österreichische Kinderbuchautorin († 2017)

### März
- 01. März: Gilbert Frank Amelio, US-amerikanischer Physiker und Manager
- 01. März: Jürgen Alexander Heß, deutscher Illustrator († 2001)
- 01. März: Franz Hohler, Schweizer Schriftsteller, Kabarettist und Liedermacher
- 01. März: Ben Jipcho, kenianischer Leichtathlet († 2020)
- 01. März: Rashid Sunyaev, usbekisch-russischer Astrophysiker
- 01. März: Piet Veerman, niederländischer Sänger und Gitarrist
- 02. März: Bernhard Baier, deutscher Schauspieler († 2021)
- 02. März: Gabriele Gast, deutsch-deutsche Spionin
- 02. März: Giorgio Sacerdoti, italienischer Jurist, Hochschullehrer und Mitglied des Appellate Body der WTO
- 02. März: Daniel Joseph Anthony Meehan, britischer Schlagzeuger († 2005)
- 02. März: Peter Straub, US-amerikanischer Schriftsteller († 2022)
- 02. März: Wolfgang Winkler, deutscher Schauspieler († 2019)
- 03. März: Jean-Clément Jeanbart, syrischer Erzbischof
- 03. März: Mark Peploe, britischer Drehbuchautor und Filmregisseur († 2025)
- 03. März: Albert A. Stahel, Schweizer Politikwissenschaftler
- 03. März: Ivo Vajgl, slowenischer Politiker
- 04. März: Lucio Dalla, Cantautori rockorientierter Musik († 2012)
- 05. März: Raimund Apfelbach, deutscher Biologe und Professor für Neurobiologie
- 05. März: Lucio Battisti, italienischer Sänger († 1998)
- 05. März: Christian Führer, evangelischer Pfarrer, einer der Initiatoren der Montagsdemonstrationen in Leipzig († 2014)
- 05. März: Alfred Hartenbach, deutscher Politiker († 2016)
- 05. März: Heidi Knake-Werner, deutsche Politikerin
- 05. März: Thomas Prinzhorn, österreichischer Industrieller und Politiker (FPÖ)
- 06. März: Jean-Louis Ravenel, französischer Automobilrennfahrer
- 06. März: Gert Sudholt, deutscher Publizist und Verleger
- 07. März: Bob Avakian, US-amerikanischer Politiker
- 07. März: Nelson Oñate, kubanischer Sportschütze († 2022)
- 08. März: Sirkka Norrlund, finnische Leichtathletin († 2022)
- 08. März: Lynn Redgrave, britische Schauspielerin († 2010)
- 08. März: Franz Steinegger, Schweizer Jurist und Politiker
- 09. März: Robert James „Bobby“ Fischer, US-amerikanischer Schachspieler († 2008)
- 09. März: Jef Raskin, US-amerikanischer Informatiker († 2005)
- 09. März: Walfriede Schmitt, deutsche Schauspielerin
- 09. März: Wolf Singer, deutscher Hirnforscher
- 09. März: Trish Van Devere, US-amerikanische Schauspielerin
- 10. März: Rodney Gould, britischer Motorradrennfahrer († 2024)
- 10. März: David Maxwell, US-amerikanischer Bluespianist († 2015)
- 10. März: Peter Tremayne, englischer Historiker
- 11. März: John T. Draper, US-amerikanischer Phreaker, Hacker und Software-Entwickler
- 11. März: Arturo Merzario, italienischer Automobilrennfahrer und Teambesitzer
- 12. März: Mina Assadi, persische Lyrikerin und Autorin
- 12. März: Zohra Ben Lakhdar, tunesische Physikerin
- 12. März: Joachim Bublath, deutscher Fernsehmoderator
- 12. März: Christean Wagner, deutscher Politiker (CDU) († 2025)
- 13. März: Giancarlo De Sisti, italienischer Fußballspieler und -trainer
- 13. März: Mike Fisher, US-amerikanischer Automobilrennfahrer
- 13. März: Julia Migenes, US-amerikanische Sopranistin und Schauspielerin
- 13. März: Gianni Motta, italienischer Radrennfahrer
- 13. März: André Téchiné, französischer Drehbuchautor und Filmregisseur
- 14. März: Marie Hüllenkremer, deutsche Journalistin und Politikerin († 2004)
- 14. März: Bernd Patzke, deutscher Fußballspieler
- 14. März: Brigitt Petry, deutsche Sängerin und Komponistin († 1971)
- 15. März: Wasef Bakhtari, afghanischer Intellektueller und Dichter († 2023)
- 15. März: David Cronenberg, kanadischer Regisseur
- 15. März: Brenda Scott, US-amerikanische Schauspielerin
- 15. März: Sly Stone, US-amerikanischer Funk-Rock-Sänger († 2025)
- 15. März: Frank Wiegand, deutscher Schwimmer
- 16. März: Kirsten Dene, deutsche Schauspielerin
- 16. März: Hans Heyer, deutscher Automobilrennfahrer
- 16. März: Horst Lohse, deutscher Komponist
- 16. März: Josef Rose, deutscher Handballspieler und -trainer
- 17. März: Maren Münke, deutsche Juristin
- 17. März: Bakili Muluzi, Präsident von Malawi von 1994 bis 2004
- 18. März: Nobuko Imai, japanische Bratschistin
- 18. März: Midori Matsuya, japanischer Pianist († 1994)
- 18. März: Monika Weber, Schweizer Politikerin
- 19. März: Mario J. Molina, mexikanischer Chemiker († 2020)

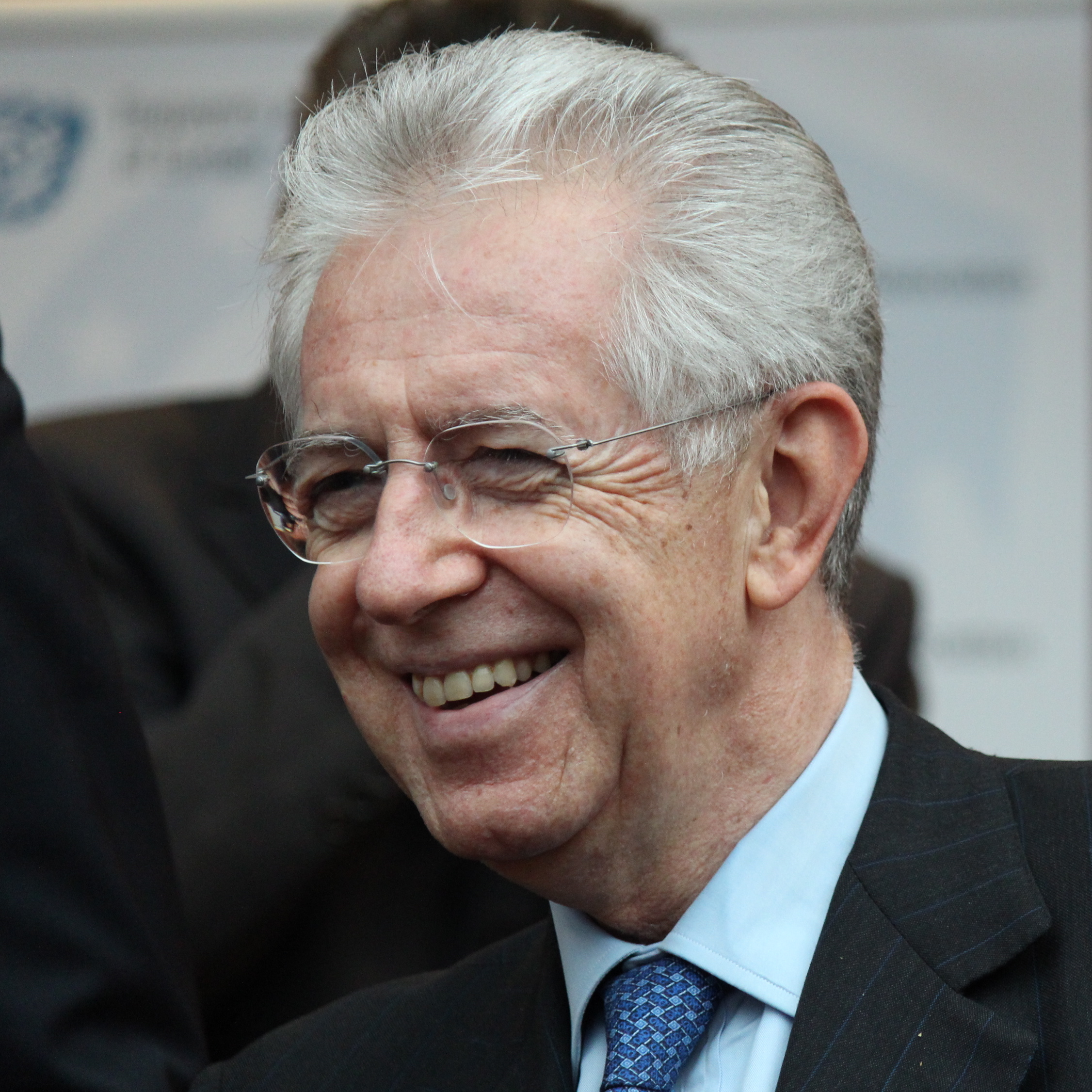
Mario Monti, 2012

- 19. März: Mario Monti, italienischer Politiker
- 19. März: Vern Schuppan, australischer Automobilrennfahrer und Rennwagenkonstrukteur
- 20. März: Helga Korén, deutsche Schauspielerin
- 20. März: Gerard Malanga, US-amerikanischer Schriftsteller, Fotograf und Filmemacher
- 20. März: Reinhard Schermann, deutscher Kommunalpolitiker
- 21. März: Luigi Agnolin, italienischer Fußballschiedsrichter († 2018)
- 21. März: Andreas Prinz von Sachsen-Coburg und Gotha, Oberhaupt des Hauses Sachsen-Coburg und Gotha († 2025)
- 21. März: Friedhelm Branz, deutscher Eishockeyspieler
- 21. März: Hartmut Haenchen, deutscher Dirigent
- 21. März: Niels Kadritzke, deutscher Journalist,
- 21. März: Amina Claudine Myers, US-amerikanische Jazzmusikerin
- 22. März: George Benson, US-amerikanischer Jazz-Gitarrist und Sänger
- 22. März: Keith Relf, britischer Musiker († 1976)
- 22. März: Joseph Schwantner, US-amerikanischer Komponist
- 23. März: Andreas Abouna, irakischer Weihbischof († 2010)
- 23. März: Detlef Dzembritzki, deutscher Politiker
- 23. März: Benjamin Joses Odoki, ugandischer Jurist und Oberster Richter Ugandas
- 24. März: Marika Kilius, deutsche Eiskunstläuferin
- 25. März: Heinz Flacke, deutscher Handballspieler
- 25. März: Paul Michael Glaser, US-amerikanischer Schauspieler
- 25. März: Antonio Lockward Artiles, dominikanischer Schriftsteller († 2021)
- 25. März: Gustav Adolf Schröder, deutscher Manager
- 26. März: Paolo Maurensig, italienischer Schriftsteller († 2021)
- 26. März: Bob Woodward, US-amerikanischer Journalist und Reporter
- 27. März: Romedi Arquint, Schweizer Theologe, Lehrer und Politiker
- 28. März: Philippe de Henning, französischer Designer und Automobilrennfahrer
- 28. März: Horst Laqua, deutscher Facharzt für Augenheilkunde
- 29. März: Patricio José Argüello Ryan, Terrorist († 1970)
- 29. März: Eric Idle, britischer Schauspieler, Filmproduzent, Regisseur, Komponist und Buchautor
- 29. März: John Major, britischer Politiker John Major, 1996

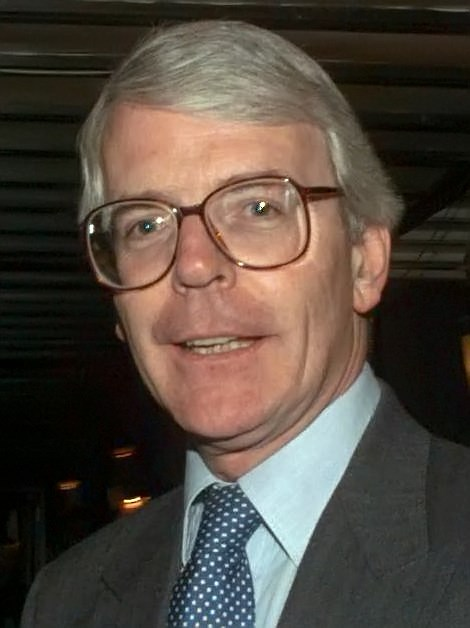
John Major, 1996

- 29. März: Marta Ptaszyńska, polnische Komponistin und Musikpädagogin
- 29. März: Vangelis, griechischer Komponist und Pionier der elektronischen Musik († 2022)
- 30. März: Siegfried Gottwald, deutscher Mathematiker, Logiker und Wissenschaftshistoriker († 2015)
- 31. März: Roy Andersson, schwedischer Regisseur und Drehbuchautor
- 31. März: Sharon Hampson, kanadische Schauspielerin und Sängerin
- 31. März: Christopher Walken, US-amerikanischer Schauspieler

### April
- 01. April: Mario Botta, Schweizer Architekt
- 02. April: Heinz Abels, deutscher Soziologe
- 02. April: Troels Kløvedal, dänischer Schriftsteller († 2018)
- 03. April: Mario Lavista, mexikanischer Komponist († 2021)
- 03. April: Jonathan Lynn, britischer Filmregisseur, Drehbuchautor und Schauspieler
- 03. April: Bernd Richter, Oberstudienrat und Politiker der ÖDP
- 04. April: Robert Levy, US-amerikanischer Trompeter, Dirigent, Komponist und Musikpädagoge
- 04. April: Jiří Paďour, Bischof von Budweis († 2015)
- 04. April: Michael Schneider, deutscher Schriftsteller
- 05. April: Werner J. Egli, Schweizer Schriftsteller
- 05. April: Jean-Louis Tauran, Kardinal der römisch-katholischen Kirche († 2018)
- 06. April: Csaba Czakó, ungarischer Ruderer († 2023)
- 06. April: Eckart Klein, deutscher Jurist und Hochschullehrer
- 06. April: Byron Mallott, US-amerikanischer Politiker († 2020)
- 06. April: Gerhard Steidele, deutscher Judoka
- 06. April: Jaromír Štětina, tschechischer Journalist und Politiker († 2025)
- 07. April: Joaquim Agostinho, portugiesischer Radrennfahrer († 1984)
- 08. April: Carol Lavell, US-amerikanische Dressurreiterin († 2023)
- 08. April: Eberhard Vogel, deutscher Fußballspieler und Rekordspieler der DDR-Oberliga
- 09. April: Wolfgang Back, deutscher Moderator und Fernsehredakteur († 2019)
- 10. April: Tömöriin Artag, mongolischer Ringer († 1993)
- 10. April: Luigi Antonio Cantafora, italienischer römisch-katholischer Bischof († 2025)
- 10. April: Julio Estrada, mexikanischer Komponist und Musikwissenschaftler
- 10. April: Bo Hansson, schwedischer Keyboarder und Komponist († 2010)
- 10. April: Włodzimierz Schmidt, polnischer Schachspieler († 2023) Włodzimierz Schmidt, 2012

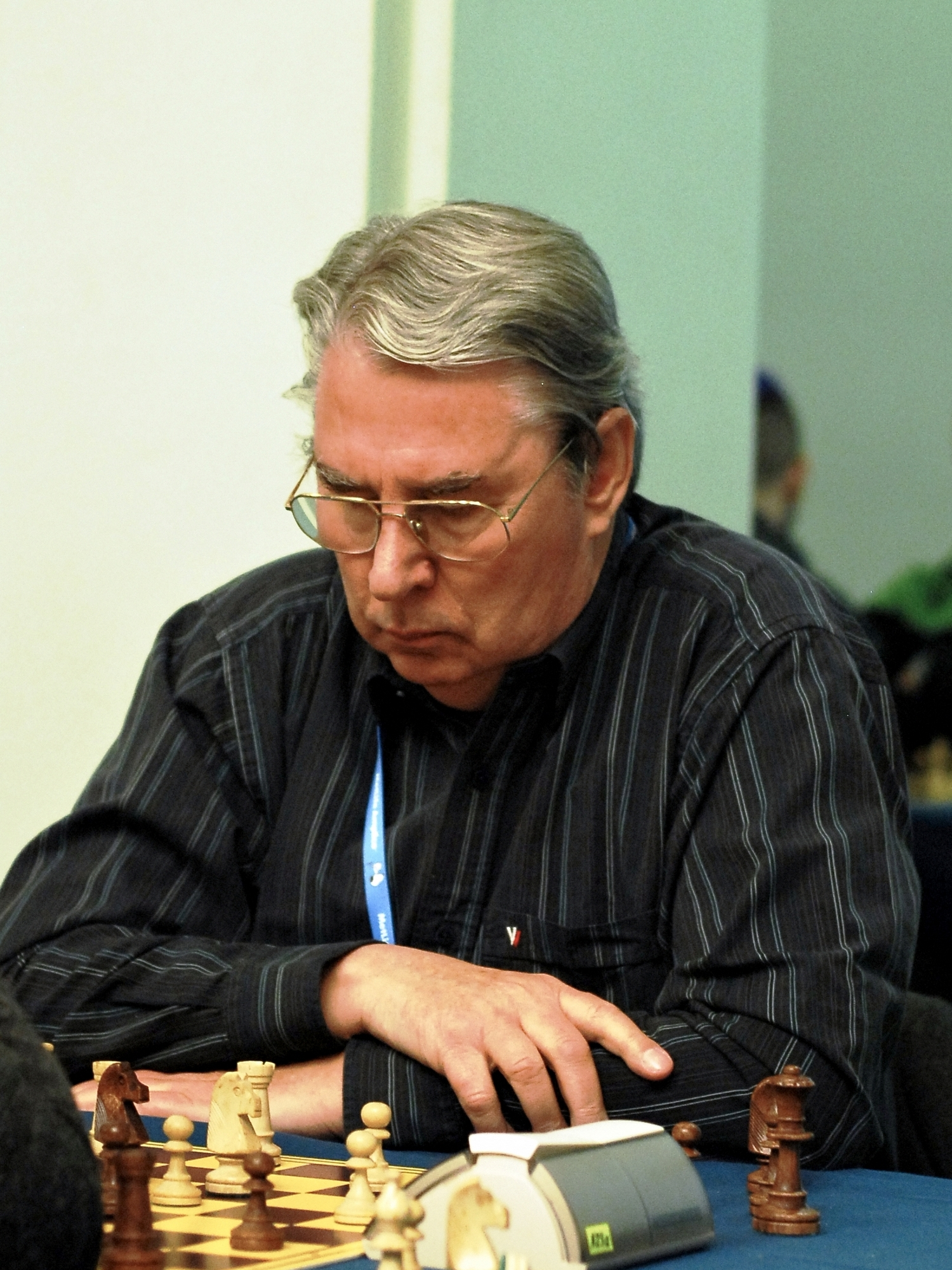
Włodzimierz Schmidt, 2012

- 11. April: Adriano Frassinelli, italienischer Bobfahrer
- 11. April: John Montagu, britischer Unternehmer und Politiker († 2025)
- 11. April: Poul Nielson, dänischer Politiker
- 11. April: Bernard Salam, französischer Automobilrennfahrer
- 11. April: Ernst Tippelt, deutscher Fußballspieler († 2025)
- 12. April: Lothar Kobluhn, deutscher Fußballspieler († 2019)
- 12. April: Michael Otto, Vorstandsvorsitzender des Otto-Versands
- 14. April: Ferfried Prinz von Hohenzollern, deutscher Adeliger, Automobilrennfahrer und Rechtsanwalt († 2022)
- 15. April: Mariann Fischer Boel, dänische Politikerin
- 15. April: Toine Hezemans, niederländischer Automobilrennfahrer
- 15. April: Pınar Kür, türkische Schriftstellerin († 2025)
- 16. April: Gerd Leo Kuck, deutscher Theaterintendant, Dramaturg und Regisseur
- 16. April: Dave Peverett, englischer Blues- und Hard-Rock-Musiker († 2000)
- 16. April: Jorge Pítari, argentinischer Tangokomponist
- 16. April: Sebastião Tapajós, brasilianischer Gitarrist und Komponist († 2021)
- 17. April: James Curnow, US-amerikanischer Komponist und Professor
- 17. April: Jürgen Dueball, deutscher Schach- und Bridgespieler († 2002)
- 17. April: Roy Estrada, US-amerikanischer Rocksänger und -bassist
- 18. April: Günter Bartusch, deutscher Motorradrennfahrer († 1971)
- 18. April: Alejandro Núñez Allauca, peruanischer Komponist
- 19. April: Claus Theo Gärtner, deutscher Schauspieler
- 19. April: Gudrun Reinboth, deutsche Schriftstellerin
- 19. April: Hilde De Ridder-Symoens, belgische Historikerin († 2023)
- 19. April: Bela Toth, italienischer Schachspieler
- 20. April: John Eliot Gardiner, britischer Dirigent und Chorleiter
- 20. April: Edie Sedgwick, US-amerikanische Schauspielerin († 1971)
- 21. April: Reiner Arntz, deutscher Sprachwissenschaftler († 2012)
- 22. April: Janet Evanovich, US-amerikanische Schriftstellerin
- 22. April: Louise Glück, US-amerikanische Lyrikerin, Essayistin und Literaturnobelpreisträgerin († 2023)
- 22. April: Gerhard Prinzing, deutscher Skirennläufer († 2018)
- 23. April: Tony Esposito, kanadisch-US-amerikanischer Eishockeytorwart, -funktionär und -scout († 2021) Tony Esposito

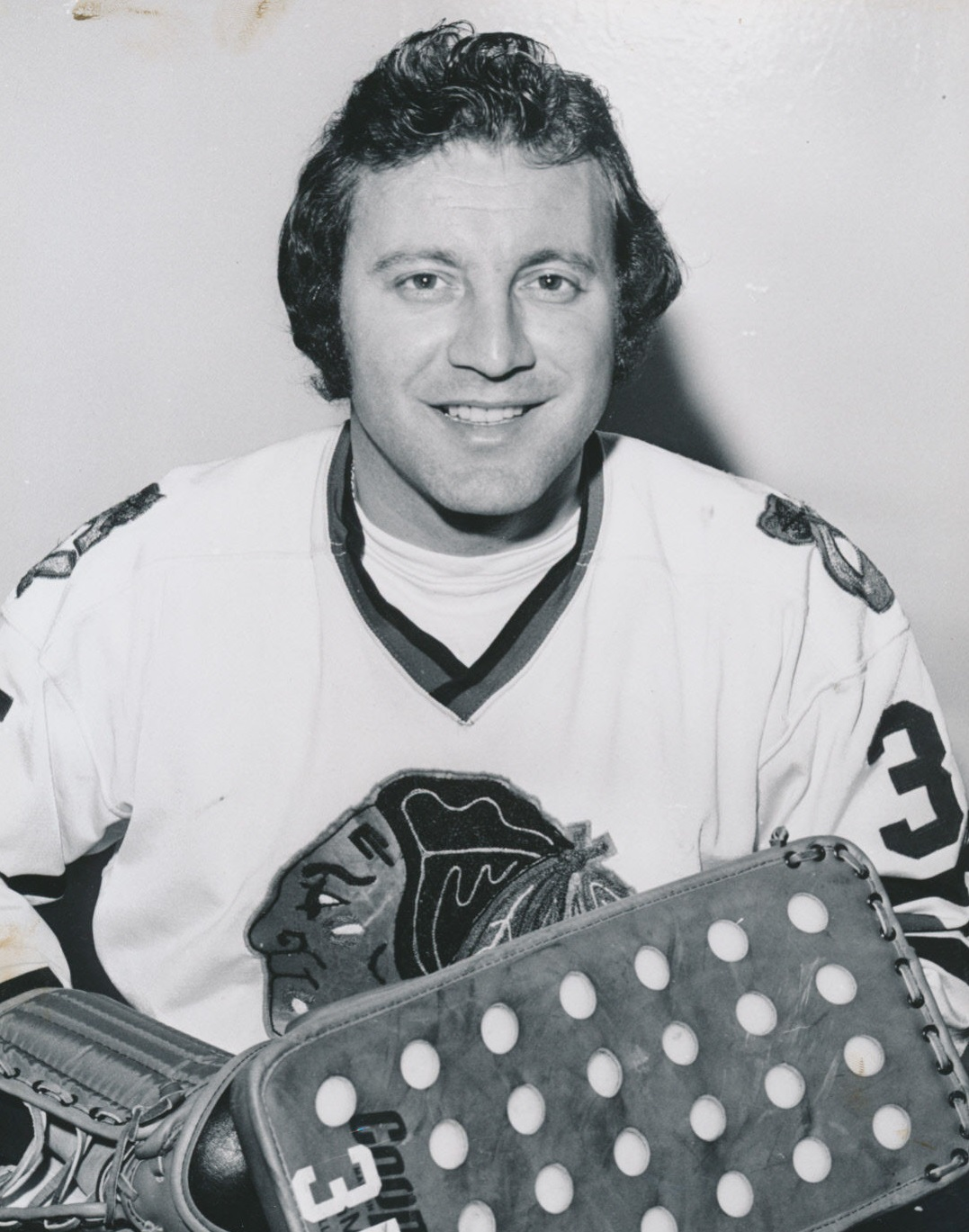
Tony Esposito

- 23. April: Friedrich von Metzler, deutscher Bankier († 2024)
- 23. April: Dandsandardschaagiin Sereeter, mongolischer Ringer
- 23. April: Paul Smart, britischer Motorradrennfahrer († 2021)
- 23. April: Hervé Villechaize, französischer Schauspieler († 1993)
- 23. April: Jürgen Vocke, deutscher Jurist, Jagdfunktionär und Politiker
- 24. April: Jürgen Blin, deutscher Schwergewichtsboxer († 2022)
- 24. April: Anna Maria Cecchi, italienische Schwimmerin († 2021)
- 24. April: Dick Matena, niederländischer Comiczeichner und Autor
- 24. April: Shlemon Warduni, irakischer Weihbischof in Bagdad
- 24. April: Işın Yalçınkaya, türkische Archäologin
- 25. April: Eduardo Amorós, spanischer Reiter († 2023)
- 25. April: Angelo Anquilletti, italienischer Fußballspieler († 2015)
- 25. April: Tony Christie, britischer Schlagersänger
- 26. April: Ina Albowitz, deutsche Politikerin
- 26. April: Dominik Kardinal Duka, Erzbischof von Prag Dominik Kardinal Duka, 2014

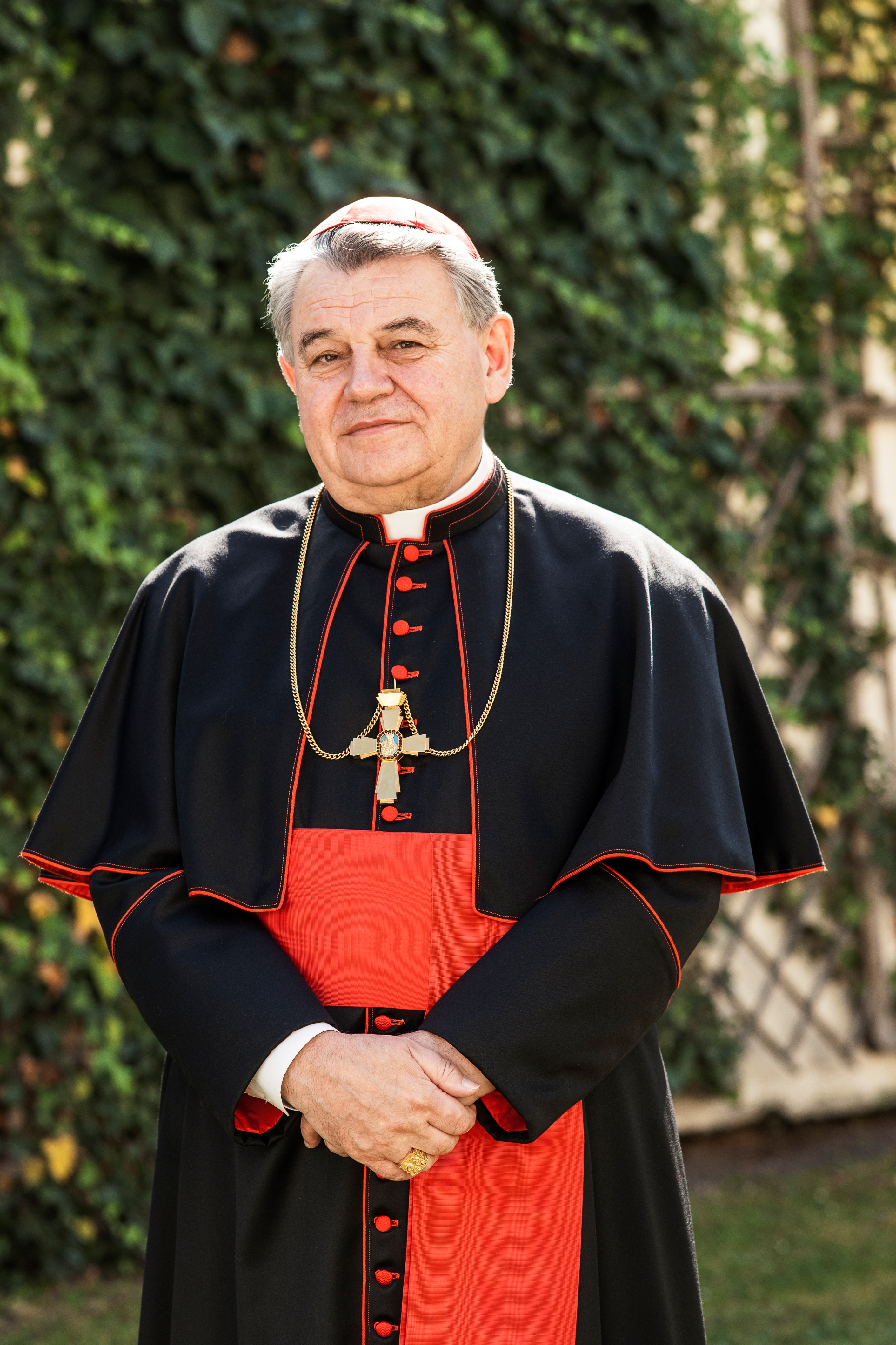
Dominik Kardinal Duka, 2014

- 26. April: Christiane Floyd, österreichische Informatikerin
- 26. April: Ferruccio Manza, italienischer Radrennfahrer
- 26. April: Leon Pownall, kanadischer Schauspieler († 2006)
- 26. April: Gary Wright, US-amerikanischer Musiker († 2023)
- 26. April: Peter Zumthor, Schweizer Architekt
- 27. April: Helmut Marko, österreichischer Automobilrennfahrer
- 27. April: Freddie Waits, US-amerikanischer Jazz-Schlagzeuger († 1989)
- 28. April: Jacques Dutronc, französischer Chansonnier und Schauspieler
- 28. April: Bob Siebert, US-amerikanischer Komponist und Jazzmusiker
- 28. April: Jeffrey Tate, britischer Dirigent († 2017)
- 29. April: Bernd Altenstein, deutscher Bildhauer und Hochschullehrer
- 29. April: Almuth Berger, deutsche Pfarrerin in der DDR
- 29. April: Klaus Grawe, Psychologischer Psychotherapeut († 2005)
- 29. April: Ian Kershaw, englischer Historiker (Hitler-Biograf)
- 29. April: Margrit Spielmann, deutsche Politikerin
- 30. April: Frederick Chiluba, zweiter Präsident von Sambia 1991–2002 († 2011)
- 30. April: Eberhard Henne, deutscher Tierarzt und Politiker († 2025)
- 30. April: David Zane Mairowitz, europäisch-amerikanischer Schriftsteller
- 30. April: Rob McFarlin, US-amerikanischer Automobilrennfahrer
- 30. April: Bobby Vee, US-amerikanischer Rock-’n’-Roll- und Popsänger († 2016)

### Mai
- 01. Mai: Mohamed Askari, ägyptischer Musiker, Musikethnologe und Musikpädagoge
- 01. Mai: Claude Auclair, französischer Comiczeichner († 1990)
- 01. Mai: Franziskus Eisenbach, deutscher Geistlicher, Weihbischof von Mainz († 2024)
- 01. Mai: Willi Kraus, deutscher Fußballspieler († 2008)
- 01. Mai: María Orán, spanische Sängerin und Gesangspädagogin († 2018)
- 02. Mai: Mickey Bass, US-amerikanischer Jazzmusiker († 2022)
- 02. Mai: John Goss, australischer Automobilrennfahrer
- 02. Mai: Manfred Schnelldorfer, deutscher Eiskunstläufer und Olympiasieger
- 03. Mai: Louis Frommelt, liechtensteinischer Sportschütze († 2005)
- 03. Mai: Ron Smith, US-amerikanischer American-Football-Spieler († 2013)
- 04. Mai: Nasar Albarjan, sowjetischer Ringer († 2021)
- 04. Mai: Georgi Asparuchow, bulgarischer Fußballspieler († 1971)
- 05. Mai: Michael Palin, britischer Schauspieler und Sänger
- 05. Mai: Roy Phillips, britischer Popsänger († 2025)
- 05. Mai: Andy Roxburgh, schottischer Fußballtrainer
- 05. Mai: Carlos Trillo, argentinischer Comicautor († 2011)
- 06. Mai: Andreas Baader, deutscher Terrorist, Mitbegründer der RAF († 1977)
- 06. Mai: Giovanni Mastel, italienischer Eishockeyspieler († 2021)
- 06. Mai: Mike Ratledge, englischer Keyboarder und Komponist († 2025)
- 06. Mai: Wolfgang Reinhardt, deutscher Leichtathlet († 2011)
- 06. Mai: James Turrell, US-amerikanischer Land-Art-Künstler
- 07. Mai: Anton Amann, österreichischer Soziologe und Gerontologe
- 07. Mai: Davi Arrigucci Júnior, brasilianischer Autor und Literaturwissenschaftler
- 07. Mai: Peter Carey, australischer Schriftsteller
- 08. Mai: Pat Barker, englische Schriftstellerin und Historikerin
- 08. Mai: Tomas von Brömssen, schwedischer Schauspieler
- 09. Mai: Emile Ardolino, US-amerikanischer Filmregisseur, Filmproduzent und Theaterschauspieler († 1993)
- 09. Mai: Ove Grahn, schwedischer Fußballspieler († 2007)
- 09. Mai: Heinrich Traublinger, deutscher Politiker
- 10. Mai: Andrzej Badeński, polnischer Leichtathlet († 2008)
- 10. Mai: Wolfgang Porsche, österreichischer Manager
- 11. Mai: Dieter Böhmdorfer, österreichischer Justizminister
- 11. Mai: Nancy Greene, kanadische Skirennläuferin

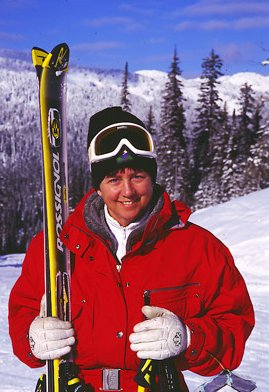
Nancy Greene, 2000

- 12. Mai: Michael Ahlt, deutscher Jurist († 2016)
- 12. Mai: Jacky Haran, französischer Automobilrennfahrer
- 12. Mai: Lawrence Sawyer, britischer Gewerkschafter und Politiker († 2025)
- 13. Mai: Johan Bargum, finnlandschwedischer Schriftsteller und Regisseur
- 13. Mai: Elçin Əfəndiyev, aserbaidschanischer Schriftsteller und Politiker († 2025)
- 13. Mai: Kurt Trampedach, dänischer Maler und Bildhauer († 2013)
- 14. Mai: Jack Bruce, britischer Rockmusiker († 2014)
- 14. Mai: Ólafur Ragnar Grímsson, Präsident der Republik Island
- 14. Mai: Tania León, kubanische Komponistin, Dirigentin und Musikpädagogin
- 15. Mai: Helmut Schlegel OFM, deutscher Theologe
- 15. Mai: Dieter Spöri, deutscher Politiker
- 16. Mai: Elizabeth Kay Andrews, britische Politikerin
- 16. Mai: Daniel Coats, US-amerikanischer Politiker
- 16. Mai: Klaus-Willi Gauchel, deutscher Brigadegeneral der Bundeswehr
- 16. Mai: Ove Kindvall, schwedischer Fußballspieler († 2025)
- 16. Mai: Allan Wood, australischer Schwimmer († 2022)
- 17. Mai: Joanna Bruzdowicz, polnische Komponistin († 2021)
- 17. Mai: Anne-Charlotte Verney, französische Automobilrennfahrerin
- 17. Mai: Johnny Warren, australischer Fußballspieler († 2004)
- 17. Mai: Walentina Alexejewna Winogradowa, sowjetisch-russische Volleyballspielerin († 2002)
- 18. Mai: Jacques-Pierre Amette, französischer Schriftsteller
- 18. Mai: Daniel Frank Austin, US-amerikanischer Botaniker († 2015)
- 18. Mai: Rainer Danzinger, österreichischer Psychoanalytiker († 2023)
- 18. Mai: Helmut Haussmann, deutscher Politiker († 2023)
- 18. Mai: Gennadi Sosonko, niederländischer Schachspieler
- 18. Mai: Willy Wimmer, deutscher Politiker und MdB
- 19. Mai: John Mills-Cockell, kanadischer Komponist
- 19. Mai: Rafael Rodríguez Díaz, salvadorianischer Lyriker, Essayist, Literaturkritiker und Hochschullehrer
- 21. Mai: Carlo Andreotti, italienischer Politiker, Rechtsanwalt und Journalist
- 22. Mai: Otto Armin, kanadischer Geiger und Musikpädagoge
- 22. Mai: Kurt Bendlin, deutscher Leichtathlet († 2024)
- 22. Mai: Gesine Schwan, deutsche Politikwissenschaftlerin
- 22. Mai: Betty Williams, Friedensnobelpreisträgerin und Friedensaktivistin († 2020)
- 23. Mai: Heidrun Abromeit, deutsche Politikwissenschaftlerin
- 23. Mai: Gunnar Folke Schuppert, deutscher Rechts- und Verwaltungswissenschaftler
- 23. Mai: Béla Ternovszky, ungarischer Trickfilmanimator und -regisseur
- 24. Mai: Héctor Rubén Aguer, argentinischer Erzbischof
- 24. Mai: Svend Auken, dänischer sozialdemokratischer Politiker († 2009)
- 24. Mai: Gerd Gies, deutscher Politiker, Ministerpräsident von Sachsen-Anhalt
- 24. Mai: Klaus Stoll, deutscher Kontrabassist und Hochschullehrer
- 25. Mai: Jessi Colter, US-amerikanische Country-Sängerin
- 26. Mai: Max Mamers, französischer Automobilrennfahrer und Motorsportfunktionär
- 26. Mai: Poli Palmer, britischer Musiker († 2025)
- 26. Mai: Erica Terpstra, niederländische Schwimmerin, Staatssekretärin und Parlamentsabgeordnete
- 27. Mai: Cilla Black, britische Sängerin und Fernsehunterhalterin († 2015)
- 27. Mai: Eva, deutsche Chansonsängerin († 2020)
- 28. Mai: Ingrid Becker, deutsche Kunsterzieherin, Malerin und Zeichnerin († 2004)
- 29. Mai: Burkhard Glaetzner, deutscher Oboist und Dirigent
- 29. Mai: Klaus Haupt, deutscher Politiker
- 30. Mai: Hermann Beyer, deutscher Schauspieler
- 30. Mai: James Earl Chaney, US-amerikanischer Bürgerrechtler († 1964)
- 30. Mai: Francesco Rizzo, italienischer Fußballspieler († 2022)
- 30. Mai: Gale Sayers, US-amerikanischer American-Football-Spieler († 2020)
- 30. Mai: Udo Steinbach, deutscher Islamwissenschaftler († 2025)
- 31. Mai: Jonis Agee, US-amerikanische Schriftstellerin
- 31. Mai: Sharon Gless, US-amerikanische Schauspielerin
- 31. Mai: Helge Jung, deutscher Komponist und Musiker († 2013)
- 31. Mai: Antje Vollmer, deutsche Politikerin, Vizepräsidentin des deutschen Bundestages († 2023)

### Juni
- 02. Juni: Graham Bonney, britischer Schlagersänger
- 02. Juni: Ágota Bujdosó, ungarische Handballspielerin († 2025)
- 02. Juni: Blinky Palermo, deutscher Maler († 1977)
- 02. Juni: Udo Röhrig, deutscher Handballspieler und -trainer
- 02. Juni: Crescenzio Sepe, italienischer römisch-katholischer Kardinal
- 02. Juni: László Sillai, ungarischer Ringer († 2007)
- 03. Juni: Ronald Aspery, britischer Fusionmusiker († 2003)
- 03. Juni: Billy Cunningham, US-amerikanischer Basketballspieler und -trainer
- 03. Juni: Frieder Gadesmann, deutscher evangelischer Theologe u. Erziehungswissenschaftler († 2014)
- 04. Juni: Salomon Korn, Vorstandsvorsitzender der jüdischen Gemeinde Frankfurt, Vizepräsident des Zentralrats der Juden in Deutschland
- 04. Juni: Gladys Rodríguez, puerto-ricanische Schauspielerin
- 05. Juni: Jaak Panksepp, estnisch-US-amerikanischer Psychologe und Hochschullehrer († 2017)
- 06. Juni: Jürgen Bock, deutscher Mathematiker und Biometriker († 2019)
- 06. Juni: Hans Peter Duerr, deutscher Ethnologe und Kulturgeschichtsforscher
- 06. Juni: Klaus Mangold, deutscher Manager
- 08. Juni: William Calley, US-amerikanischer Offizier und Kriegsverbrecher († 2024)
- 08. Juni: Willie Davenport, US-amerikanischer Leichtathlet und Olympiasieger († 2002)
- 08. Juni: Roger Fouts, US-amerikanischer Psychologe, Anthropologe und Verhaltensforscher
- 08. Juni: Penny Rimbaud, englischer Musiker, Produzent, Toningenieur, Sounddesigner und Schriftsteller
- 08. Juni: Herbert Schmalstieg, ehemaliger Oberbürgermeister der Landeshauptstadt Hannover
- 09. Juni: Kenny Barron, US-amerikanischer Jazz-Pianist
- 09. Juni: Joe Haldeman, US-amerikanischer Science-Fiction-Autor
- 09. Juni: Charles Saatchi, britischer Kunstsammler, Gründer der Saatchi Gallery
- 10. Juni: Peter Kurzeck, deutscher Schriftsteller († 2013)
- 10. Juni: Alfons Messerschmitt, deutscher Sportschütze († 2022)
- 10. Juni: Volker Wahl, deutscher Archivar und Historiker
- 11. Juni: Johann Kurzbauer, österreichischer Politiker
- 11. Juni: Walter Zuber, deutscher Politiker († 2014)
- 13. Juni: Emilio Ambasz, US-amerikanischer Industriedesigner und Architekt
- 13. Juni: Karla Chadimová, US-amerikanisch-tschechische Schauspielerin
- 13. Juni: Hinnerk Fock, deutscher Politiker († 2025)
- 13. Juni: Ludwig Güttler, deutscher Trompeter
- 13. Juni: Malcolm McDowell, englischer Schauspieler
- 13. Juni: Jim Guy Tucker, US-amerikanischer Politiker († 2025)
- 14. Juni: Piet Keizer, niederländischer Fußballspieler († 2017)
- 14. Juni: Jeanine Meerapfel, argentinisch-deutsche Filmregisseurin, Drehbuchautorin und Film-Dozentin
- 14. Juni: Maja Stolle, Schweizer Schauspielerin
- 15. Juni: Johnny Hallyday, französischer Sänger, Songwriter und Schauspieler († 2017)
- 15. Juni: Poul Nyrup Rasmussen, dänischer Politiker Poul Nyrup Rasmussen

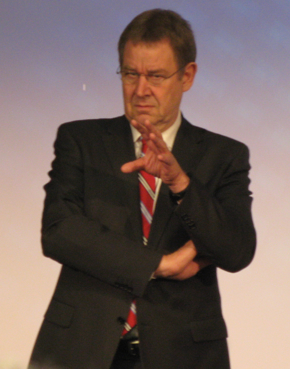
Poul Nyrup Rasmussen

- 16. Juni: Hossein Ghafourizadeh, iranischer Leichtathlet († 2022)
- 16. Juni: Alfred Grimm, deutscher Objektkünstler, Maler und Zeichner
- 16. Juni: Heiner Keupp, deutscher Sozialpsychologe und Professor
- 17. Juni: Johann Eigenstiller, österreichischer Fußballspieler († 2025)
- 17. Juni: Newt Gingrich, US-amerikanischer Politiker
- 17. Juni: Barry Manilow, US-amerikanischer Sänger
- 17. Juni: Burt Rutan, US-amerikanischer Luft- und Raumfahrtingenieur, Unternehmer
- 17. Juni: Kerstin Sanders-Dornseif, deutsche Synchronsprecherin
- 17. Juni: Fritz Teufel, Spaß-Revoluzzer während der Studentenbewegung in Berlin († 2010)
- 18. Juni: Frédéric von Anhalt, deutsch-amerikanischer Unternehmer
- 18. Juni: Matti Ilmari Aura, finnischer Politiker († 2011)
- 18. Juni: Raffaella Carrà, italienische Schauspielerin und Sängerin († 2021)
- 18. Juni: Klaus-Peter Köhler, deutscher Politiker
- 20. Juni: Ursula Engelen-Kefer, Stellvertretende Vorsitzende des DGB
- 21. Juni: Achim-Bernd Andexer, deutscher Arzt
- 21. Juni: Beat Fehr, Schweizer Automobilrennfahrer († 1967)
- 21. Juni: Leopold Prinz von Bayern, deutscher Automobilrennfahrer
- 21. Juni: Winston Mankunku, südafrikanischer Musiker († 2009)
- 21. Juni: Manfred Jürgen Matschke, deutscher Ökonom
- 22. Juni: Emile Antony, luxemburgischer Fußballspieler
- 22. Juni: Klaus Maria Brandauer, österreichischer Schauspieler und Regisseur
- 22. Juni: J. Michael Kosterlitz, britisch-amerikanischer Physiker
- 22. Juni: Simo Lampinen, finnischer Rallyefahrer
- 22. Juni: Marita Lange, deutsche Leichtathletin
- 22. Juni: Heinz Martin, deutscher Automobilrennfahrer
- 22. Juni: Lachie Stewart, britischer Langstreckenläufer († 2025)
- 23. Juni: Robert Aspöck, österreichischer Rechtsanwalt und Politiker († 2018)
- 23. Juni: Vinton G. Cerf, US-amerikanischer Informatiker, gilt als einer der Väter des Internets Vinton Cerf, 2010

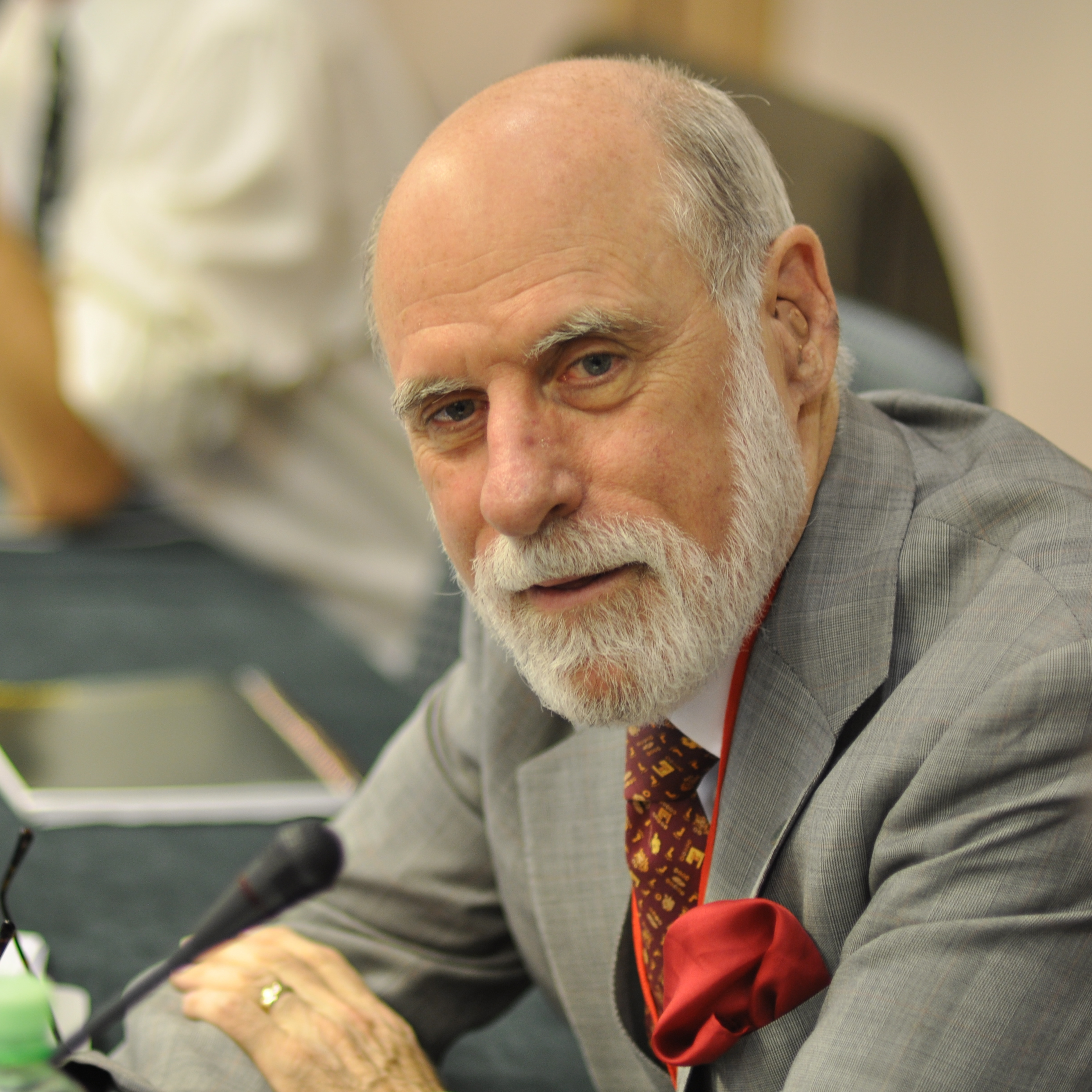
Vinton Cerf, 2010

- 23. Juni: Paul Kersten, deutscher Schriftsteller und Rundfunkredakteur († 2020)
- 23. Juni: James Levine, US-amerikanischer Dirigent und Pianist († 2021)
- 23. Juni: Csilla Madarász-Dobay, ungarische Schwimmerin († 2021)
- 23. Juni: Albert Pintat Santolària, andorranischer Politiker und Regierungschef
- 24. Juni: Juan Carlos Arellano, uruguayischer Künstler
- 24. Juni: Frank Lowe, US-amerikanischer Jazzsaxophonist († 2003)
- 25. Juni: Hermann Unterstöger, deutscher Journalist († 2025)
- 26. Juni: Georgie Fame, britischer R&B-Musiker
- 26. Juni: Allen Strange, US-amerikanischer Komponist, Musikwissenschaftler und Musiker († 2008)
- 27. Juni: Kira von Preußen, Tochter von Louis Ferdinand von Preußen und Großfürstin Kira Kirillowna († 2004)
- 27. Juni: Horacio Morales, argentinischer Fußballspieler († 2021)
- 27. Juni: Harm Ottenbros, niederländischer Radrennfahrer († 2022)
- 28. Juni: Pietro Guerra, italienischer Radrennfahrer
- 28. Juni: Donald Johanson, US-amerikanischer Paläoanthropologe, Entdecker von Lucy
- 28. Juni: Klaus von Klitzing, deutscher Physiker, Nobelpreisträger Klaus von Klitzing

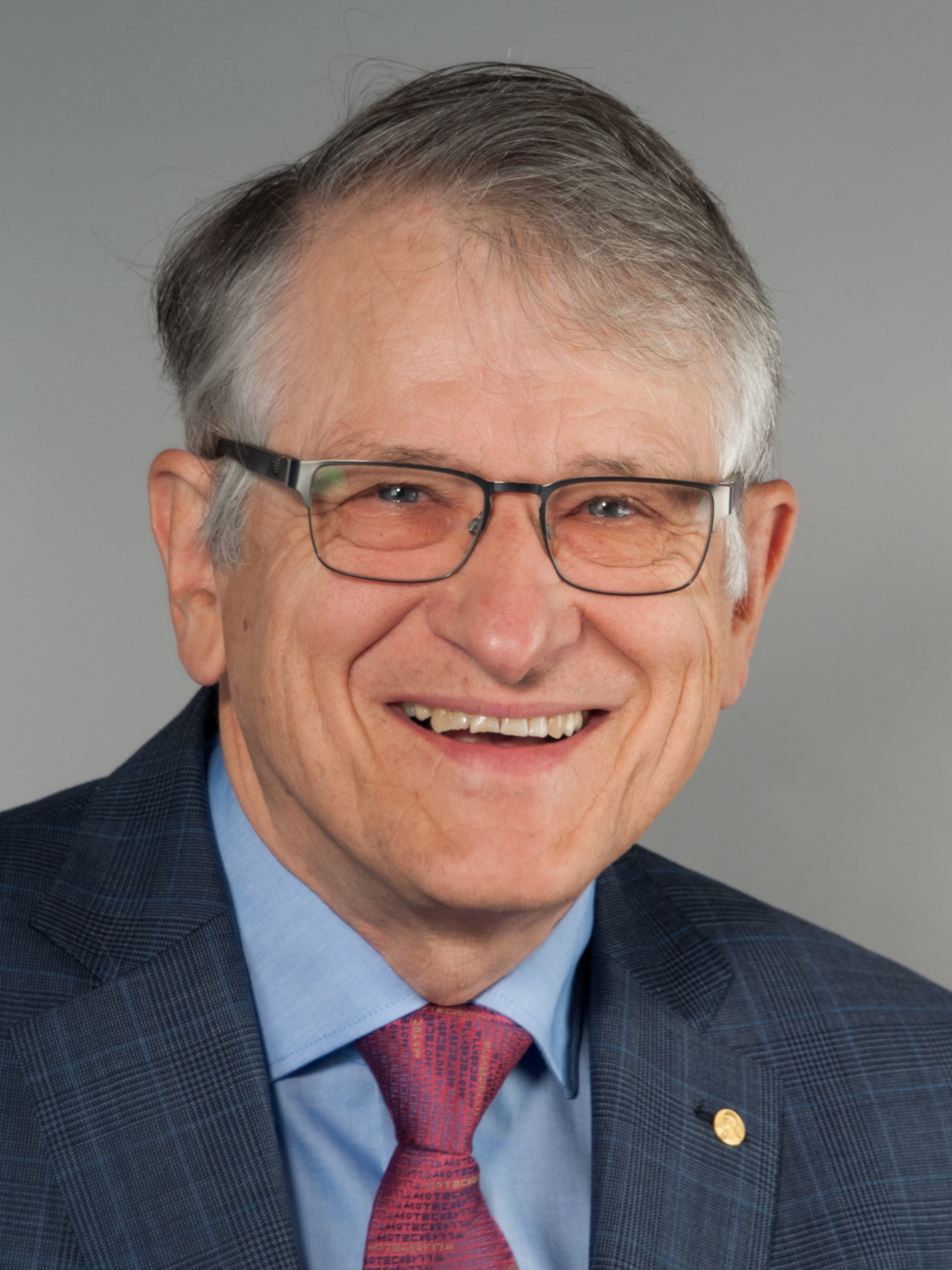
Klaus von Klitzing

- 28. Juni: Ryszard Krynicki, polnischer Dichter, Übersetzer deutscher Poesie und Verleger
- 29. Juni: Hartmut Albers, deutscher Jurist
- 29. Juni: Gerhard Auer, deutscher Ruderer († 2019)
- 29. Juni: Little Eva, US-amerikanische Sängerin († 2003)
- 30. Juni: Florence Ballard, US-amerikanische Musikerin († 1976) Florence Ballard

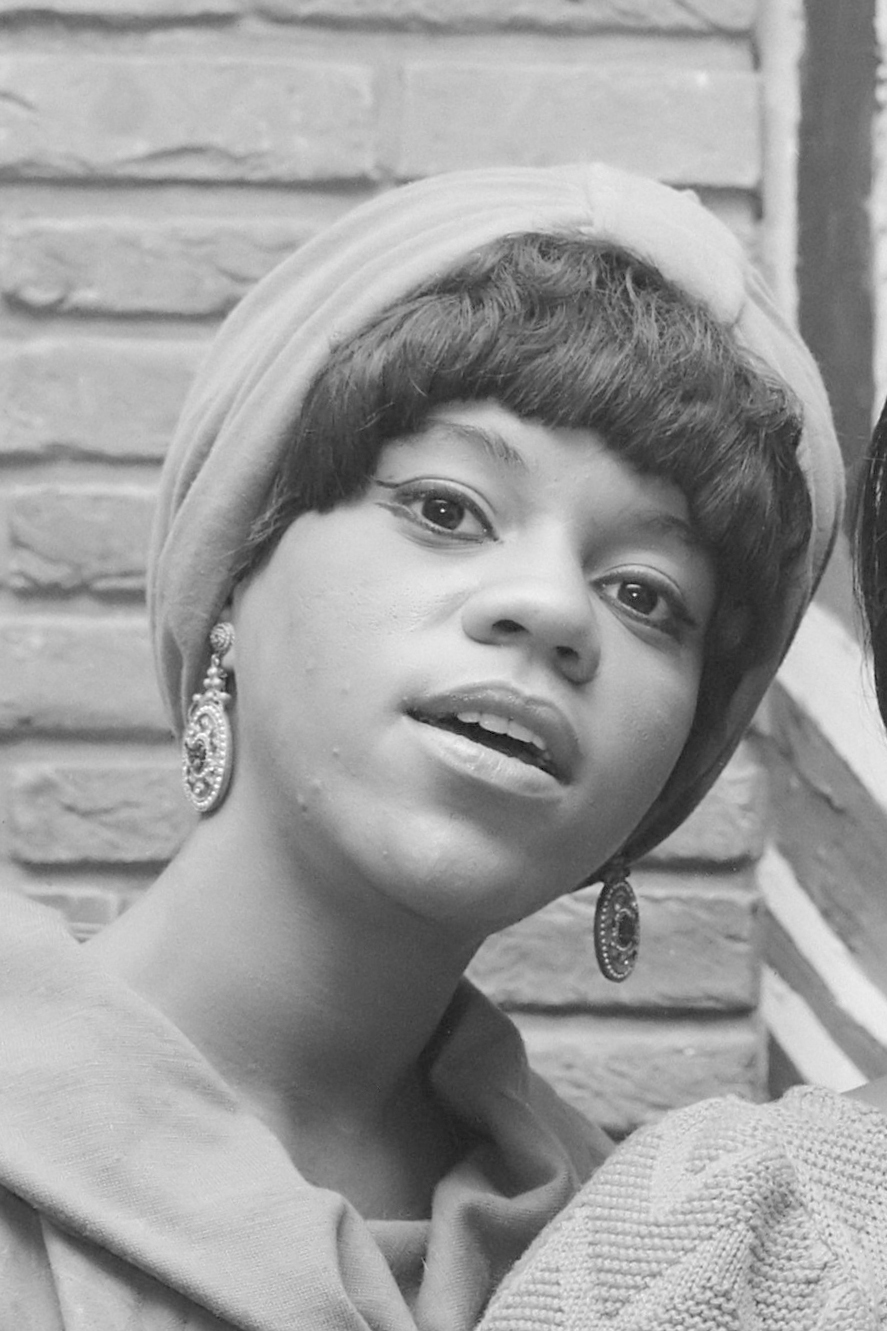
Florence Ballard

- 30. Juni: Dieter Kottysch, deutscher Mittelgewichtsboxer († 2017)
- 30. Juni: Hartmann von der Tann, deutscher Journalist
- 30. Juni: Erika Ulrich, Schweizer Bogenschützin

### Juli
- 01. Juli: François Dompierre, kanadischer Komponist
- 01. Juli: Rolf Idler, deutscher Theaterschauspieler († 2012)
- 01. Juli: Jeff Wayne, US-amerikanischer Komponist und Musiker
- 02. Juli: Walter Godefroot, belgischer Radrennfahrer und Teamchef
- 03. Juli: Ruth Adolf, schweizerische Skirennläuferin
- 03. Juli: Ulrich Ammon, deutscher Linguist († 2019)
- 03. Juli: Włodzimierz Danek, polnischer Sportschütze († 2022)
- 03. Juli: Kurtwood Smith, US-amerikanischer Schauspieler
- 03. Juli: Norman Thagard, US-amerikanischer Astronaut
- 04. Juli: Conny Bauer, deutscher Posaunist
- 04. Juli: Roger Maes, belgischer Volleyballspieler († 2021)
- 04. Juli: Orestes Rodríguez Vargas, peruanisch-spanischer Schachgroßmeister († 2024)
- 04. Juli: Heide Simonis, deutsche Politikerin († 2023) Heide Simonis, 2011

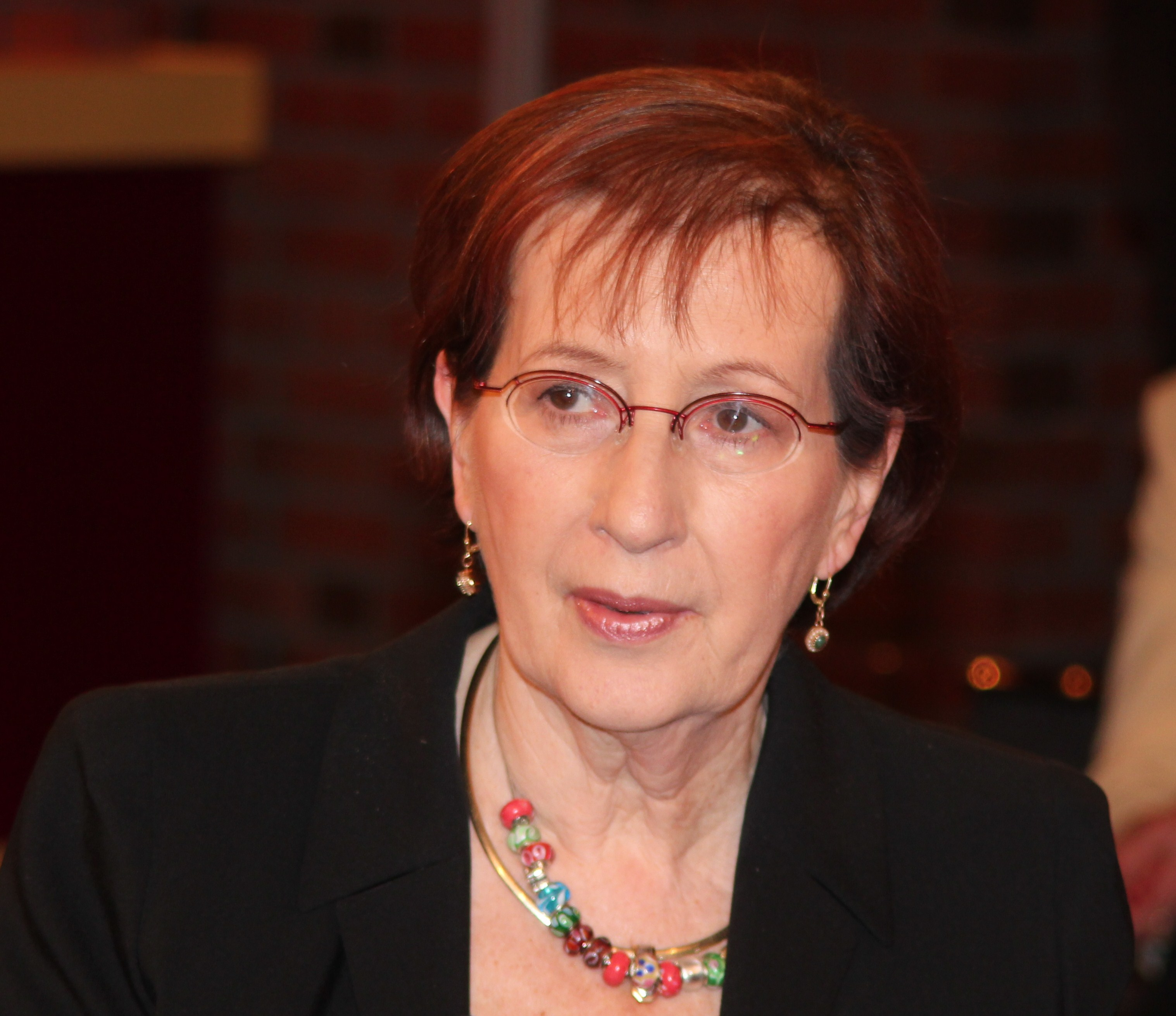
Heide Simonis, 2011

- 04. Juli: Fred Wesley, US-amerikanischer Posaunist
- 04. Juli: Alan Wilson, US-amerikanischer Musiker († 1970)
- 04. Juli: Christoph Zöpel, deutscher Politiker
- 05. Juli: Robbie Robertson, kanadischer Rockmusiker († 2023)
- 06. Juli: Rodolfo de Anda, mexikanischer Schauspieler, Filmregisseur und -produzent († 2010)
- 06. Juli: Hans-Jürgen Papier, deutscher Präsident des Bundesverfassungsgerichts
- 07. Juli: Heribert Aigner, österreichischer Althistoriker († 2015)
- 07. Juli: Toto Cutugno, italienischer Liedermacher, Songwriter und Sänger († 2023)
- 07. Juli: Martin Lüttge, deutscher Schauspieler und Regisseur († 2017)
- 08. Juli: Francis J. Harvey, US-amerikanischer Politiker
- 08. Juli: Joe Kučera, tschechischer Saxophonist und Jazz-Flötist
- 08. Juli: Carmine Preziosi, italienischer Radrennfahrer
- 09. Juli: Gerd Althoff, deutscher Historiker
- 09. Juli: František Ringo Čech, tschechischer Schlagzeuger, Sänger, Songschreiber, Schauspieler, Maler und Schriftsteller
- 09. Juli: Manfred Eicher, deutscher Musikproduzent
- 09. Juli: Soledad Miranda, spanische Schauspielerin († 1970)
- 10. Juli: Nasr Hamid Abu Zaid, ägyptischer Denker und islamischer Gelehrter († 2010)
- 10. Juli: Arthur Ashe, US-amerikanischer Tennisspieler († 1993)
- 10. Juli: Chris Lohner, österreichische Schauspielerin, Moderatorin und Autorin
- 10. Juli: Ursula Wolff, deutsche Schauspielerin und Synchronsprecherin
- 11. Juli: Peter Dschulnigg, Schweizer römisch-katholischer Theologe († 2011)
- 11. Juli: Rolf Stommelen, deutscher Automobilrennfahrer († 1983)
- 11. Juli: Karin Ugowski, deutsche Schauspielerin
- 12. Juli: Cornelius Johnson, US-amerikanischer American-Football-Spieler († 2017)

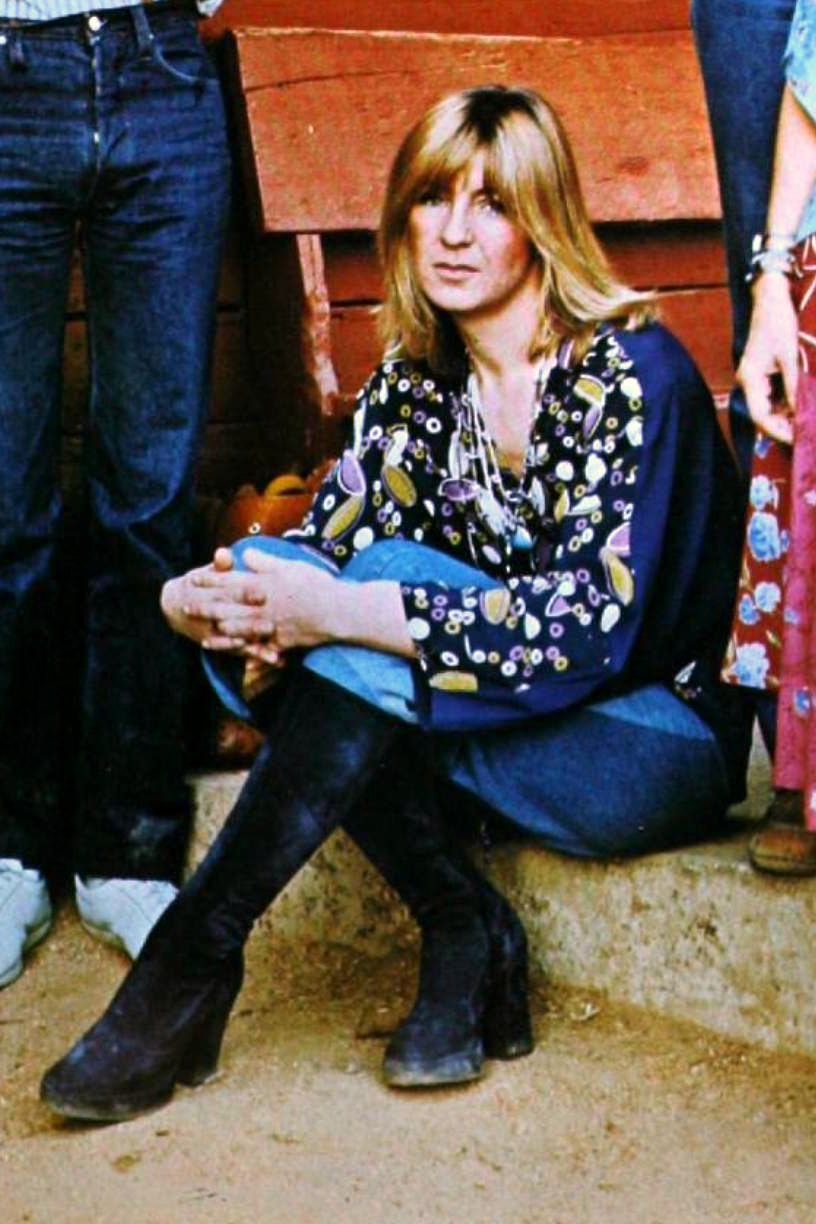
Christine McVie

- 12. Juli: Christine McVie, britische Musikerin, Sängerin und Songschreiberin († 2022)
- 13. Juli: Wolfgang Pape, deutscher Prähistoriker († 2025)
- 13. Juli: Fabrizio Poletti, italienischer Fußballspieler
- 14. Juli: Werner Daum, deutscher Diplomat († 2025)
- 14. Juli: Eldbjørg Løwer, norwegische Politikerin der Venstre
- 14. Juli: Katrin Seybold, deutsche Filmemacherin († 2012)
- 15. Juli: Jocelyn Bell Burnell, britische Radioastronomin
- 15. Juli: Frank Glaubrecht, deutscher Synchronsprecher und Schauspieler
- 15. Juli: Doris Runge, deutsche Schriftstellerin
- 15. Juli: Franz Schuster, deutscher Politiker († 2021)
- 15. Juli: Billy Truax, US-amerikanischer American-Football-Spieler
- 15. Juli: Evan Williams, schottischer Fußballspieler († 2025)
- 15. Juli: Josef Winiger, Schweizer Übersetzer und Autor († 2025)
- 16. Juli: Reinaldo Arenas, kubanischer Schriftsteller († 1990)
- 16. Juli: Patricia Churchland, kanadische Philosophin
- 16. Juli: Wolfram Ebersbach, deutscher Maler
- 16. Juli: Ulf Göpfert, deutscher Maler und Grafiker
- 16. Juli: Jimmy Johnson, US-amerikanischer American-Football-Trainer
- 16. Juli: Walter Schenker, Schweizer Schriftsteller († 2018)
- 16. Juli: Peter Stasiuk, kanadischer Bischof († 2025)
- 16. Juli: Verena von Weymarn, Generalarzt und erste Frau im Generalsrang in der Bundeswehr
- 17. Juli: Joseph Nanven Garba, nigerianischer Politiker († 2002)
- 17. Juli: Alida Gundlach, deutsche Fernsehmoderatorin und Autorin
- 17. Juli: Ahmed Issa, tschadischer Leichtathlet († 1983)
- 17. Juli: Anselm Prester, deutscher Maler
- 17. Juli: Heinz-Viktor Simon, deutscher Politiker († 2019)
- 17. Juli: Robin Smith, britischer Automobilrennfahrer und Rennstallbesitzer († 2019)
- 18. Juli: Gerhard Barkleit, deutscher Physiker
- 18. Juli: Willie Green, britischer Automobilrennfahrer
- 18. Juli: Reinhard Steege, Richter am Bundessozialgericht
- 19. Juli: Ursula Seiler-Albring, deutsche Politikerin und MdB
- 20. Juli: Chris Amon, neuseeländischer Automobilrennfahrer († 2016)
- 21. Juli: Peter Gröbner, österreichischer Chemiker und Biochemiker
- 23. Juli: Irina Liebmann, deutsche Schriftstellerin
- 23. Juli: Tony Joe White, US-amerikanischer Gitarrist und Sänger († 2018)
- 24. Juli: Ljudmila Iwanowna Bragina, russische Leichtathletin
- 24. Juli: John Bryson, US-amerikanischer Unternehmer und Politiker († 2025)
- 24. Juli: Loni von Friedl, österreichische Schauspielerin
- 25. Juli: Jim McCarty, britischer Musiker
- 25. Juli: Erika Steinbach, deutsche Politikerin
- 26. Juli: Mick Jagger, britischer Rockmusiker Mick Jagger, 2008

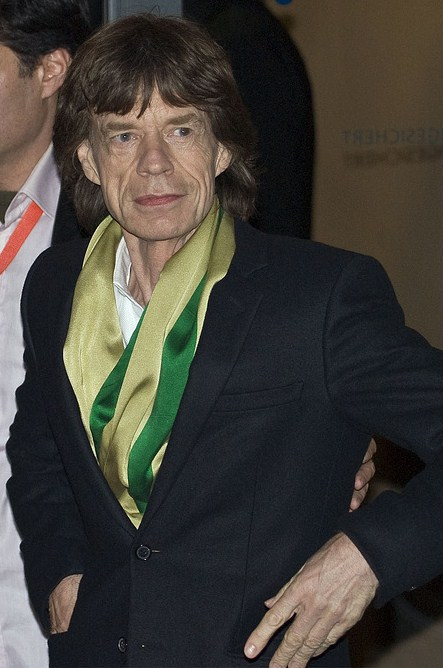
Mick Jagger, 2008

- 26. Juli: Andrea True, US-amerikanische Pornodarstellerin und Sängerin († 2011)
- 27. Juli: Sō Aono, japanischer Schriftsteller
- 27. Juli: Max Jean, französischer Automobilrennfahrer
- 28. Juli: Michael Bloomfield, US-amerikanischer Blues-Gitarrist († 1981)
- 28. Juli: Bill Bradley, US-amerikanischer Basketballspieler und Politiker
- 28. Juli: Richard Wright, englischer Musiker († 2008)
- 29. Juli: Michael Holm, deutscher Musiker, Texter und Produzent

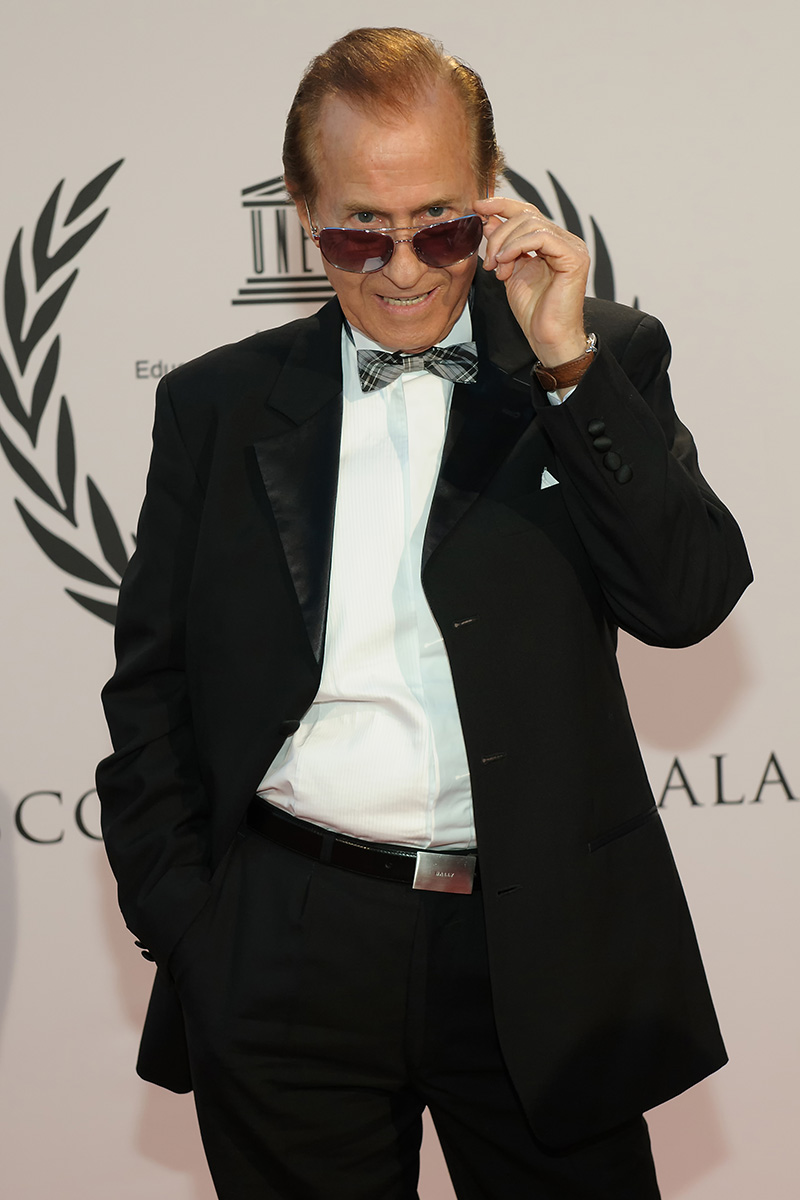
Michael Holm, 2012

- 29. Juli: Jürg Jegge, Schweizer Moderator, Pädagoge und Schriftsteller
- 29. Juli: Ingrid Krämer-Gulbin, deutsche Turmspringerin
- 29. Juli: Martha Rosler, US-amerikanische Konzeptkünstlerin
- 30. Juli: Jean-Pierre Egger, Schweizer Leichtathlet († 2025)
- 30. Juli: Giovanni Goria, italienischer Politiker und Ministerpräsident († 1994)
- 30. Juli: Horst Neißer, deutscher Schriftsteller, Verleger und Bibliothekar
- 30. Juli: Willi Vallendar, deutscher Jurist und Richter am Bundesverwaltungsgericht
- 31. Juli: William Bennett, US-amerikanischer Politiker
- 31. Juli: Lobo, US-amerikanischer Sänger und Songschreiber
- 31. Juli: Friedrich Roderfeld, deutscher Leichtathlet und Olympiateilnehmer
- 31. Juli: Hagen Schulze, deutscher Historiker († 2014)

### August
- 01. August: Angela Schmid, deutsche Politikerin, MdB
- 02. August: Dirk H. Dau, Richter am Bundessozialgericht a. D.
- 02. August: Rainer Nägele, US-amerikanischer Literaturwissenschaftler († 2022)
- 02. August: Oliver Seraphin, dominikanischer Geschäftsmann, Politiker und Premierminister
- 02. August: Max Wright, US-amerikanischer Schauspieler († 2019)
- 03. August: Steven Millhauser, US-amerikanischer Schriftsteller
- 04. August: Barbara Saß-Viehweger, deutsche Politikerin
- 04. August: Gerd Tenzer, deutscher Manager und Verbandsfunktionär
- 04. August: Bjørn Wirkola, norwegischer Skispringer
- 05. August: José Evangelista, kanadischer Komponist († 2023)
- 05. August: Christian Grashof, deutscher Schauspieler
- 05. August: Leo Kinnunen, finnischer Automobilrennfahrer († 2017)
- 05. August: Sammi Smith, US-amerikanische Sängerin († 2005)
- 06. August: Michael Anderson Jr., britischer Schauspieler
- 06. August: Alfred Kohler, österreichischer Historiker
- 06. August: Helmut Pfleger, deutscher Schachspieler
- 06. August: Jonathan Postel, Internet-Pionier († 1998)
- 06. August: Johannes Siegrist, Schweizer Medizinsoziologe mit Lehrstuhl in Düsseldorf
- 07. August: Lana Cantrell, australisch-US-amerikanische Pop-Sängerin
- 07. August: Luz Leskowitz, österreichischer Geiger und Dozent
- 07. August: Franz Josef Wagner, deutscher Boulevardjournalist
- 08. August: Daniel Börtz, schwedischer Komponist
- 08. August: Esma Redžepova, mazedonische Sängerin († 2016)
- 09. August: Danielle Gaubert, französische Schauspielerin († 1987)
- 09. August: Joe Handley, kanadischer Politiker
- 09. August: Lubomir Kavalek, tschechoslowakisch-US-amerikanischer Schachgroßmeister († 2021)
- 09. August: John Rambo, US-amerikanischer Leichtathlet († 2022)
- 09. August: Margrit Schlankardt, deutsche Politikerin
- 09. August: Bernhard C. Wintzek, deutscher Publizist († 2018)
- 10. August: Gisela Ehrensperger, Schweizer Opernsängerin
- 10. August: Ronnie Spector, US-amerikanische Sängerin († 2022)
- 11. August: Pervez Musharraf, Präsident von Pakistan († 2023)
- 11. August: Axel Th. Simon, deutscher Unternehmer, Bierbrauer († 2018)
- 12. August: Margit Bendokat, deutsche Schauspielerin und Sprecherin
- 12. August: Herta Däubler-Gmelin, deutsche Politikerin
- 12. August: Christoph Grimm, deutscher Politiker
- 13. August: Paul Alger, deutscher Fußballspieler
- 13. August: Wolfgang Engel, deutscher Intendant († 2025)
- 13. August: Geoff Muldaur, US-amerikanischer Folksänger
- 13. August: Gottfried Veit, Südtiroler Landeskapellmeister
- 13. August: Walter Villa, italienischer Motorradrennfahrer († 2002)
- 14. August: rt Exenberger, österreichischer Bibliothekar und Publizist († 2009)
- 14. August: Herman Van Springel, belgischer Radrennfahrer († 2022)
- 14. August: Wolf Wondratschek, deutscher Schriftsteller
- 15. August: Maktum bin Raschid Al Maktum, Emir von Dubai († 2006)
- 15. August: Barbara Bouchet, deutschamerikanische Schauspielerin
- 15. August: María Rojo, mexikanische Schauspielerin und Senatorin
- 17. August: Christian Kluttig, deutscher Dirigent, Pianist und Hochschullehrer
- 17. August: Marion Maerz, deutsche Schlagersängerin
- 17. August: Robert De Niro, US-amerikanischer Schauspieler und Produzent Robert De Niro, 2008

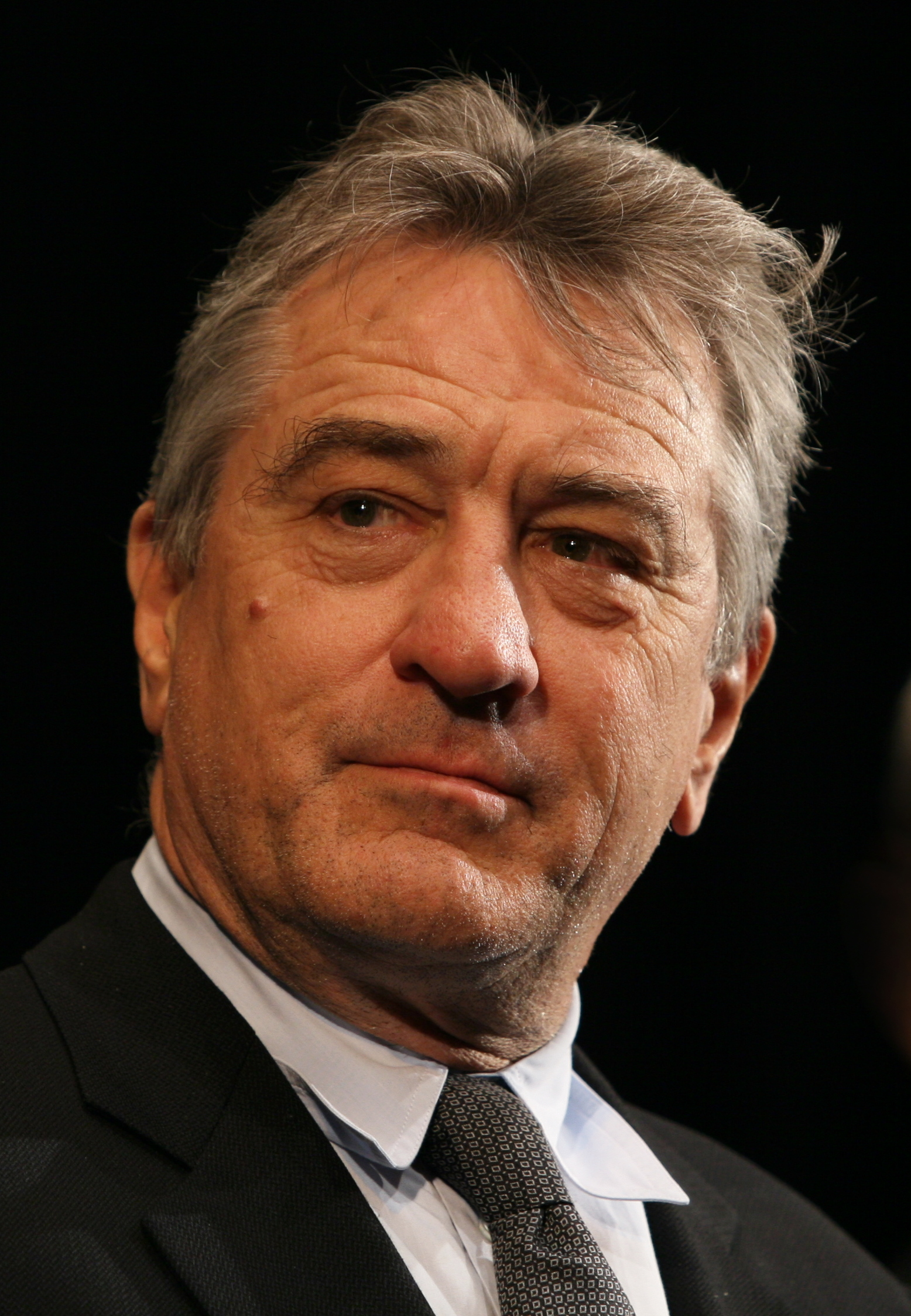
Robert De Niro, 2008

- 17. August: Dave „Snaker“ Ray, US-amerikanischer Bluessänger und -Gitarrist († 2002)
- 18. August: Karin Burneleit, DDR-Leichtathletin
- 18. August: Edwin Hawkins, US-amerikanischer Gospelmusiker († 2018)
- 18. August: Manuela, deutsche Schlagersängerin († 2001)
- 18. August: Martin Mull, US-amerikanischer Schauspieler, Comedian und Maler († 2024)
- 18. August: Gianni Rivera, italienischer Fußballspieler
- 18. August: Roberto Rosato, italienischer Fußballspieler († 2010)
- 18. August: Ernesto Soto, venezolanischer Automobilrennfahrer († 1995)
- 18. August: Carl Wayne, britischer Sänger und Schauspieler († 2004)
- 19. August: Bruce Arnold Ackerman, US-amerikanischer Philosoph
- 19. August: Don Fardon, britischer Popsänger
- 20. August: Jorge Arriagada, chilenischer Komponist († 2024)
- 21. August: Perry Christie, Premierminister der Bahamas
- 21. August: Patrick Demarchelier, französischer Fotograf († 2022)
- 21. August: Rolf Niese, deutscher Politiker
- 21. August: Peter Pfeiffer, deutscher Designer
- 22. August: Nahas Angula, namibischer Politiker
- 23. August: Raúl Cubas Grau, Staatspräsident von Paraguay
- 23. August: Nelson DeMille, US-amerikanischer Schriftsteller († 2024)
- 23. August: Pino Presti, italienischer Bassist, Arrangeur, Komponist, Orchesterleiter und Musikproduzent Pino Presti im Munich

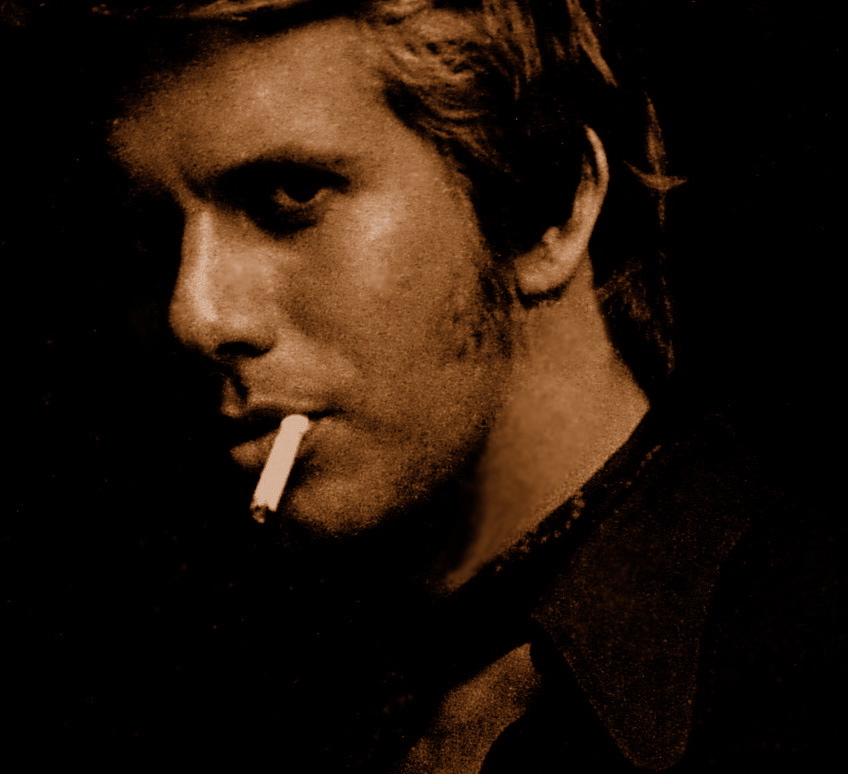
Pino Presti im Munich

- 23. August: Makoto Satō, japanischer Theaterregisseur und Dramatiker
- 24. August: John Cipollina, US-amerikanischer Rockmusiker, Gitarrist († 1989)
- 24. August: Wolf Stephenson, US-amerikanischer Musikproduzent, Songwriter und Labelbetreiber
- 25. August: Gunter Berger, deutscher Schauspieler († 2015)
- 25. August: Spartaco Dini, italienischer Automobilrennfahrer († 2019)
- 25. August: Niles Eldredge, US-amerikanischer Biologe
- 25. August: Günter „Baby“ Sommer, deutscher Schlagzeuger und Perkussionist
- 26. August: Angelika Mechtel, deutsche Schriftstellerin († 2000)
- 26. August: Tadeusz Nalepa, polnischer Gitarrist, Komponist und Sänger († 2007)
- 26. August: Hagen Wend, deutscher neuapostolischer Geistlicher
- 27. August: Tina Croll, US-amerikanische Tänzerin und Choreographin
- 27. August: Peter Henisch, österreichischer Schriftsteller
- 27. August: Bob Kerrey, US-amerikanischer Politiker
- 27. August: Wolfgang Nordwig, deutscher Stabhochspringer und Olympiasieger Wolfgang Nordwig, 1965

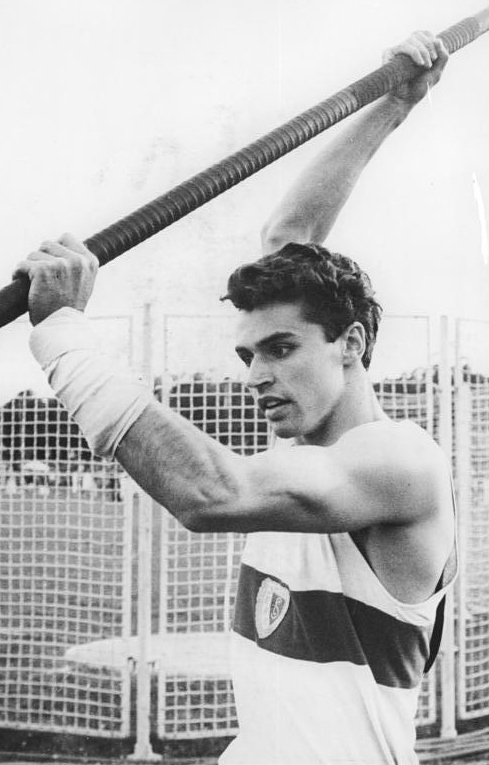
Wolfgang Nordwig, 1965

- 27. August: Tuesday Weld, US-amerikanische Schauspielerin
- 28. August: Gerd Pieper, deutscher Unternehmer († 2024)
- 28. August: Branislav Sloboda, slowakisch-deutscher Forstwissenschaftler, Mathematiker und Informatiker
- 28. August: David Soul, US-amerikanischer Schauspieler und Sänger († 2024)
- 28. August: Julio Viera, argentinischer Komponist und Musikpädagoge
- 28. August: Frithjof Vierock, deutscher Schauspieler († 2020)
- 29. August: Joachim Cochlovius, evangelikaler lutherischer Theologe
- 30. August: Robert Crumb, Künstler, Illustrator und Comic-Künstler
- 30. August: Jean-Claude Killy, französischer Skirennfahrer
- 30. August: David Maslanka, US-amerikanischer Komponist und Musikpädagoge († 2017)
- 31. August: Ernst Raser, österreichischer Schriftsteller und Judotrainer († 2025)

### September
- 01. September: Gerhard Aigner, deutscher Fußballfunktionär († 2024)
- 02. September: Hans-Ulrich Grapenthin, deutscher Fußballspieler
- 02. September: Jutta Motz, deutsche Schriftstellerin († 2019)
- 03. September: Franz Wilhelm Prinz von Preußen, deutscher Unternehmer
- 03. September: Dieter Mietz, deutscher Fußballspieler
- 03. September: Heinz Dieter Paul, deutscher Komponist und Dirigent († 2019)
- 03. September: Dagmar Schipanski, deutsche Wissenschaftlerin und Politikerin († 2022)
- 03. September: Moritz Suter, Schweizer Unternehmer und Pilot
- 04. September: Giuseppe Gentile, italienischer Leichtathlet
- 04. September: William Phillips, australischer Wasserballspieler († 2022)
- 04. September: Hans Peter Rohr, Schweizer Skirennläufer
- 05. September: Christian Collum, deutscher Kirchenmusiker
- 05. September: Hermann Göllner, österreichischer Skirennläufer, Freestyle-Skier und Alpinskitrainer
- 05. September: Aloys Lenz, deutscher Politiker, MdL

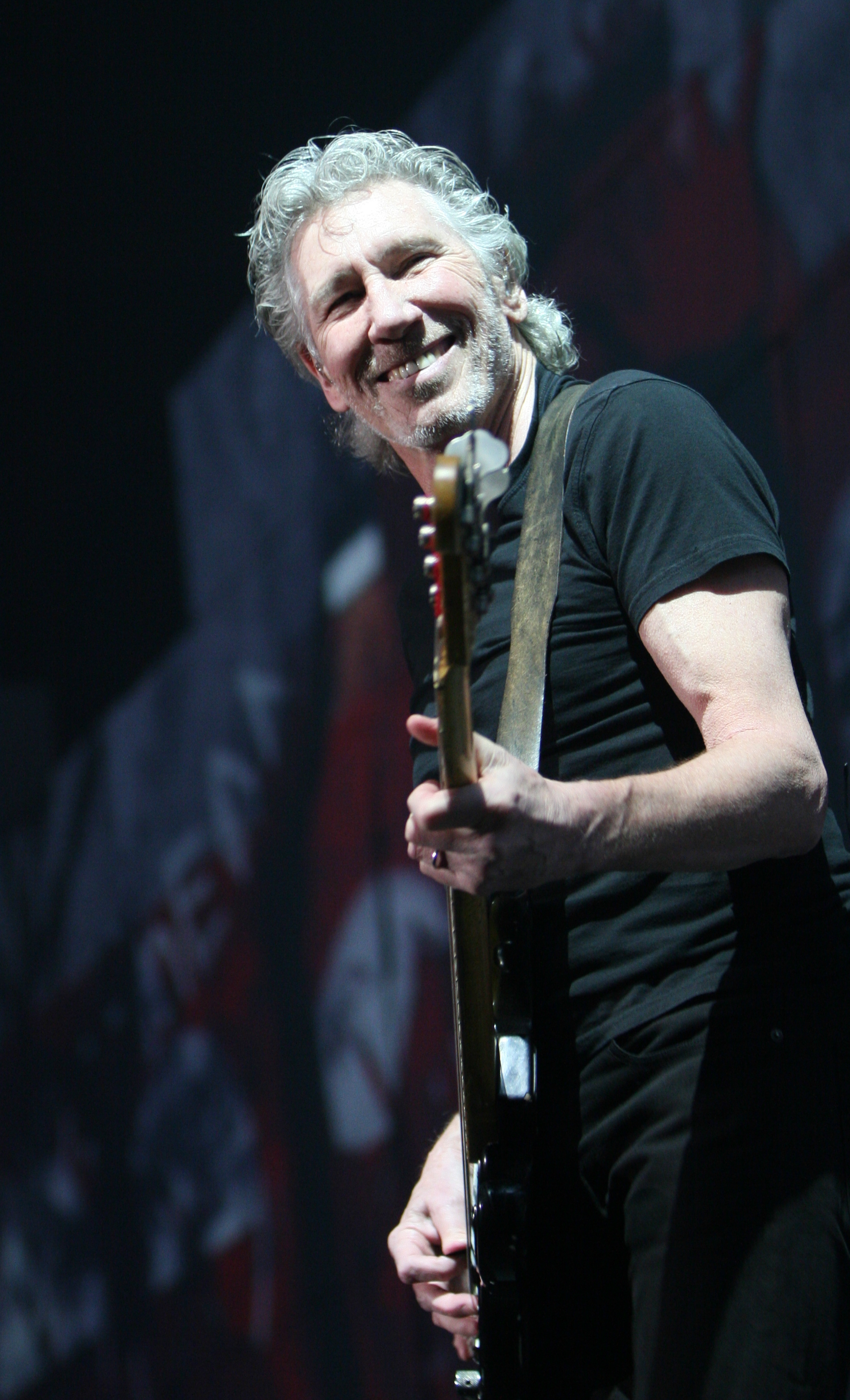
Roger Waters

- 06. September: Roger Waters, britischer Musiker der Rockgruppe Pink Floyd

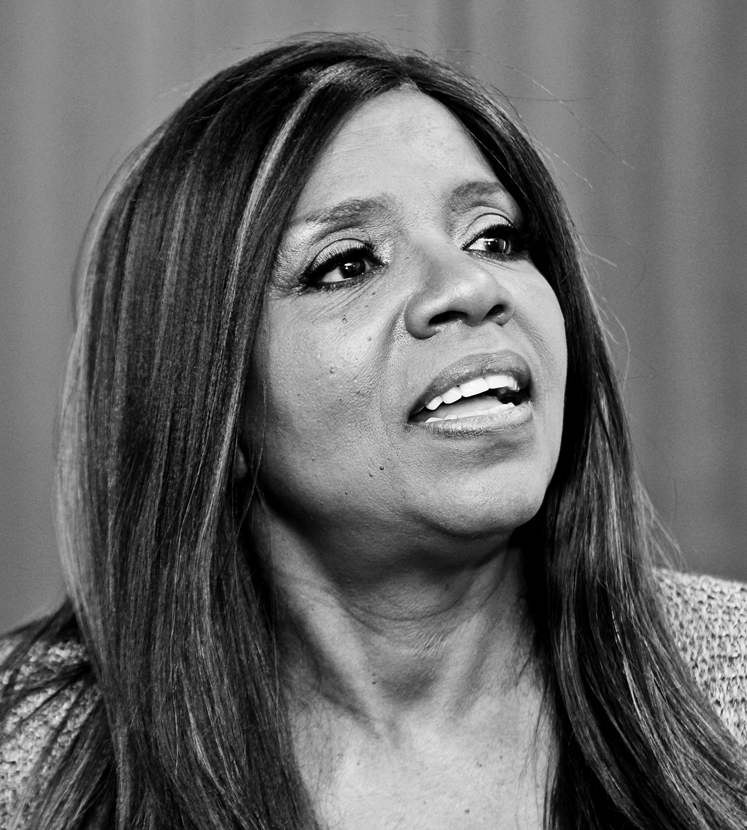
Gloria Gaynor

- 07. September: Gloria Gaynor, US-amerikanische Disco-Sängerin
- 07. September: Friedemann Kupsa, österreichischer Cellist
- 07. September: Lena Valaitis, litauisch-deutsche Schlagersängerin
- 08. September: Bill Fay, britischer Sänger († 2025)
- 08. September: Wolfgang Gehrcke, deutscher Politiker
- 09. September: Peter Dreßen, deutscher Politiker und MdB
- 09. September: Jürgen Gosch, deutscher Theaterregisseur († 2009)
- 09. September: Gerhard Krebs, deutscher Historiker und Japanologe
- 09. September: Erika Lotz, deutsche Politikerin und MdB
- 10. September: Jochen Feldhoff, deutscher Handballspieler
- 10. September: Horst-Dieter Höttges, deutscher Fußballspieler († 2023)
- 10. September: Arturo Sudbrack Jamardo, brasilianischer Pianist († 2019)
- 11. September: Mickey Hart, US-amerikanischer Schlagzeuger und Perkussionist
- 11. September: Vitaly Komar, US-amerikanischer Künstler
- 11. September: Dieter Schubert, deutscher Ruderer
- 12. September: Kurt Demmler, deutscher Liedermacher und Texter vieler DDR-Rockbands († 2009)
- 12. September: Rudi Knez, jugoslawischer Eishockeytorwart († 2022)
- 12. September: Hiroaki Kuwahara, japanischer Komponist und Professor
- 12. September: François Marthouret, französischer Schauspieler
- 12. September: Maria Muldaur, US-amerikanische Folk-, Country-, Jazz- und Blues-Sängerin
- 12. September: Ralph Neely, US-amerikanischer American-Football-Spieler († 2022)
- 12. September: Michael Ondaatje, kanadischer Schriftsteller
- 13. September: Jean-Marie Alméras, französischer Automobilrennfahrer und Rennstallbesitzer
- 13. September: Åke Arne Gunder Andersson, schwedischer Schriftsteller und Kulturjournalist  († 2025)
- 13. September: Luis Eduardo Aute, spanischer Dichter, Liedermacher, Kunstmaler und Filmemacher († 2020)
- 13. September: Bernd Nielsen, deutscher Handballspieler († 2003)
- 14. September: Ken Sasaki, japanischer Pianist († 1991)
- 15. September: Shin’ichirō Ikebe, japanischer Komponist
- 16. September: Oskar Lafontaine, deutscher Politiker

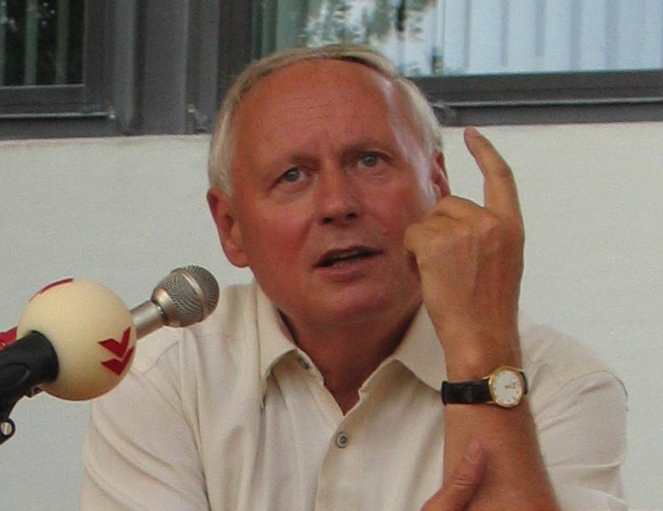
Oskar Lafontaine, 2005

- 16. September: Klaus Uwe Ludwig, deutscher Kirchenmusiker († 2019)
- 16. September: Heiko Thieme, deutsch-amerikanischer Portfoliomanager
- 16. September: Bärbel Wartenberg-Potter, evangelisch-lutherische Bischöfin
- 17. September: Viktoria Brams, deutsche Schauspielerin
- 17. September: Hartwig Hochstein, deutscher Journalist und Autor
- 18. September: Ling Liong Sik, malaysischer Politiker
- 19. September: Alard von Arnim, deutscher Politiker († 2014)
- 19. September: Christl Haas, österreichische Skirennläuferin († 2001)
- 20. September: Sani Abacha, General und Militärdiktator von Nigeria († 1998)
- 20. September: Tommy Nobis, US-amerikanischer American-Football-Spieler († 2017)
- 21. September: Ludwig Georg Braun, Präsident des DIHK
- 21. September: Ilse Falk, deutsche Politikerin und MdB († 2024)
- 21. September: Klaus Kordon, deutscher Schriftsteller
- 21. September: Loïk Le Floch-Prigent, französischer Manager († 2025)
- 22. September: Ralph James Quincy Adams, US-amerikanischer Historiker
- 22. September: Benedetta Barzini, italienisches Fotomodel
- 22. September: Paul Hoffert, kanadischer Komponist, Pianist, Vibraphonist und Musikpädagoge
- 23. September: Remo Angioli, italienischer Filmproduzent
- 23. September: Gaby Dohm, österreichische Fernsehschauspielerin
- 23. September: Julio Iglesias, spanischer Sänger

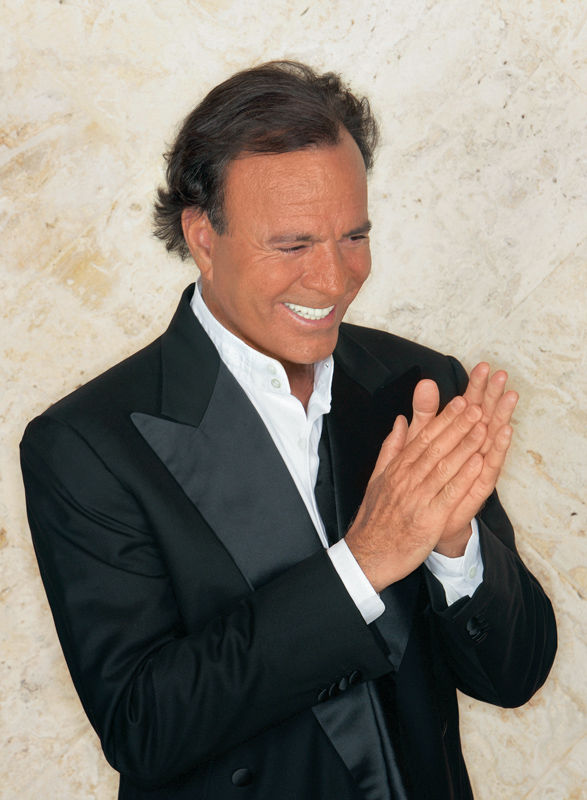
Julio Iglesias, 2007

- 23. September: Lino Oviedo, paraguayischer General und Oberbefehlshaber († 2013)
- 23. September: Monika Pietsch, deutsche Schauspielerin
- 23. September: Walter Scott, US-amerikanischer Sänger († 2025)
- 24. September: Ilona Grandke, deutsche Schauspielerin
- 24. September: Hannelore Suppe, deutsche Leichtathletin
- 24. September: Antonio Tabucchi, italienischer Autor und Literaturwissenschaftler († 2012)
- 25. September: Lee William Aaker, US-amerikanischer Schauspieler († 2021)
- 25. September: Willi Entenmann, deutscher Fußballspieler und -trainer († 2012)
- 25. September: Robert Gates, US-amerikanischer Verteidigungsminister
- 25. September: Robert Walden, US-amerikanischer Schauspieler
- 26. September: Helga Lippelt, deutsche Schriftstellerin
- 26. September: Brigitte Schulte, deutsche Politikerin
- 27. September: Randolph Charles Bachman, kanadischer Rockmusiker
- 27. September: Walter Riester, deutscher Politiker
- 27. September: Liisa Suihkonen, finnische Skilangläuferin
- 28. September: Win Percy, britischer Automobilrennfahrer
- 28. September: Nick St. Nicholas, deutsch-kanadischer Musiker
- 28. September: James Patrick Walsh, US-amerikanischer Schauspieler († 1998)
- 28. September: Ursula Werner, deutsche Schauspielerin
- 29. September: Art Eggleton, kanadischer Politiker
- 29. September: Holk Freytag, deutscher Regisseur
- 29. September: Michaela Geiger, deutsche Politikerin († 1998)
- 29. September: Wolfgang Overath, deutscher Fußballspieler
- 29. September: Lech Wałęsa, polnischer Gewerkschaftsführer und Politiker

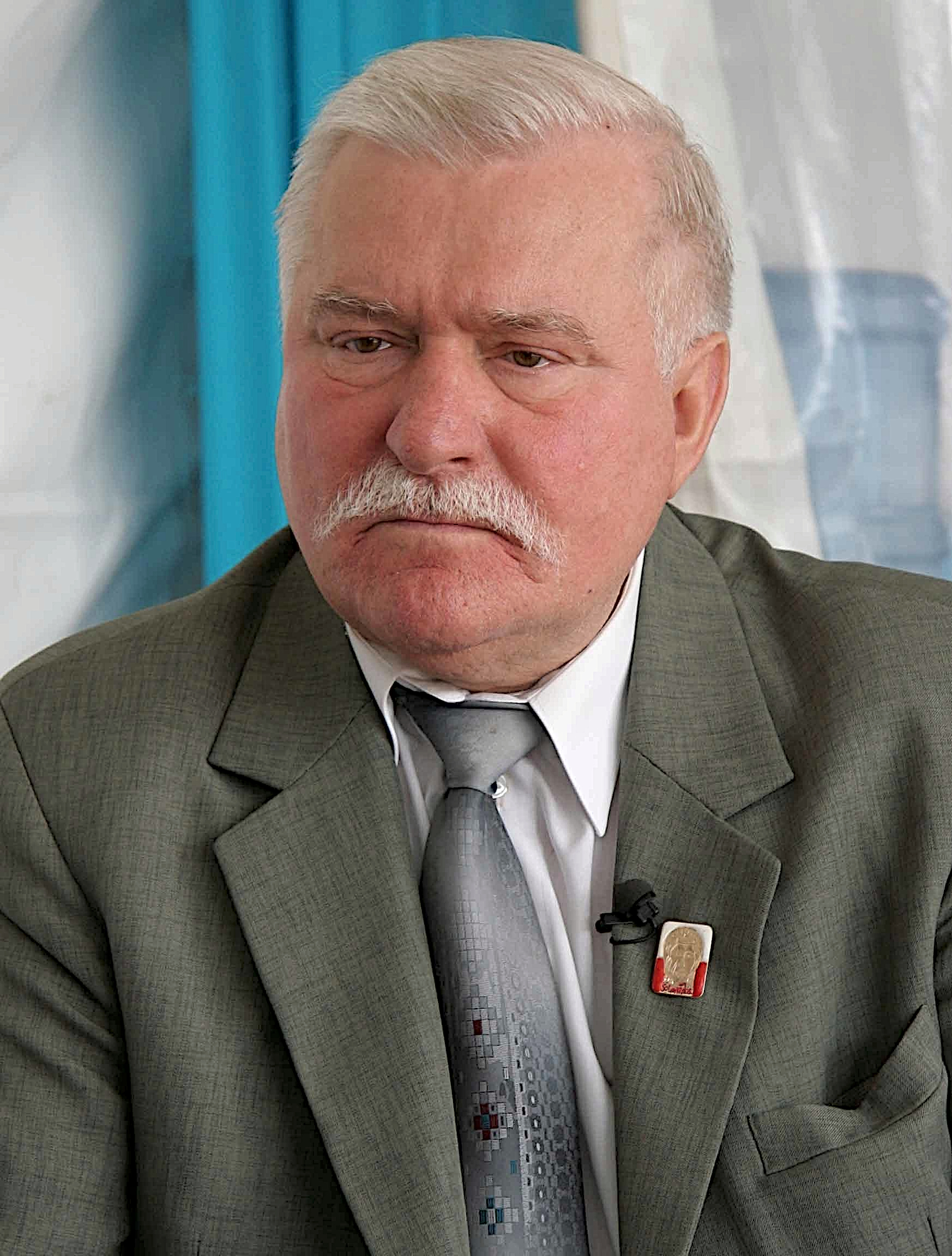
Lech Wałęsa, 2009

- 29. September: Theo Windges, deutscher Künstler († 2022)
- 30. September: Emidio Campi, italienisch-schweizerischer reformierter Theologe
- 30. September: Ian Ogilvy, britischer Schauspieler

### Oktober
- 01. Oktober: Jean-Jacques Annaud, französischer Regisseur
- 01. Oktober: Rolf Berend, MdEP der CDU für Thüringen
- 01. Oktober: Peter John Elliott, australischer römisch-katholischer Bischof († 2025)
- 01. Oktober: José Santacruz Londoño, kolumbianischer Drogenhändler, Mitgründer des Cali-Kartells († 1996)
- 02. Oktober: Joachim Hermann Luger, deutscher Schauspieler
- 02. Oktober: Eduardo Serra, portugiesisch-französischer Kameramann
- 02. Oktober: Paul Van Himst, belgischer Fußballspieler und -trainer
- 02. Oktober: Henri Szeps, australischer Schauspieler († 2025)
- 03. Oktober: Jeremiasz Anchimiuk, Erzbischof der Polnisch-Orthodoxen Kirche († 2017)
- 03. Oktober: Jean-Paul Bonnaire, französischer Schauspieler († 2013)
- 03. Oktober: Nikolaus Heiss, deutscher Architekt, Denkmalpfleger und Sachbuchautor
- 04. Oktober: Owen Davidson, australischer Tennisspieler († 2023)
- 04. Oktober: Joachim Radkau, deutscher Historiker
- 04. Oktober: Buddy Roemer, US-amerikanischer Politiker († 2021)
- 05. Oktober: Steve Miller, US-amerikanischer Blues- und Rock-Musiker
- 05. Oktober: Gerhard Mussner, italienischer Skirennläufer
- 05. Oktober: Maciej Paderewski, polnischer Pianist und Musikpädagoge († 2010)
- 05. Oktober: Inna Michailowna Tschurikowa, sowjetisch-russische Schauspielerin († 2023)
- 06. Oktober: Ottavio Bianchi, italienischer Fußballspieler und -trainer
- 06. Oktober: Josée Dayan, französische Filmregisseurin
- 06. Oktober: Jürgen Johannesdotter, Landesbischof der evangelisch-lutherischen Landeskirche Schaumburg-Lippe
- 06. Oktober: Joachim Walther, deutscher Schriftsteller († 2020)
- 06. Oktober: Udo Zimmermann, deutscher Komponist, Regisseur und Dirigent († 2021)
- 07. Oktober: Gottfried Kustermann, deutscher Sportschütze († 2023)
- 08. Oktober: Wolfgang Lakenmacher, deutscher Handballspieler und -trainer († 2023)
- 08. Oktober: R. L. Stine, US-amerikanischer Kinderbuchautor
- 08. Oktober: Wolfgang Ziegler, deutscher Rock- und Pop-Sänger und Komponist
- 09. Oktober: Barbara Beuys, deutsche Schriftstellerin († 2025)
- 09. Oktober: Renato Cappellini, italienischer Fußballspieler
- 10. Oktober: Denis Komivi Amuzu-Dzakpah, togoischer Erzbischof
- 10. Oktober: Reinhard Libuda, deutscher Fußballspieler († 1996)
- 10. Oktober: Frank-Otto Schenk, deutscher Schauspieler († 2020)
- 10. Oktober: Ursula Staack, deutsche Schauspielerin, Sängerin und Kabarettistin
- 11. Oktober: Geert van Keulen, niederländischer Komponist, Dirigent, Klarinettist und Musikpädagoge
- 11. Oktober: George McMillan, US-amerikanischer Politiker († 2025)
- 11. Oktober: John Nettles, britischer Schauspieler John Nettles

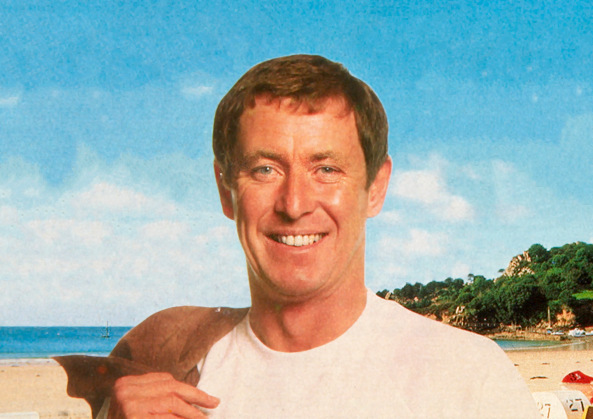
John Nettles

- 11. Oktober: Thomas Wachweger, deutscher Künstler († 2015)
- 11. Oktober: Heinz Wässle, Neurologe, Direktor am Max-Planck-Institut für Hirnforschung
- 12. Oktober: Elisabeth Altmann, deutsche Politikerin und MdB
- 12. Oktober: Odd Einar Dørum, norwegischer Politiker
- 12. Oktober: Köbi Kuhn, Schweizer Fußballtrainer und Fußballspieler († 2019)
- 12. Oktober: Peter Ostermeyer, deutscher Schachmeister
- 12. Oktober: Heinrich Pachl, deutscher Kabarettist, Schauspieler, Autor und Filmemacher († 2012)
- 12. Oktober: Bertil Roos, schwedischer Automobilrennfahrer († 2016)
- 12. Oktober: Lin Shaye, US-amerikanische Schauspielerin
- 13. Oktober: Rick Boyer, US-amerikanischer Schriftsteller
- 13. Oktober: Peter Sauber, Schweizer Teamchef und Gründer von Sauber-Petronas
- 13. Oktober: Erdmute Schmid-Christian, deutsche Schauspielerin
- 13. Oktober: Anne Wibble, schwedische Politikerin und Finanzministerin († 2000)
- 14. Oktober: Mohammad Chatami, iranischer Politiker und Staatspräsident
- 14. Oktober: Anthony Iannaccone, US-amerikanischer Komponist und Musikpädagoge
- 14. Oktober: Franz Jarnach, deutscher Musiker und Schauspieler († 2017)
- 14. Oktober: Wolfgang Peiner, deutscher Politiker
- 15. Oktober: Stanley Fischer, israelisch-amerikanischer Ökonom († 2025)
- 15. Oktober: Monika Gabriel, deutsche Schauspielerin († 2007)
- 16. Oktober: Therese Chromik, deutsche Schriftstellerin
- 17. Oktober: Christian Brückner, deutscher Synchronsprecher, Off-Sprecher und Hörbuchinterpret
- 17. Oktober: Catfish Collins, US-amerikanischer Gitarrist († 2010)
- 17. Oktober: Susan Davenny-Wyner, US-amerikanische Sängerin und Dirigentin
- 17. Oktober: Sabrina Scharf, US-amerikanische Schauspielerin
- 18. Oktober: Andrej Bajuk, slowenischer Politiker († 2011)
- 18. Oktober: Hagen Kluck, deutscher Politiker
- 19. Oktober: Panagiotis Ikonomopoulos, griechischer Fußballspieler († 2025)
- 20. Oktober: Micky, spanischer Schlagersänger und Schauspieler
- 20. Oktober: Madeleine Schickedanz, deutsche Unternehmerin
- 20. Oktober: Elżbieta Sikora, polnische Komponistin
- 20. Oktober: Carlo von Tiedemann, deutscher Schauspieler und Fernsehmoderator Carlo von Tiedemann, 2010 († 2025)

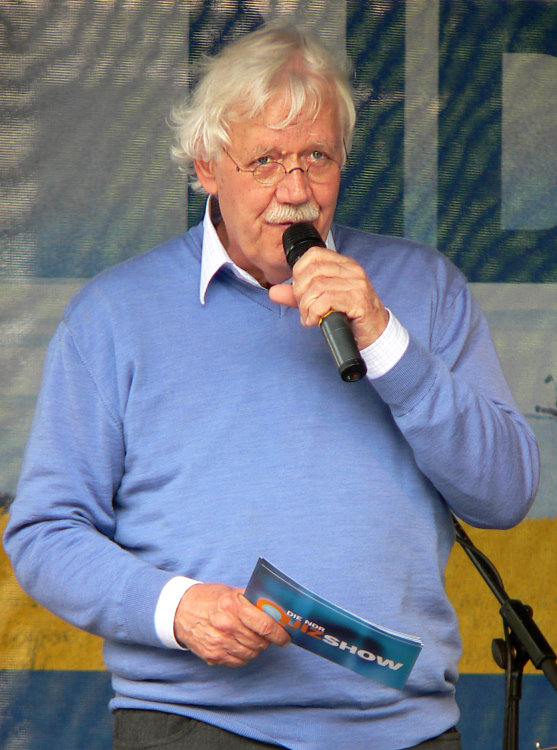
Carlo von Tiedemann, 2010

- 22. Oktober: Blas Emilio Atehortúa, kolumbianischer Komponist († 2020)
- 22. Oktober: Jan de Bont, niederländischer Kameramann, Filmregisseur und Filmproduzent
- 22. Oktober: Catherine Deneuve, französische Schauspielerin Catherine Deneuve, 2000

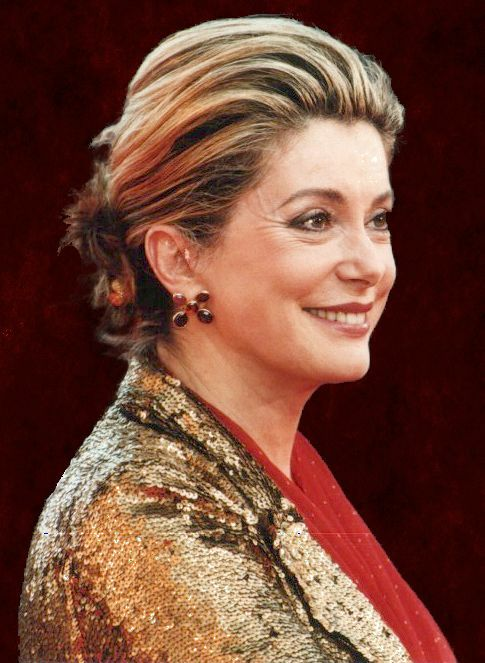
Catherine Deneuve, 2000

- 22. Oktober: Urszula Dudziak, polnische Jazz-Sängerin
- 22. Oktober: Hans Hartz, deutscher Sänger und Liedermacher († 2002)
- 22. Oktober: Wolfgang Thierse, deutscher Politiker, 1998–2005 Bundestagspräsident
- 23. Oktober: Jorge Arbeleche, uruguayischer Schriftsteller, Essayist und Dozent
- 23. Oktober: Walter Höflechner, österreichischer Historiker
- 24. Oktober: Fritz Näf, Schweizer Dirigent
- 24. Oktober: Seppo Paakkunainen, finnischer Jazzsaxophonist und -komponist
- 24. Oktober: Carlo Senoner, italienischer Skirennläufer
- 24. Oktober: Theodor Stolojan, rumänischer Politiker
- 25. Oktober: Heinz-Joachim Weber, deutscher Medienmanager
- 26. Oktober: João Aguiar, portugiesischer Schriftsteller († 2010)
- 26. Oktober: Toni Gruber, deutscher Motorradrennfahrer († 2023)
- 27. Oktober: Carmen Argenziano, US-amerikanischer Schauspieler († 2019)
- 27. Oktober: Ruth Herz, deutsche Richterin († 2023)
- 27. Oktober: Roland Schäfer, deutscher Schauspieler und Regisseur
- 28. Oktober: Cornelia Froboess, deutsche Schauspielerin und Schlagersängerin Cornelia Froboess, 1962

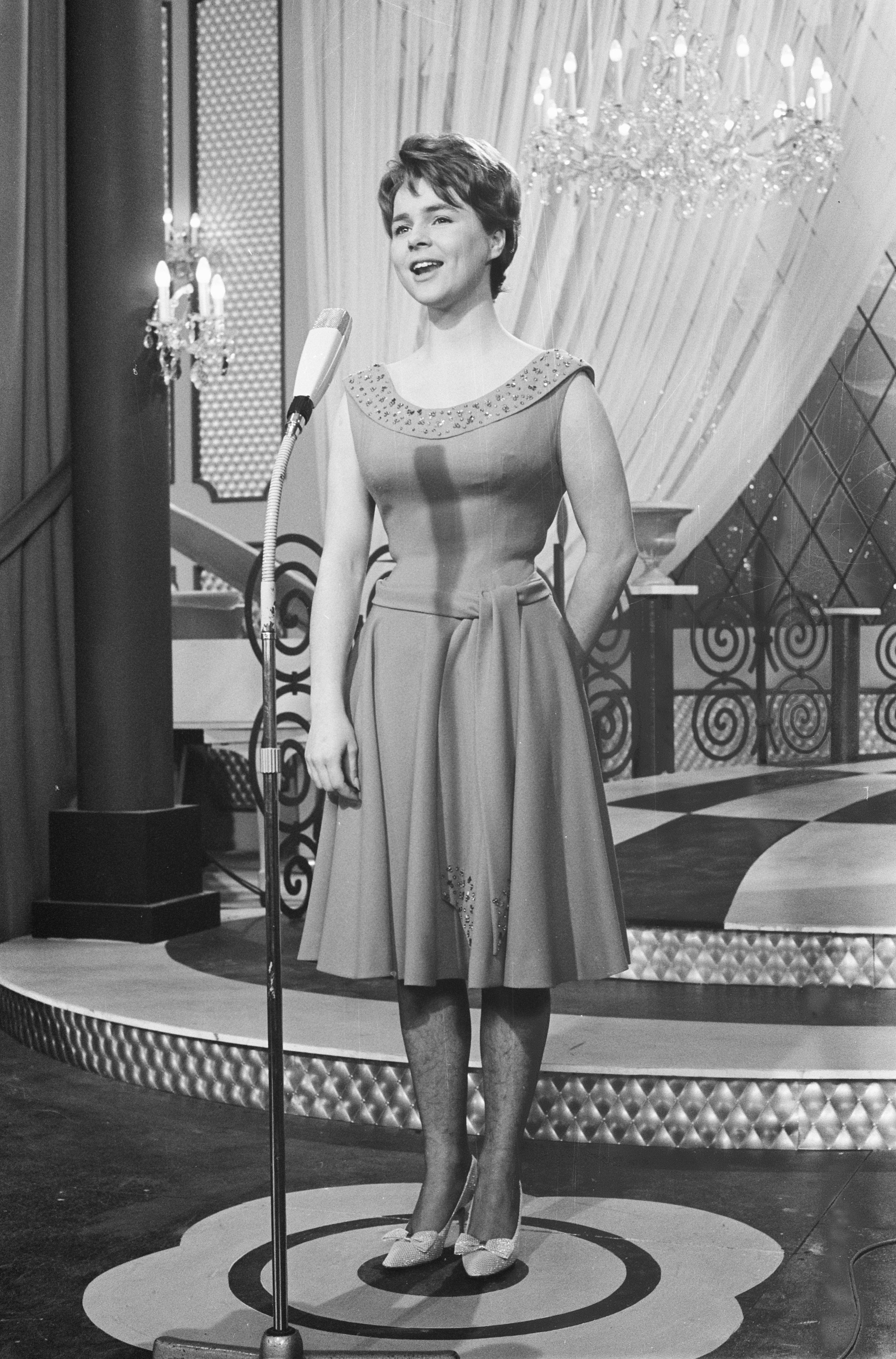
Cornelia Froboess, 1962

- 28. Oktober: Jürgen Lang, deutscher Romanist und Hochschullehrer
- 29. Oktober: Sigi Busch, deutscher Jazzbassist und Hochschullehrer
- 29. Oktober: Ishmael Noko, simbabwischer lutherischer Theologe
- 30. Oktober: Hans-Peter Gensichen, deutscher evangelischer Theologe († 2019)
- 30. Oktober: Joachim Wienstroer, deutscher Ruderer († 2019)
- 31. Oktober: Elliott Forbes-Robinson, US-amerikanischer Automobilrennfahrer

### November
- 01. November: Salvatore Adamo, belgischer Musiker, Liedermacher und Schlagersänger
- 01. November: Jacques Attali, französischer Ökonom
- 01. November: Alfio Rúben Basile, argentinischer Fußballspieler und -trainer
- 01. November: Tom Mack, US-amerikanischer American-Football-Spieler
- 02. November: Marika Voß, deutsche Malerin und Grafikerin
- 03. November: Tee Corinne, US-amerikanische Fotografin und Künstlerin († 2006)
- 03. November: Bernd Faulenbach, deutscher Historiker († 2024)
- 03. November: Bert Jansch, britischer Folk-Sänger und -Gitarrist († 2011)
- 04. November: Leif Erland Andersson, schwedischer Astronom († 1979)
- 04. November: Boo Boo Davis, US-amerikanischer Bluesmusiker
- 04. November: Ingeborg Schäuble, Vorstandsvorsitzende der Deutschen Welthungerhilfe
- 05. November: Mariano Etkin, argentinischer Komponist und Musikpädagoge († 2016)
- 05. November: Larissa Lwowna Maximowa, sowjetisch-russische Mathematische Logikerin († 2025)
- 05. November: Sam Shepard, US-amerikanischer Dramatiker und Schauspieler († 2017)
- 06. November: Gert J. Hödl, österreichischer Eis- und Sandkünstler († 2017)
- 06. November: Sasha Sokolov, russischer Schriftsteller
- 07. November: Silvia Cartwright, Generalgouverneur von Neuseeland
- 07. November: Stephen Greenblatt, US-amerikanischer Literaturwissenschaftler
- 07. November: Chalifa Haftar, libyscher Warlord
- 07. November: Joni Mitchell, kanadische Musikerin und Malerin
- 07. November: Bert Rürup, Professor für Volkswirtschaftslehre und Wirtschaftsweiser
- 07. November: Michael Spence, US-amerikanischer Wirtschaftswissenschaftler
- 08. November: Luciano Dalla Bona, italienischer Radrennfahrer
- 08. November: Rainer Witt, deutscher Journalist, Hörfunkreporter, Schriftsteller, Kabarettist und Galerist († 2014)
- 09. November: Gennadi Banschtschikow, russischer Komponist († 2025)
- 09. November: Michael Kunze, deutscher Liedtexter, Schriftsteller und Librettist
- 09. November: Günther Tietjen, deutscher Politiker und MdB († 1993)
- 10. November: Mary Green, britische Sprinterin († 2022)
- 11. November: Christopher Aikman, kanadischer Astrophysiker und Astronom
- 11. November: Peter Bernhard, Schweizer Automobilrennfahrer
- 11. November: Uwe Kröger, deutscher Fernsehjournalist
- 12. November: Björn Waldegård, schwedischer Rallyefahrer († 2014)
- 13. November: Detlev Albers, deutscher Politologe und Politiker († 2008)
- 13. November: Roberto Boninsegna, italienischer Fußballspieler
- 13. November: Włodzimierz Korcz, polnischer Komponist
- 14. November: Rafael Leonardo Callejas, honduranischer Ökonom und Politiker († 2020)
- 14. November: Jim Cantalupo, Chef des Restaurantkonzerns McDonald’s († 2004)
- 14. November: Miklós Maros, ungarischer Komponist
- 14. November: Peter Norton, US-amerikanischer Software-Entwickler und Unternehmer
- 14. November: Brigitte Woggon, deutsche Psychiaterin und Fachpublizistin († 2019)
- 17. November: Herbert Adamec, österreichischer Schauspieler und Regisseur († 2009)
- 17. November: Axel Schultes, deutscher Architekt und Stadtplaner
- 17. November: Gerhard Vollmer, deutscher Physiker und Philosoph
- 18. November: Hans-Jürgen Döscher, deutscher Historiker
- 18. November: Wilfried Micke, deutscher Tischtennisspieler († 2018)
- 18. November: Leonardo Kardinal Sandri, Kurienkardinal der römisch-katholischen Kirche
- 20. November: Roberto Octavio Balmori Cinta, römisch-katholischer Bischof von Ciudad Valles
- 20. November: Suze Rotolo, US-amerikanische Künstlerin († 2011)
- 21. November: Kasper König, deutscher Kunsthistoriker und -kurator († 2024)
- 21. November: Bernard Verdier, französischer Automobilrennfahrer und Politiker
- 21. November: Wiktor Sidjak, sowjetischer Säbelfechter und vierfacher Olympiasieger
- 22. November: Jörg Hube, deutscher Schauspieler, Regisseur und Kabarettist († 2009)
- 22. November: Billie Jean King, US-amerikanische Tennisspielerin
- 22. November: William Kotzwinkle, US-amerikanischer Schriftsteller
- 22. November: Alexander Prinz zu Sayn-Wittgenstein-Sayn, deutscher Unternehmer
- 23. November: Günther Beckstein, deutscher Politiker, bayerischer Innenminister, bayerischer Ministerpräsident

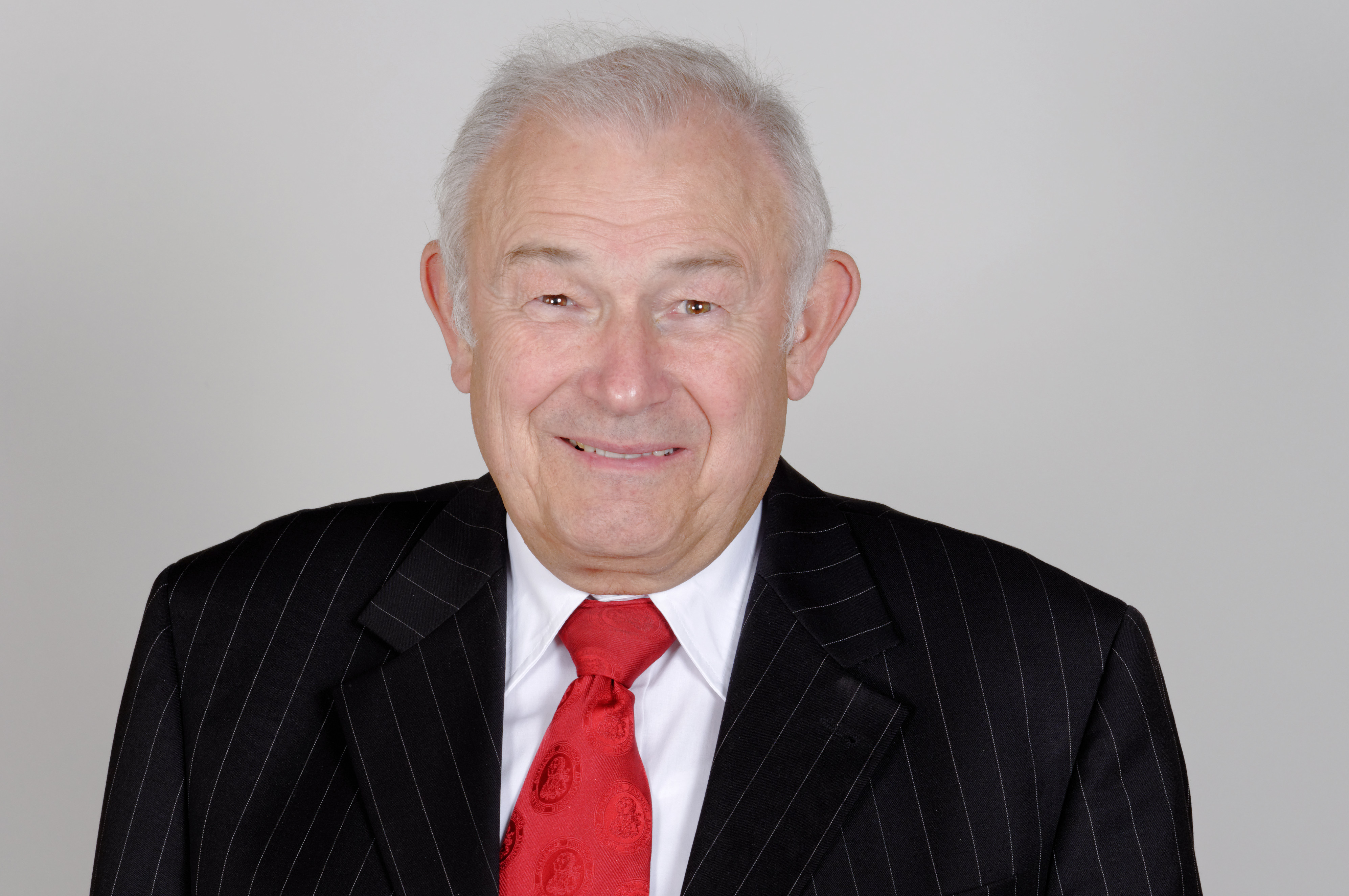
Günther Beckstein, 2012

- 23. November: Eberhard Feik, deutscher Schauspieler († 1994)
- 23. November: Jill Godmilow, US-amerikanische Filmregisseurin und -produzentin
- 23. November: Andrew Goodman, US-amerikanischer Bürgerrechtler († 1964)
- 23. November: Petar Skansi, jugoslawischer Basketballspieler und -trainer († 2022)
- 24. November: Richard Tee, US-amerikanischer Pianist, Organist und Arrangeur († 1993)
- 25. November: Dante M. Caputo, argentinischer Politiker († 2018)
- 25. November: Gerard Mortier, belgischer Intendant und Festspielleiter († 2014)
- 25. November: Jerry Portnoy, US-amerikanischer Blues-Musiker
- 26. November: Haskell Vaughn Anderson III., US-amerikanischer Film- und Theaterschauspieler
- 26. November: Pierre Antoniucci, französischer Maler
- 26. November: Juan Antonio Giménez López, argentinischer Comiczeichner († 2020)
- 26. November: Bruce Paltrow, US-amerikanischer Film- und Fernsehproduzent († 2002)
- 26. November: Marilynne Robinson, US-amerikanische Autorin
- 26. November: Marcia Warren, britische Schauspielerin
- 27. November: Jil Sander, deutsche Modeschöpferin
- 28. November: Robert Paul Brenner, US-amerikanischer Historiker
- 28. November: R. B. Greaves, US-amerikanischer Sänger und Songwriter († 2012)
- 28. November: Alexander Knaifel, russischer Cellist und Komponist († 2024)
- 28. November: Randy Newman, US-amerikanischer Sänger/Songwriter, Pianist und Komponist
- 28. November: Alexander Niemetz, Schweizer Fernsehmoderator
- 28. November: Massimo Tamburini, italienischer Motorrad-Designer († 2014)
- 29. November: Dirk Fischer, deutscher Politiker
- 30. November: Letty Aronson, US-amerikanische Filmproduzentin
- 30. November: William Dear, kanadischer Filmregisseur, Drehbuchautor und Filmproduzent
- 30. November: Andreas Grothusen, deutscher Schauspieler
- 30. November: Terrence Malick, US-amerikanischer Drehbuchautor, Regisseur und Filmproduzent
- 30. November: Annette Messager, französische Künstlerin
- 30. November: Joel Shatzky, US-amerikanischer Schriftsteller und Literaturprofessor († 2020)
- 30. November: Ulay, deutscher Performancekünstler († 2020)
- 000November: Hiroe Amano, japanische Badmintonspielerin

### Dezember
- 01. Dezember: Heide Ackermann, deutsche Volks-, TV- und Theaterschauspielerin
- 01. Dezember: Wolf-Rüdiger Eisentraut, deutscher Architekt
- 01. Dezember: Ortrun Enderlein, deutsche Rennrodlerin
- 01. Dezember: Kenny Moore, US-amerikanischer Langstreckenläufer und Sportjournalist († 2022)
- 01. Dezember: Manfred Weiß, Gefreiter der Grenztruppen der DDR († 1962)
- 02. Dezember: Steve Rubell, Gründer der New Yorker Discothek Studio 54 († 1989)
- 02. Dezember: Thomas Zaunschirm, deutscher Kunstwissenschaftler
- 03. Dezember: Lothar Schneider, deutscher Karikaturist
- 04. Dezember: Constanze Angerer, deutsche Richterin und Staatsanwältin
- 04. Dezember: Werner Becker, deutscher Musiker, Arrangeur und Musikproduzent
- 04. Dezember: Christine Beckers, belgische Automobilrennfahrerin
- 04. Dezember: Björn-Hergen Schimpf, deutscher Fernsehmoderator
- 04. Dezember: Volker Storch, deutscher Zoologe
- 06. Dezember: Keith West, britischer Sänger
- 07. Dezember: Jürgen Walter, deutscher Sänger und Komponist
- 08. Dezember: Jim Morrison, US-amerikanischer Rock-Sänger und Lyriker († 1971) Jim Morrison

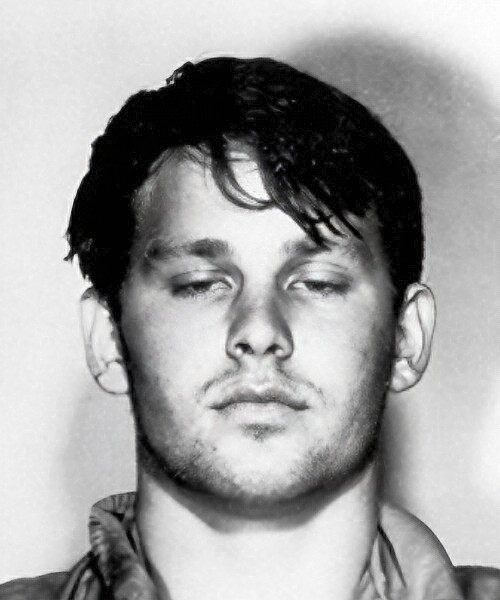
Jim Morrison

- 08. Dezember: Bodo Tümmler, deutscher Leichtathlet
- 08. Dezember: Mary Woronov, US-amerikanische Schauspielerin
- 09. Dezember: Michael Krüger, deutscher Schriftsteller, Dichter, Verleger und Übersetzer
- 09. Dezember: Jimmy Owens, US-amerikanischer Jazztrompeter
- 10. Dezember: Bo Emanuelsson, schwedischer Automobilrennfahrer
- 10. Dezember: Bruno Pasquier, französischer Bratschist
- 11. Dezember: Alain de Benoist, französischer Vordenker der Neuen Rechten
- 11. Dezember: John Kerry, US-amerikanischer Politiker, Senator von Massachusetts John Kerry, 2013

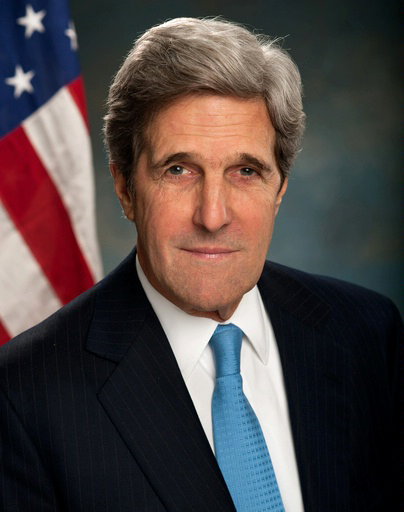
John Kerry, 2013

- 12. Dezember: Terry Ackland-Snow, englischer Produktionsdesigner
- 12. Dezember: Forrest Richard „Dickey“ Betts, US-amerikanischer Gitarrist und Rockmusiker († 2024)
- 12. Dezember: Jerzy Husar, polnischer Komponist und Pianist († 2020)
- 12. Dezember: Ulrich Rüß, deutscher evangelisch-lutherischer Theologe und Pastor
- 12. Dezember: Renate Schmidt, deutsche Politikerin Renate Schmidt, 2009

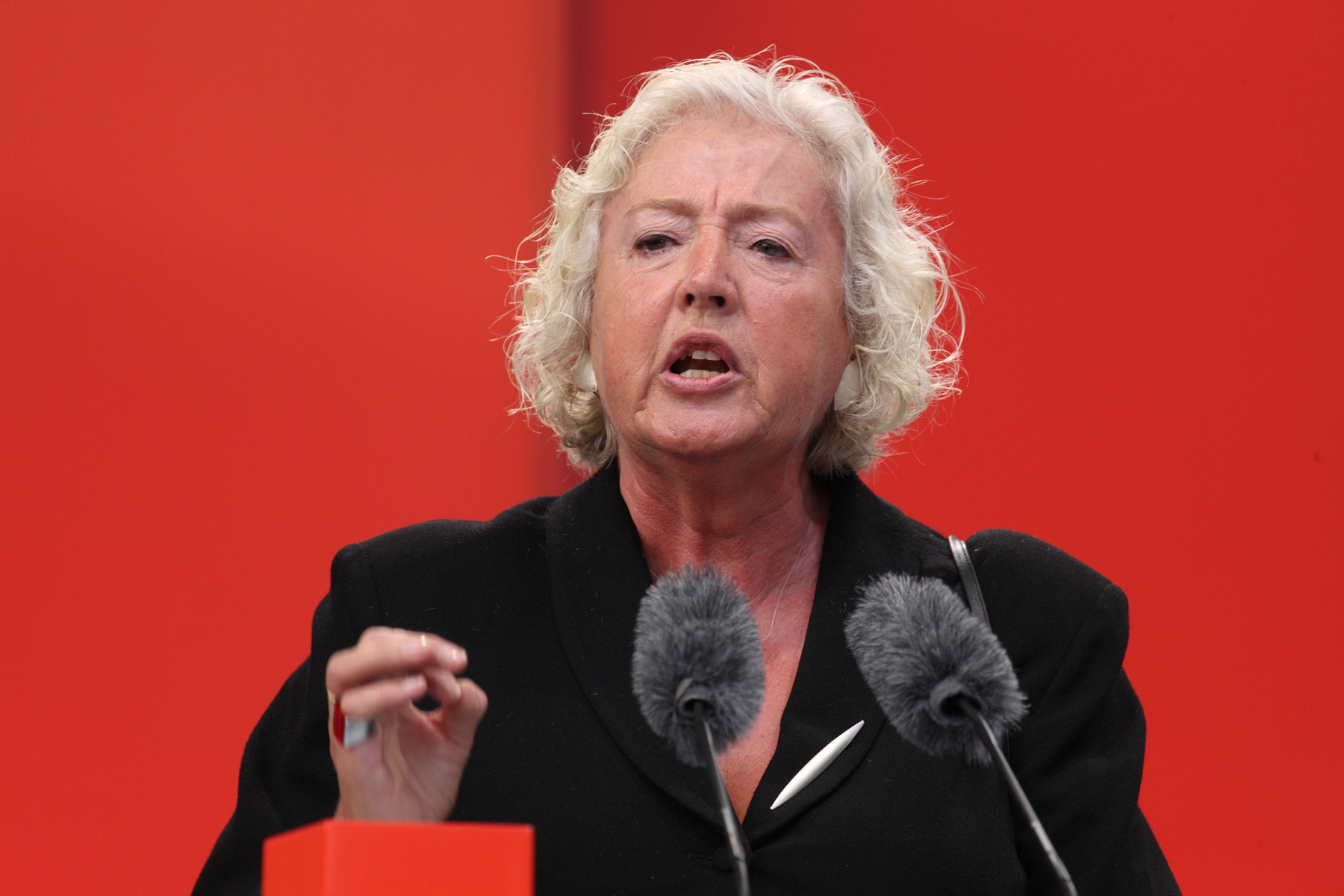
Renate Schmidt, 2009

- 12. Dezember: Heiner Kühner, Schweizer Organist und Cembalist († 1990)
- 13. Dezember: Gertraud Jesserer, österreichische Film- und Burgschauspielerin († 2021)
- 13. Dezember: Johan Reinhard, US-amerikanischer Archäologe
- 13. Dezember: Arturo Ripstein, mexikanischer Regisseur, Produzent und Drehbuchautor
- 14. Dezember: Lydia Huber, deutsche Sängerin volkstümlicher Musik
- 14. Dezember: Monica Pick-Hieronimi, deutsche Sopranistin
- 15. Dezember: Edmundo Luis Flavio Abastoflor Montero, bolivianischer Erzbischof
- 15. Dezember: Txomin Perurena, spanischer Radrennfahrer († 2023)
- 16. Dezember: Frank Göhre, deutscher Schriftsteller
- 17. Dezember: Christopher Cazenove, britischer Schauspieler († 2010)
- 17. Dezember: Gyula Márfi, ungarischer Erzbischof des Erzbistums Veszprém
- 17. Dezember: Kurt Reusch, deutscher Handballtrainer
- 17. Dezember: Bernhard H. F. Taureck, deutscher Philosoph
- 18. Dezember: Bobby Keys, US-amerikanischer Musiker († 2014)
- 18. Dezember: Keith Richards, britischer Gitarrist (The Rolling Stones) Keith Richards, 2008

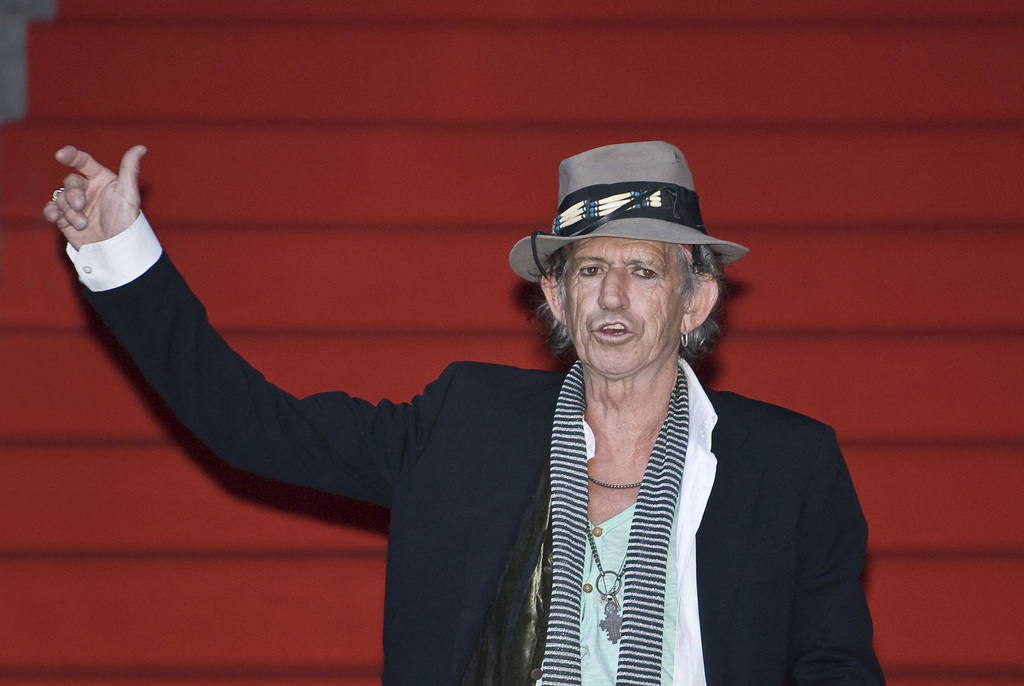
Keith Richards, 2008

- 19. Dezember: Hans Achatz, österreichischer Politiker und Richter († 2017)
- 19. Dezember: Mulatu Astatke, äthiopischer Musiker
- 21. Dezember: Helga Adler, deutsche Frauenpolitikerin
- 21. Dezember: Urte Blankenstein, deutsche Schauspielerin († 2025)
- 21. Dezember: Albert Lee, britischer Rock-Gitarrist
- 21. Dezember: Gwen McCrae, US-amerikanische Soul-Sängerin († 2025)
- 21. Dezember: Jack Nance, US-amerikanischer Schauspieler († 1996)
- 22. Dezember: Paul Wolfowitz, US-amerikanischer Politiker, stellvertretender Verteidigungsminister der USA
- 23. Dezember: Gianni Ambrosio, italienischer Bischof von Piacenza-Bobbio
- 23. Dezember: Dan Gawrecki, tschechischer Historiker († 2025)
- 23. Dezember: Michail Gromow, russisch-französischer Mathematiker
- 23. Dezember: Elizabeth Hartman, US-amerikanische Schauspielerin († 1987)
- 23. Dezember: Bárður Jákupsson, färöischer Maler, Grafiker und Kunstbuchautor
- 23. Dezember: Butler Lampson, US-amerikanischer Informatiker
- 23. Dezember: Margaret MacMillan, kanadische Historikerin
- 23. Dezember: Silvia, Frau des schwedischen Königs Karl XVI. Gustaf Silvia von Schweden, 2012

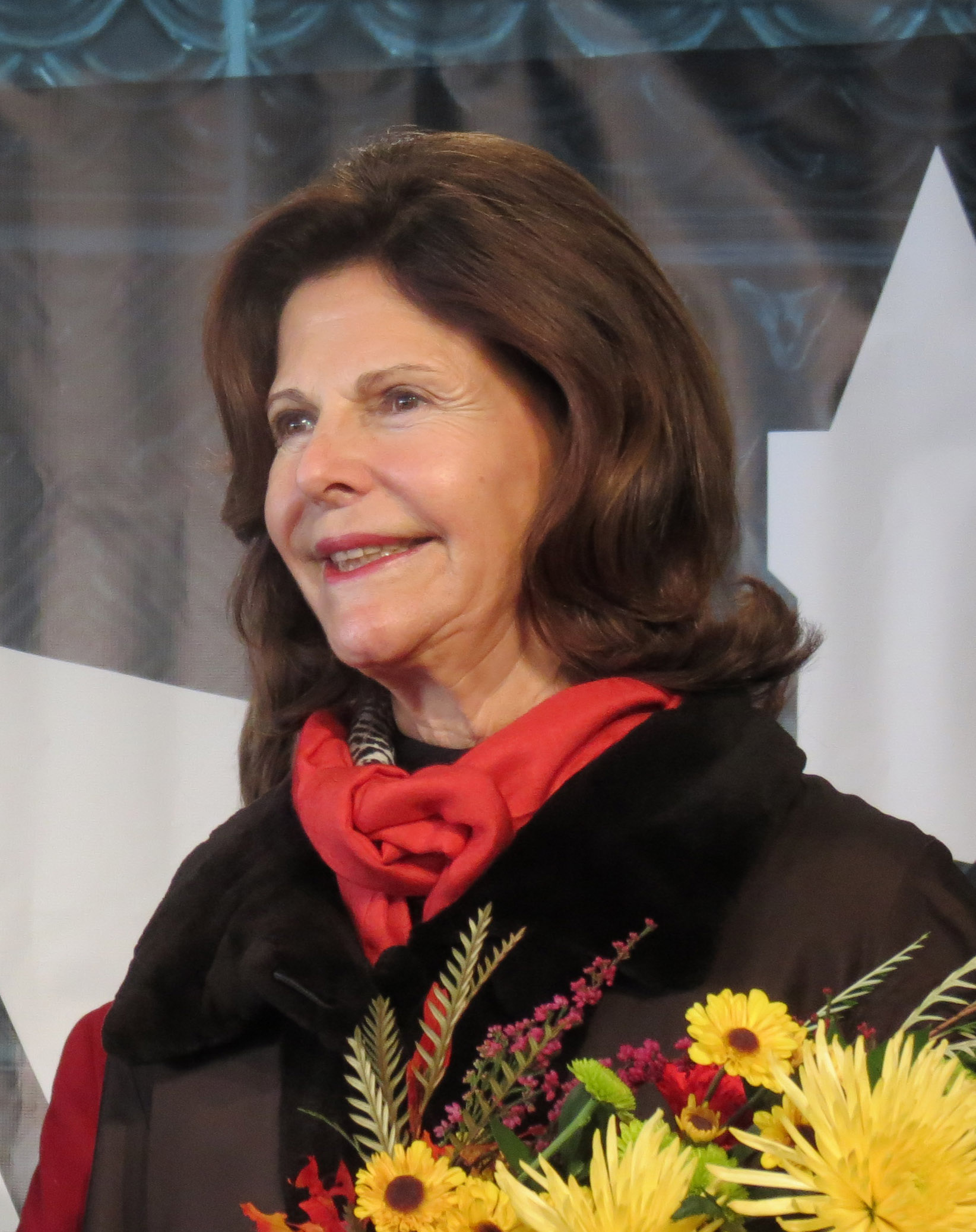
Silvia von Schweden, 2012

- 24. Dezember: Tarja Halonen, finnische Politikerin und Staatspräsidentin
- 24. Dezember: Volker Kriegel, deutscher Jazz-Gitarrist und -Komponist sowie Cartoonist († 2003)
- 24. Dezember: Godehard Schramm, deutscher Schriftsteller, Erzähler und Rundfunkredakteur
- 24. Dezember: Joachim Wagner, deutscher Fernsehjournalist
- 25. Dezember: Bill Bowrey, australischer Tennisspieler
- 25. Dezember: David Darlow, US-amerikanischer Schauspieler
- 25. Dezember: Hans-Peter Greiner, Richter am Bundesgerichtshof a. D.
- 25. Dezember: Trevor Lucas, australischer Folk-Sänger und -Gitarrist († 1989)
- 25. Dezember: Hanna Schygulla, deutsche Schauspielerin
- 25. Dezember: Moshe Zimmermann, israelischer Historiker
- 26. Dezember: Richard Schröder, deutscher Philosoph und Theologe
- 26. Dezember: Galsan Tschinag, turksprachiger Tuwa mit dem Rang eines Stammesfürsten
- 26. Dezember: Bärbel Wohlleben, deutsche Fußballspielerin
- 27. Dezember: Georges Bou-Jaoudé, libanesischer Erzbischof († 2022)
- 27. Dezember: Laurent Chu Van Minh, vietnamesischer römisch-katholischer Bischof († 2025)
- 27. Dezember: Joan Manuel Serrat, katalanischer Liedermacher
- 27. Dezember: Stephan Sulke, Schweizer Sänger und Komponist
- 28. Dezember: Juan Luis Cipriani Thorne, Erzbischof von Lima und Kardinal der römisch-katholischen Kirche
- 28. Dezember: Kurt-Dieter Grill, deutscher Politiker, MdB
- 28. Dezember: Siegfried Helias, deutscher Politiker
- 28. Dezember: Bernard Maury, französischer Jazzpianist, Arrangeur und Musikpädagoge († 2005)
- 29. Dezember: William Martin Aucoin, US-amerikanischer Manager († 2010)
- 29. Dezember: Jürgen Kluckert, deutscher Schauspieler († 2023)
- 30. Dezember: Manfred Classen, deutscher Fußballspieler
- 30. Dezember: Razeq Fani, afghanischer Dichter und Schriftsteller († 2007)
- 30. Dezember: Frieder Henf, deutscher Jurist
- 30. Dezember: Robert Hodges, kanadischer Eisschnellläufer und Biochemiker († 2021)
- 31. Dezember: Yawovi Agboyibo, togoischer Politiker († 2020)
- 31. Dezember: John Denver, US-amerikanischer Rhythmussänger († 1997)
- 31. Dezember: Wolfgang Gerhardt, deutscher Politiker, Vorsitzender der FDP-Bundestagsfraktion († 2024)
- 31. Dezember: Horst Heese, deutscher Fußballspieler und -trainer
- 31. Dezember: Ben Kingsley, britischer Schauspieler Ben Kingsley 2010

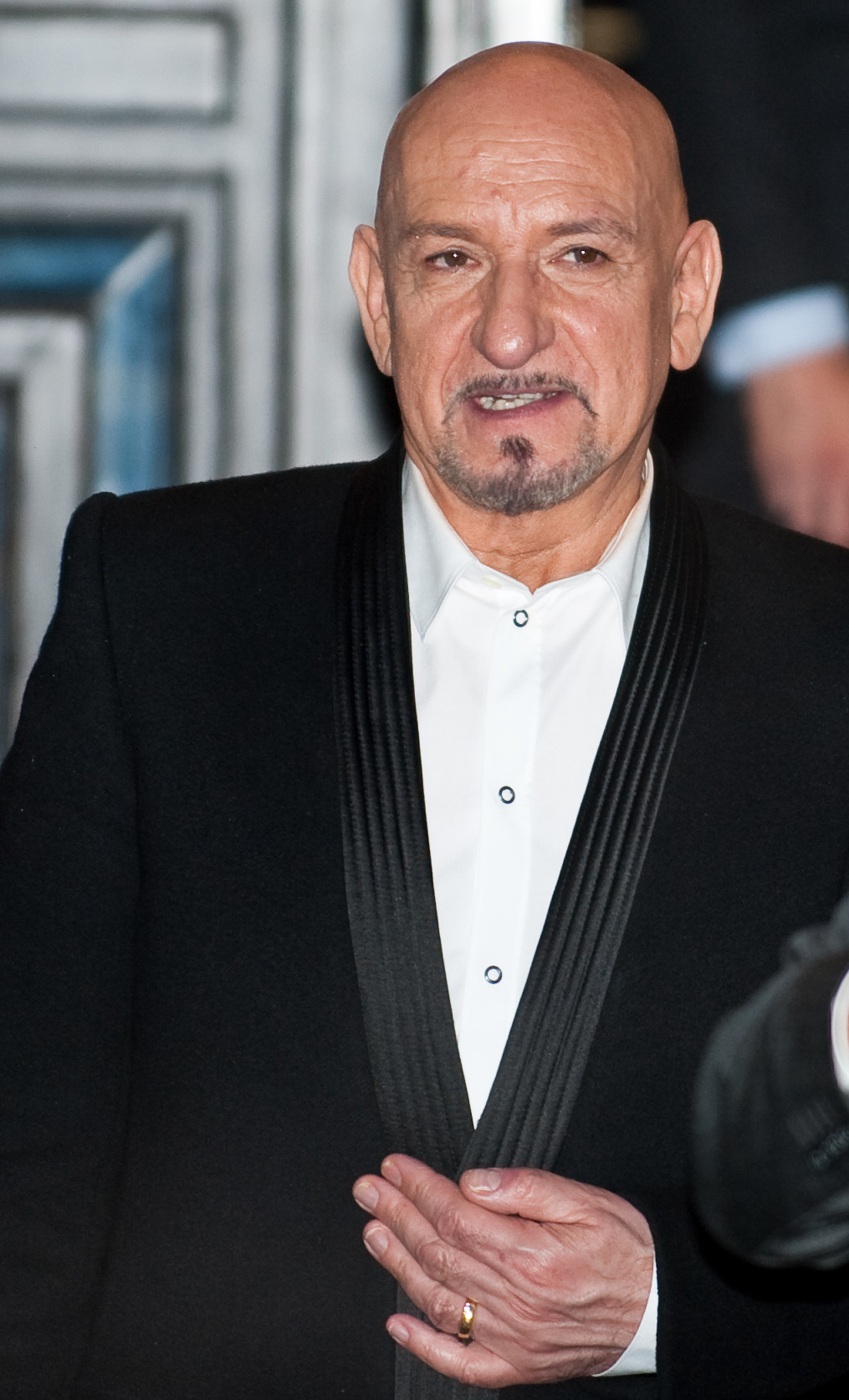
Ben Kingsley 2010

- 31. Dezember: Lynzee Klingman, US-amerikanische Filmeditorin

### Genaues Geburtsdatum unbekannt
- Carin Abicht, deutsche Schauspielerin und Hörspielsprecherin
- Eric Åkerlund, schwedischer Schriftsteller und Lehrer
- Ibrahim al-Hamdi, Präsident der Arabischen Republik Jemen († 1977)
- Gert Ammann, österreichischer Kunsthistoriker
- Atholl John Anderson, neuseeländischer Archäologe, Anthropologe und emeritierter Professor
- Elijah Anderson, US-amerikanischer Soziologe und Kriminologe
- Arnim André, deutscher Schauspieler und Synchronsprecher († 2001)
- Dietrich Andreas, deutscher Diplomat
- Heinz Josef Angerlehner, österreichischer Industrieller und Kunstsammler
- Gerd Appenzeller, deutscher Journalist
- Vasco Are, italienischer Künstler († 2001)
- Jesús Hernández Aristu, spanischer Sozialwissenschaftler, Supervisor und Hochschullehrer
- Yücel Aşkın, türkischer Universitätsdirektor, Autor und Dokumentarfilmer
- Hans-Jörg Assmann, deutscher Schauspieler
- Gerd Aufmkolk, deutscher Landschaftsarchitekt
- Christine Evans, englische Dichterin
- Arne Fuhrmann, deutscher Schauspieler
- Alex Hug, Schweizer Musiker
- Sten Ingelf, schwedischer Komponist, Jazzmusiker und Musikpädagoge
- Sven-Åke Johansson, schwedischer Komponist, Musiker, Autor und bildender Künstler († 2025)
- Mohammad Rahim Khushnawaz, afghanischer Rabābspieler († 2011)
- Peter Klaucke, deutscher Maler und Illustrator
- Akiko Kobayashi, japanische Chemikerin
- Adriano Maggiani, italienischer Archäologe († 2025)
- Margot Nagel, deutsche Schauspielerin
- Martin Ostertag, deutscher Cellist und Musikpädagoge
- Michael Palme, deutscher Sportjournalist († 2010)
- Peter Peter, österreichischer Automobilrennfahrer und Unternehmer
- Heide Rose-Segebrecht, deutsche Tanzlehrerin, Malerin und Objektkünstlerin († 2008)
- Norberto Santana, dominikanischer Maler
- Lore Stefanek, österreichische Schauspielerin und Regisseurin
- Helmut Tributsch, deutscher Naturwissenschaftler
- Gerd-Theo Umberg, deutscher Theaterregisseut und Theaterintendant
- Danny Yung, chinesischer Künstler

## Gestorben

### Januar/Februar
- 01. Januar: Arthur Ruppin, jüdischer Soziologe, Zionist und Wegbereiter der Gründung der Stadt Tel Aviv (* 1876)
- 02. Januar: Max Augustin, österreichischer Politiker (* 1886)
- 02. Januar: Dietrich Lauenstein, deutscher Germanist, Lehrer und Schulleiter (* 1874)
- 06. Januar: Benno Wolf, deutscher Höhlenforscher, Initiator und Wegbereiter des staatlichen Naturschutzes (* 1871)

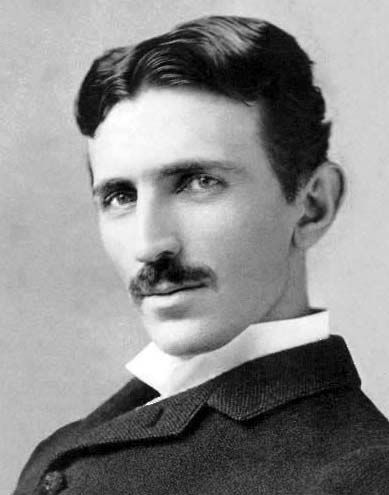
Nikola Tesla, um 1890

- 07. Januar: Nikola Tesla, serbisch-stämmiger Erfinder und Elektro-Ingenieur (* 1856)
- 09. Januar: Anathon Aall, norwegischer Philosoph (* 1867)
- 12. Januar: Howard Atwood Kelly, US-amerikanischer Gynäkologe (* 1858)
- 12. Januar: Frank A. Perret, US-amerikanischer Erfinder, Unternehmer und Vulkanologe (* 1867)
- 12. Januar: Ferdinando Rodolfi, italienischer Bischof (* 1866)
- 13. Januar: Rudolf Huch, deutscher Jurist und Schriftsteller (* 1862)
- 13. Januar: Sophie Taeuber-Arp, Schweizer Malerin und Bildhauerin (* 1889)
- 13. Januar: Else Ury, deutsche Schriftstellerin und Kinderbuchautorin (* 1877)
- 14. Januar: Adolf Sandberger, deutscher Komponist und Musikwissenschaftler (* 1864)
- 16. Januar: Maximilian Arnold, deutscher Politiker (* 1874)
- 16. Januar: Hans Bischoff, deutscher Kinderarzt und Hochschullehrer (* 1894)
- 16. Januar: Hans Wirz, deutsch-schweizerischer Journalist und sozialdemokratischer Politiker (* 1873)
- 20. Januar: Don Azpiazú, kubanischer Bandleader (* 1893)
- 20. Januar: Giacomo Benvenuti, italienischer Musikwissenschaftler und -herausgeber, Komponist und Organist (* 1885)
- 23. Januar: Duncan Clinch Heyward, US-amerikanischer Politiker (* 1864)
- 30. Januar: Pierre-Barthélemy Gheusi, französischer Schriftsteller, Journalist und Theaterleiter (* 1865)
- 03. Februar: Alois Andritzki, sorbischer katholischer Priester und christlicher Märtyrer (* 1914)
- 03. Februar: Rudolf Herzog, deutscher Journalist und Schriftsteller (* 1869)
- 03. Februar: Otto Schmeil, deutscher Botaniker, Pädagoge und Fachbuchautor (* 1860)
- 04. Februar: Rudolf Rittner, deutscher Schauspieler (* 1869)
- 05. Februar: Pieter Helbert Damsté, niederländischer Altphilologe (* 1860)
- 05. Februar: Joseph Turmel, französischer Theologe und Historiker (* 1859)
- 06. Februar: Bogislav von Selchow, deutscher Schriftsteller und Marineoffizier (* 1877)
- 08. Februar: Paul Haehling von Lanzenauer, deutscher Generalmajor (* 1896)
- 09. Februar: Gunnar Gundersen, australischer Mathematiker, Hochschullehrer und Schachspieler (* 1882)
- 09. Februar: Martinus Theodorus Houtsma, niederländischer Orientalist (* 1851)
- 12. Februar: Kurata Hyakuzō, japanischer Schriftsteller (* 1891)

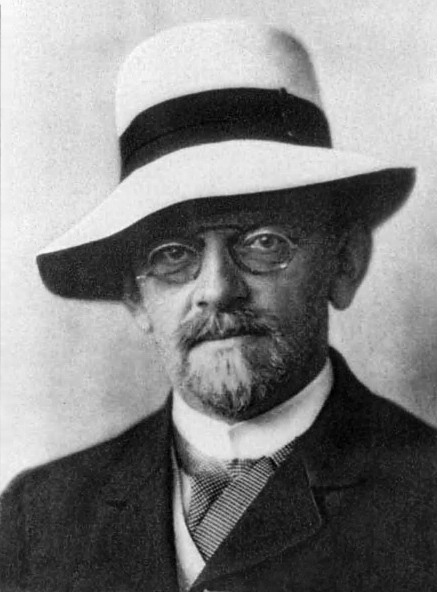
David Hilbert, 1912

- 14. Februar: David Hilbert, deutscher Mathematiker (* 1862)
- 16. Februar: Mildred Harnack, US-amerikanisch-deutsche Literaturwissenschaftlerin, Widerstandskämpferin (* 1902)
- 19. Februar: Lynne Overman, US-amerikanischer Schauspieler (* 1887)
- 20. Februar: Arthur Schönberg, deutscher Maschinenbauingenieur und Mitbegründer des Deutschen Museums, Opfer des Holocaust (* 1874)
- 22. Februar: Dmitri Michejewitsch Melkich, russischer Komponist (* 1885)
- 22. Februar: Christoph Probst, Student der Medizin und Mitglied der Weißen Rose (* 1919)
- 22. Februar: Hans Scholl, Widerstandskämpfer gegen den Nationalsozialismus (* 1918)
- 22. Februar: Sophie Scholl, Widerstandskämpferin der Weißen Rose (* 1921)
- 24. Februar: Bernhard Adelung, deutscher Politiker (* 1876)
- 24. Februar: Walther Kolbe, deutscher Althistoriker (* 1876)
- 24. Februar: Helene Stöcker, deutsche Frauenrechtlerin und Pazifistin (* 1869)
- 25. Februar: Laure Gatet, französische Résistancekämpferin (* 1913)
- 27. Februar: Karl Gall, österreichischer Fußballspieler (* 1905)
- 27. Februar: Paul Levy, deutscher Maschinenbauingenieur und Eisenbahner (* 1876)
- 27. Februar: Alexander Matrossow, russischer Soldat (* 1924)

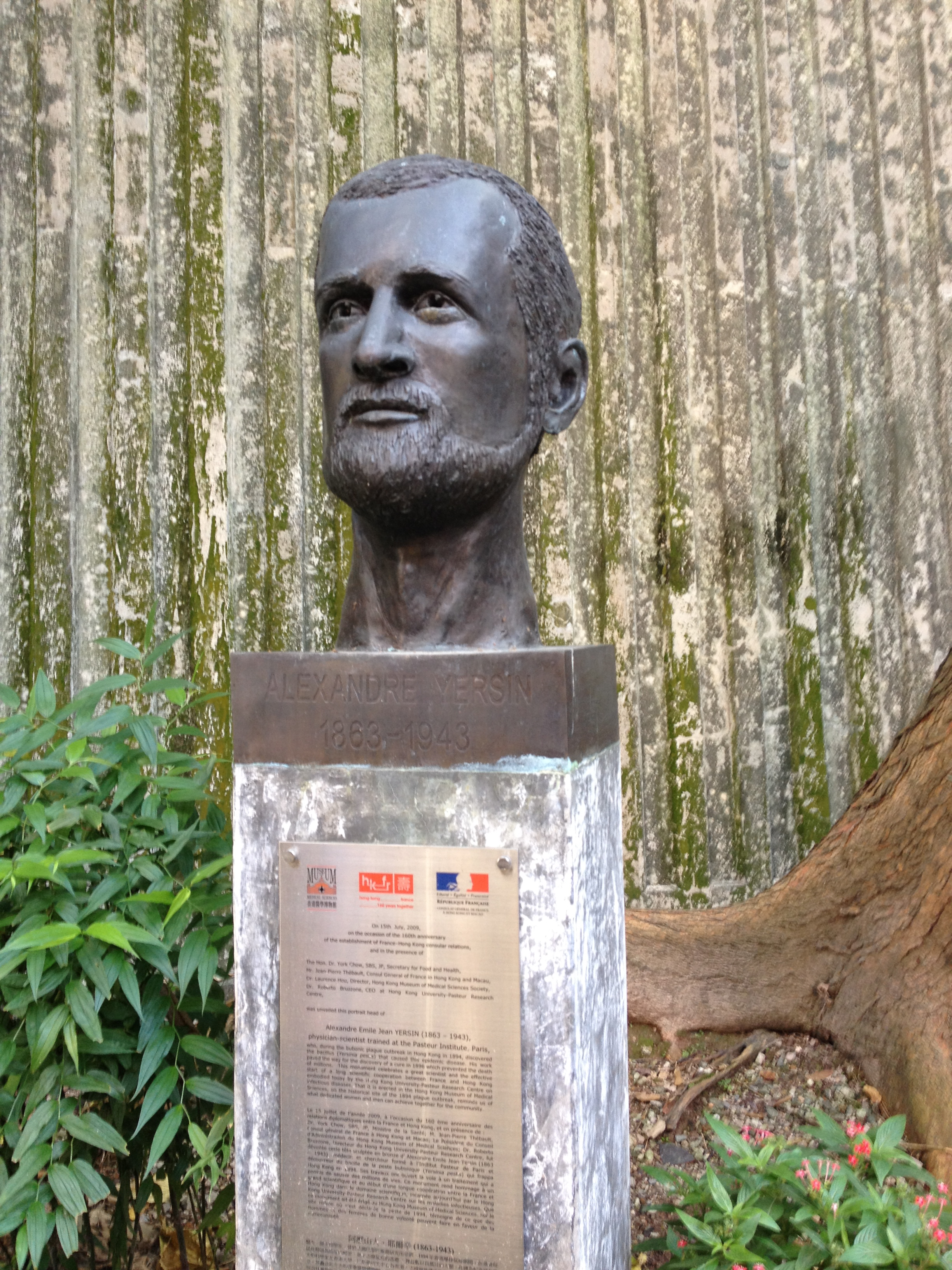
Alexandre Yersin

- 28. Februar: Alexandre Émile Jean Yersin, schweizerisch-französischer Arzt und Bakteriologe (* 1863)

### März/April
- 02. März: Frank C. Partridge, US-amerikanischer Politiker (* 1861)
- 03. März: Ludwig Leinberger, deutscher Fußballspieler (* 1903)
- 04. März: Alfred E. Reames, US-amerikanischer Politiker (* 1870)
- 04. März: Ita Wegman, Ärztin, Mitbegründerin der Anthroposophisch erweiterten Medizin (* 1876)
- 05. März: Bedřich Václavek, tschechischer Literaturkritiker und Theoretiker (* 1897)
- 07. März: Alma Moodie, australische Geigerin (* 1898)
- 09. März: Anton Rimathé, Schweizer Gewerkschaftsfunktionär und Politiker (* 1874)
- 10. März: Otto Modersohn, deutscher Maler (* 1865)
- 12. März: Karl Heldmann, deutscher Historiker (* 1869)
- 13. März: Viktor Klemperer von Klemenau, deutscher Bankier (* 1876)
- 15. März: Konrad Hahm, deutscher Volkskundler (* 1892)
- 15. März: Karl Schönherr, österreichischer Dramatiker (* 1867)
- 19. März: Abel Decaux, französischer Komponist, Organist und Musikpädagoge (* 1869)
- 20. März: Franz Nause, deutscher sozialdemokratischer Widerstandskämpfer (* 1903)
- 20. März: Arthur von Weinberg, deutscher Chemiker und Ehrenbürger von Frankfurt am Main (* 1860)
- 25. März: Hans von Tschammer und Osten, deutscher Reichssportführer (* 1887)

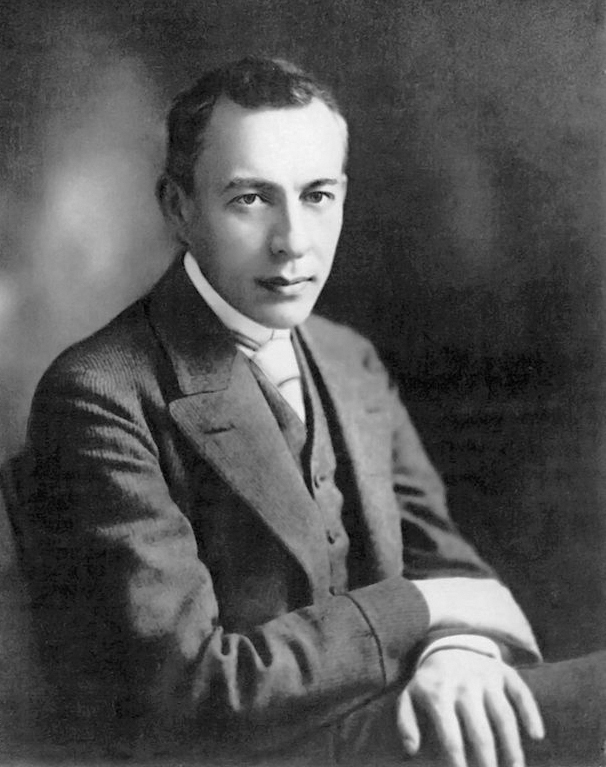
Sergei Rachmaninow, 1901

- 28. März: Sergei Rachmaninow, russischer Pianist, Komponist und Dirigent (* 1873)
- 30. März: Maria Restituta, Ordens- und Krankenschwester (* 1894)
- 000März: Michaele Helene Aronheim, deutsche Wohltäterin (* 1858)
- 03. April: Conrad Veidt, deutscher Schauspieler (* 1893)
- 04. April: Raoul Laparra, französischer Komponist (* 1876)
- 06. April: Alexandre Millerand, französischer Staatspräsident (* 1859)
- 09. April: James Ashcroft, englischer Fußballtorhüter (* 1878)
- 11. April: Daniel Calhoun Roper, US-amerikanischer Politiker (* 1867)
- 13. April: Oskar Schlemmer, deutscher Maler, Bildhauer und Bühnenbildner (* 1888)
- 16. April: Carlos Arniches y Barrera, spanischer Bühnenautor und Schriftsteller (* 1866)
- 16. April: Christoph Drollinger, deutscher evangelischer Geistlicher und Begründer der Schweizer Gemeinde für Urchristentum (* 1861)
- 21. April: James Adams, schottischer Fußballspieler und -schiedsrichter (* 1864)
- 24. April: Kurt von Hammerstein-Equord, deutscher General und Teil des militärischen Widerstandes gegen Adolf Hitler (* 1878)
- 27. April: Fanny Starhemberg, österreichische Politikerin (* 1875)
- 28. April: Rosa Manus, niederländische Feministin (* 1881)
- 29. April: Joseph Isidor Achron, polnisch-litauischer Komponist und Violinist (* 1886)
- 29. April: Gustav Adolph Edler von Arthaber, österreichischer Paläontologe und Trias-Stratigraph (* 1864)
- 29. April: Wilhelm Schlenk, deutscher Chemiker (* 1879)
- 30. April: Leo Smit, niederländischer Komponist und Pianist (* 1900)
- 30. April: Beatrice Webb, britische Sozialistin (* 1858)

### Mai/Juni
- 02. Mai: Viktor Lutze, SA-Stabschef (* 1890)
- 03. Mai: Harold Arminius Miller, US-amerikanischer Rennwagen- und -motorenkonstrukteur (* 1875)
- 03. Mai: Eduard Schwyzer, Schweizer Altphilologe und Indogermanist (* 1874)
- 04. Mai: Georges Yvan André, französischer Leichtathlet (* 1889)
- 04. Mai: Wilhelm Middelschulte, deutscher Komponist und Organist (* 1863)
- 07. Mai: Keith Birlem, US-amerikanischer American-Football-Spieler und Soldat (* 1915)
- 07. Mai: Jakob Hausheer, Schweizer evangelischer Theologe, Sprachwissenschaftler und Hochschullehrer (* 1865)
- 07. Mai: Heinrich Lüders, deutscher Orientalist und Indologe (* 1869)
- 08. Mai: Mordechaj Anielewicz, polnischer Widerstandskämpfer (* 1919)
- 08. Mai: Erich Aron, deutscher Jurist, Landgerichtsdirektor und Hochschullehrer (* 1857)
- 10. Mai: Siegfried Rädel, deutscher Politiker, KPD-Mitglied und Widerstandskämpfer (* 1893)
- 14. Mai: Abby Williams Hill, US-amerikanische Freilichtmalerin und Aktivistin (* 1861)
- 16. Mai: Roy Hall, US-amerikanischer Old-Time-Musiker (* 1907)
- 16. Mai: Alfred Hoche, deutscher Psychiater (* 1865) Alfred Hoche

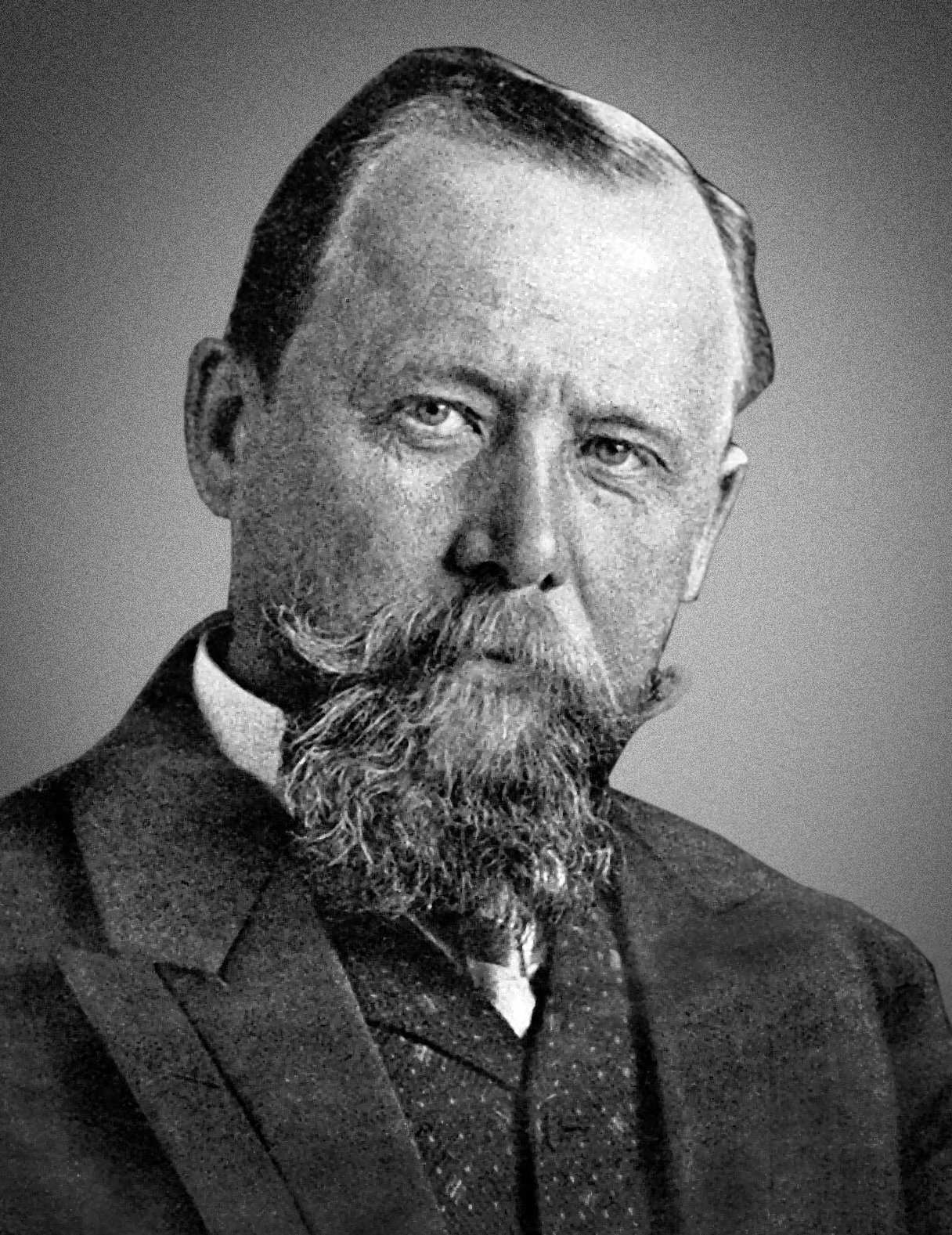
Alfred Hoche

- 17. Mai: Johanna Elberskirchen, deutsche Autorin und feministische Aktivistin (* 1864)
- 17. Mai: James Aloysius O’Gorman, US-amerikanischer Jurist und Politiker (* 1860)
- 21. Mai: Fritz Arthur Hugo Ausländer, deutscher Politiker (* 1885)
- 23. Mai: William Aberhart, kanadischer Politiker und Prediger (* 1878)
- 26. Mai: Edsel Ford, US-amerikanischer Großindustrieller (* 1893)
- 27. Mai: Adolf Urban, deutscher Fußballspieler (* 1914)
- 01. Juni: Amédée Henri Gustave Noël Gastoué, französischer Musikwissenschaftler und Komponist (* 1873)
- 01. Juni: Leslie Howard, britischer Schauspieler (* 1893)
- 03. Juni: Nels Nelsen, kanadisch-norwegischer Skispringer (* 1894)
- 04. Juni: Carl Krone, Gründer von Circus Krone (* 1870)
- 06. Juni: Guido Fubini, italienischer Mathematiker (* 1879)
- 10. Juni: Abd al-Aziz, Sultan der Alawiden in Marokko (* um 1880)
- 12. Juni: Hanns Heinz Ewers, deutscher Schriftsteller (* 1871)
- 24. Juni: Otto Rühle, deutscher Politiker und Schriftsteller (* 1874)
- 24. Juni: Alice Rühle-Gerstel, deutsche Schriftstellerin (* 1894)

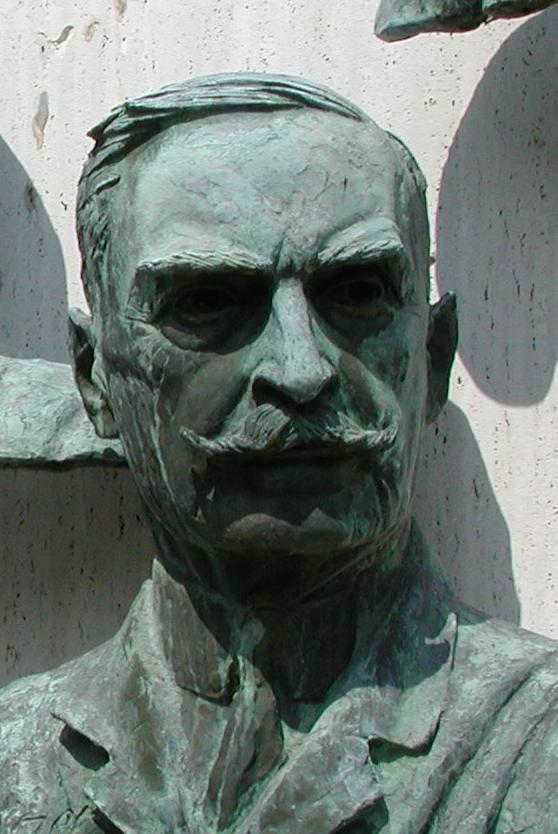
Karl Landsteiners Bronzebüste

- 26. Juni: Karl Landsteiner, österreichischer Bakteriologe (* 1868)
- 29. Juni: Daisy von Pless, High-Society-Lady des europäischen Hochadels (* 1873)

### Juli/August
- 01. Juli: Willem Johan Cornelis Arondeus, niederländischer Kunstmaler, Schriftsteller und Widerstandskämpfer (* 1894)
- 01. Juli: Johan Brouwer, niederländischer Autor, Romanist, Hispanist, Übersetzer und Widerstandskämpfer (* 1898)
- 03. Juli: Kurt Friedrich Coelestin Agthe, deutscher Genre- und Landschaftsmaler (* 1862)
- 04. Juli: Władysław Sikorski, polnischer Exil-Ministerpräsident (Flugzeugabsturz) (* 1881)
- 05. Juli: Timothy Thomas Ansberry, US-amerikanischer Jurist und Politiker (* 1871)
- 10. Juli: Arthur Nevin, US-amerikanischer Komponist, Dirigent und Musikpädagoge (* 1871)
- 13. Juli: Alexander Schmorell, Mitbegründer der Widerstandsgruppe Weiße Rose (* 1917)
- 13. Juli: Kurt Huber, Mitglied der Weißen Rose (* 1893)
- 14. Juli: Luz Long, deutscher Leichtathlet (* 1913)
- 16. Juli: Helga Deen, Holocaust-Opfer (* 1925)
- 17. Juli: Sepp Amschl, österreichischer Lehrer und Komponist (* 1878)
- 17. Juli: Mathilde Vollmoeller-Purrmann, deutsche Malerin (* 1876)
- 26. Juli: Karl Adam, deutscher Jurist und Kreishauptmann (* 1899)
- 26. Juli: Luis Barros Borgoño, chilenischer Politiker (* 1858)
- 28. Juli: Pierre-Macario Saba syrischer Erzbischof von Aleppo (* 1873)
- 30. Juli: Anna Croissant-Rust, deutsche Schriftstellerin (* 1860)
- 30. Juli: Benjamin Dale, englischer Organist und Komponist (* 1885)
- 31. Juli: Zdzisław Lubomirski, polnischer Aristokrat, Großgrundbesitzer und Politiker (* 1865)
- 05. August: Liane Berkowitz, deutsche Widerstandskämpferin gegen den Nationalsozialismus (* 1923)
- 05. August: Cato Bontjes van Beek, deutsche Widerstandskämpferin (* 1920)
- 05. August: Hilde Coppi, deutsche Widerstandskämpferin (* 1909)
- 05. August: Adam Kuckhoff, deutscher Schriftsteller, Widerstandskämpfer (* 1887)
- 06. August: Hans Gruner, deutscher Afrikaforscher und Kolonialbeamter in Togo (* 1865)
- 06. August: Arthur Knautz, deutscher Feldhandballspieler (* 1911)
- 08. August: Leon Asher, deutscher Physiologe (* 1865)
- 12. August: Kurt Eggers, deutscher Schriftsteller und NS-Kulturpolitiker (* 1905)
- 13. August: Jakob Gapp, österreichischer Priester und Widerstandskämpfer gegen den Nationalsozialismus (* 1897)
- 18. August: Arnold Gassmann, Schweizer Zollbeamter (* 1873)
- 18. August: Hans Jeschonnek, deutscher General (* 1899)
- 20. August: Rita Arnould, belgische Widerstandskämpferin (* 1914)
- 21. August: Karl Ebermaier, deutscher Gouverneur von Kamerun (* 1862)
- 21. August: Henrik Pontoppidan, dänischer Schriftsteller (* 1857)
- 24. August: Ernst Anemüller, deutscher Philologe, Gymnasialprofessor und Bibliothekar (* 1859)
- 24. August: Simone Weil, französische Philosophin (* 1909)
- 26. August: Giulio Aquila, ungarischer Funktionär (* 1893)
- 26. August: Ted Ray, britischer Golfspieler und zweifacher Major-Sieger (* 1877)
- 27. August: Constantin Prezan, rumänischer General im Ersten Weltkrieg (* 1861)
- 28. August: Boris III., Zar von Bulgarien (* 1894)
- 30. August: Eddy de Neve, niederländischer Fußballspieler (* 1885)

### September/Oktober
- 01. September: Karl Friedrich Otto Atangana Ntchama, kamerunischer Politiker (* um 1883)
- 02. September: Wilhelm Geiger, deutscher Indologe und Iranist (* 1856)
- 03. September: Rudolf Mandrella, deutscher Jurist und NS-Gegner (* 1902)
- 06. September: Omar Cáceres, chilenischer Lyriker (* 1904)
- 06. September: Dé Kessler, niederländischer Fußballspieler (* 1891)
- 06. September: Friend Richardson, 25. Gouverneur von Kalifornien (* 1865)
- 07. September: Karlrobert Kreiten, deutscher Pianist (* 1916)
- 08. September: João Gomez de Araújo, brasilianischer Komponist (* 1846)
- 08. September: Julius Fučík, tschechischer Schriftsteller, Journalist und Kulturpolitiker (* 1903)
- 09. September: Charles McLean Andrews, US-amerikanischer Historiker und Hochschullehrer (* 1863)
- 09. September: Fernand Gabriel, französischer Automobilrennfahrer (* 1878)
- 11. September: Susan Stebbing, britische Philosophin (* 1885)
- 14. September: Léonard Misonne, belgischer Meister der Landschaftsfotografie (* 1870)
- 16. September: Carl Abegg, Schweizer Textilfabrikant (* 1860)
- 17. September: Stella Agsteribbe, niederländische Kunstturnerin (* 1909)
- 19. September: Alexander Petrowitsch Apsit, lettischer Künstler (* 1880)
- 21. September: Ladislaus Tuszyński, österreichischer Illustrator, Karikaturist und Trickfilmzeichner (* 1876)
- 23. September: Lucien Sicotte, kanadischer Violinist und Musikpädagoge (* 1902)
- 25. September: Josef Albisser, Schweizer Jurist und Politiker (SP) (* 1868)
- 25. September: Kurt Rosenfeld, deutscher Sozialist (* 1877)
- 27. September: Albrecht Adolf Konrad Achilles, deutscher Offizier (* 1914)
- 30. September: Naum Aronson, russisch-französischer Bildhauer (* 1872)
- 30. September: Franz Oppenheimer, deutscher Soziologe und Nationalökonom (* 1864)
- 000September: Oswald Teichmüller, deutscher Mathematiker (* 1913)
- 01. Oktober: Algirdas Savickis, litauischer Kunstmaler (* 1917)
- 02. Oktober: Robert Nathaniel Dett, kanadischer Komponist (* 1882)
- 02. Oktober: John William Evans, australischer Politiker und Premier von Tasmanien (* 1855)
- 03. Oktober: Raoul Heinrich Francé, österreichischer Bioniker und Naturphilosoph (* 1874)
- 05. Oktober: Ludwig von Estorff, deutscher General (* 1859)
- 07. Oktober: Marguerite Radclyffe Hall, britische Schriftstellerin (* 1880)
- 08. Oktober: Otto Erler, deutscher Dramatiker (* 1872)
- 09. Oktober: Gerhard Wilhelm Kernkamp, niederländischer Historiker (* 1864)
- 09. Oktober: Pieter Zeeman, niederländischer Physiker (* 1865)
- 10. Oktober: Franz Diekamp, römisch-katholischer Theologe (* 1864)
- 10. Oktober: Charlotte Salomon, deutsche Malerin jüdischen Glaubens (* 1917)
- 12. Oktober: Willi Graf, Mitglied der Widerstandsgruppe Weiße Rose (* 1918)
- 12. Oktober: Jacques Schwob d’Héricourt, französischer Filmproduzent (* 1881)
- 12. Oktober: Max Wertheimer, Begründer der Gestalttheorie bzw. Gestaltpsychologie (* 1880)
- 15. Oktober: Heinrich Maria von Aretin, deutscher Politiker (* 1875)
- 15. Oktober: Stasys Šimkus, litauischer Komponist (* 1887)
- 19. Oktober: André Antoine, französischer Theaterdirektor und Filmregisseur (* 1858)
- 19. Oktober: Camille Claudel, französische Bildhauerin (* 1864)
- 22. Oktober: Bertrand de Faucigny-Lucinge, französischer Adeliger und Automobilrennfahrer (* 1898)
- 22. Oktober: Josef Venantius von Wöss, österreichischer Kirchenmusiker, Komponist und Verlagsredakteur (* 1863)
- 24. Oktober: Hector de Saint-Denys Garneau, kanadischer Lyriker und Essayist (* 1912)
- 26. Oktober: Bernhard Ankermann, deutscher Ethnologe und Afrikaforscher (* 1859)
- 28. Oktober: Franz Schacherl, österreichischer Architekt (* 1895)
- 28. Oktober: Guillermo Vergara, chilenischer Maler (* 1890)
- 29. Oktober: Percy Goetschius, US-amerikanischer Musiktheoretiker und Kompositionslehrer (* 1853)
- 31. Oktober: Albert Borlase Armitage, britischer Polarforscher (* 1864)
- 31. Oktober: Arthur Lossow, deutscher Textilunternehmer (* 1849)
- 31. Oktober: Max Reinhardt, österreichischer Theaterregisseur (* 1873)

### November/Dezember
- 02. November: Charlotte Wilhelmine Niels, deutsche Malerin (* 1866)
- 05. November: Oskar Ameringer, deutsch-US-amerikanischer Tischler, Musiker, Redakteur und Politiker (* 1870)
- 05. November: Bernhard Lichtenberg, katholischer Theologe (* 1875)
- 05. November: Elza Pliekšāne, lettische Dichterin und Bühnenautorin (* 1865)
- 09. November: Johann Auinger, österreichischer Politiker (* 1866)
- 11. November: Heinrich Friedrich Wilhelm Arning, deutscher Mediziner, Kolonialpolitiker und Politiker (* 1865)
- 11. November: Herbert A. Fricker, kanadischer Chorleiter, Organist, Musikpädagoge und Komponist (* 1868)
- 11. November: Henry L. Myers, US-amerikanischer Politiker (* 1862)
- 11. November: André Pirro, französischer Musikwissenschaftler (* 1869)
- 12. November: Agnes Bluhm, deutsche Ärztin (* 1862)
- 13. November: Maurice Denis, französischer Maler des Symbolismus (* 1870)
- 19. November: Georg Hermann, deutscher Schriftsteller (* 1871)
- 21. November: Ernst zu Reventlow, deutscher Marineoffizier, Schriftsteller und Politiker (* 1869)
- 22. November: Pietro Yon, italienisch-amerikanischer Organist und Komponist (* 1886)
- 23. November: Wilhelm von Arnim-Lützlow, deutscher Autor (* 1879)
- 23. November: Bruno Satori-Neumann, deutscher Theaterwissenschaftler (* 1886)
- 23. November: Torolf Voss, norwegischer Komponist und Dirigent (* 1877)
- 23. November: Léon Zadoc-Kahn, französischer Mediziner; in Auschwitz ermordet (* 1870)
- 24. November: Henri Sellier, französischer Politiker (* 1883)
- 26. November: Charles G. D. Roberts, kanadischer Lyriker und Schriftsteller (* 1860)
- 28. November: Arthur Catterall, englischer Geiger, Dirigent und Musikpädagoge (* 1883)
- 01. Dezember: Amos Arbour, kanadischer Eishockeyspieler (* 1895)
- 02. Dezember: Johan Nordahl Grieg, norwegischer Schriftsteller, Lyriker, Dramatiker und Journalist (* 1902)
- 02. Dezember: Berthold Maurenbrecher, deutscher Altphilologe (* 1868)
- 03. Dezember: Henryk Trzonek, polnischer Bratschist (* 1912)
- 04. Dezember: Otto Arpke, deutscher Maler, Illustrator und Gebrauchsgraphiker (* 1886)
- 04. Dezember: Paul Felix Atenstädt, deutscher Klassischer Philologe und Gymnasiallehrer (* 1866)
- 04. Dezember: Carlo Mierendorff, deutscher Sozialist und Widerstandskämpfer (* 1897)
- 09. Dezember: Georges Dufrénoy, französischer Maler (* 1870)
- 12. Dezember: Henri Abraham, französischer Physiker (* 1868)
- 12. Dezember: Jean Prenant, französischer Automobilrennfahrer (* 1909)

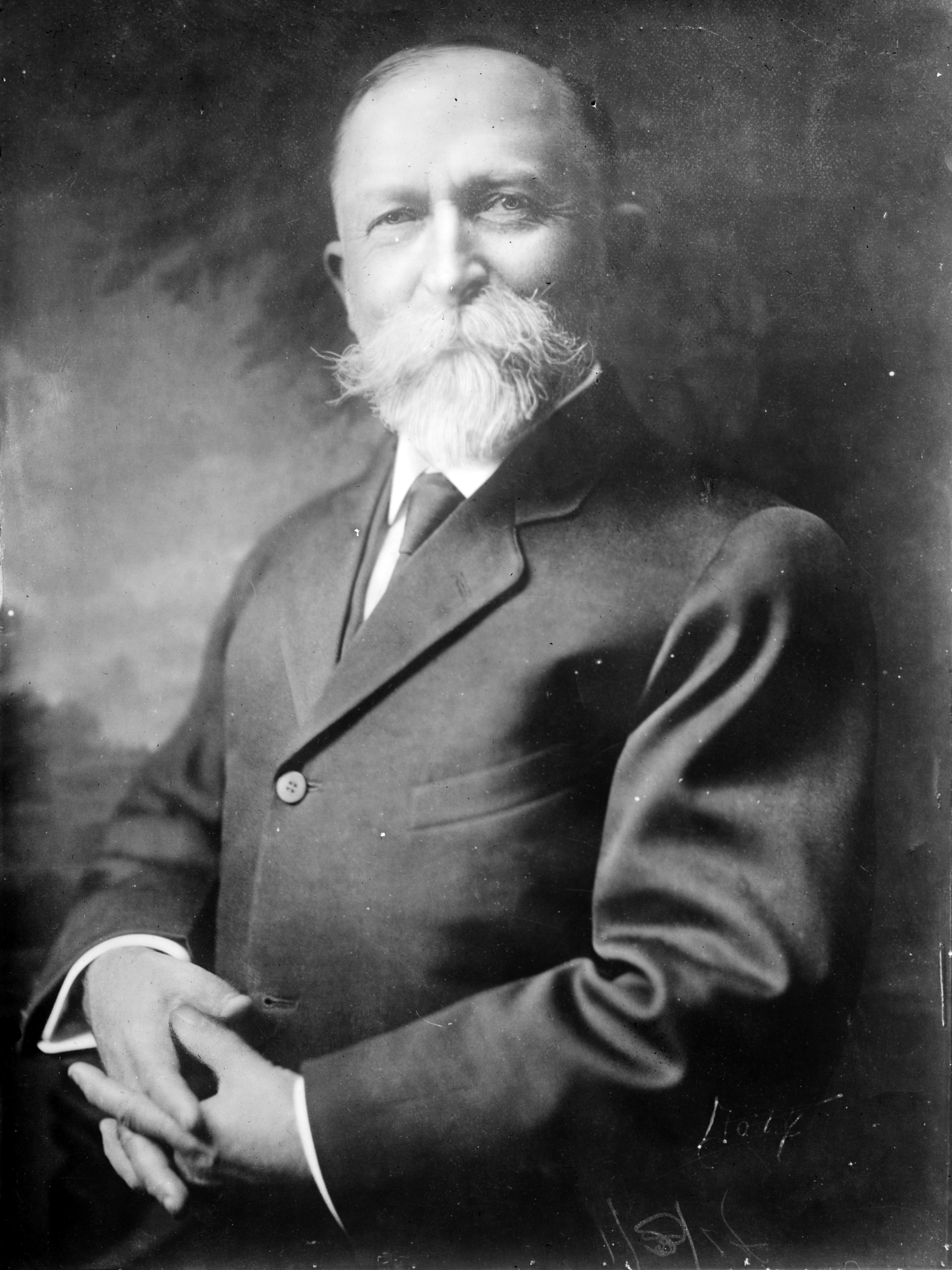
John Harvey Kellogg, um 1910

- 14. Dezember: John Harvey Kellogg, US-amerikanischer Unternehmer und Erfinder (* 1852)
- 18. Dezember: Alfred Roßner, deutscher Unternehmer und Judenretter (* 1906)
- 19. Dezember: Otto Barblan, Schweizer Komponist, Organist und Musikpädagoge (* 1860)
- 19. Dezember: Carl Busch, US-amerikanischer Komponist (* 1862)
- 20. Dezember: Anita Augspurg, deutsche Frauenrechtlerin (* 1857)
- 21. Dezember: Nicola Moscardelli, italienischer Schriftsteller, Journalist und Literaturkritiker (* 1894)
- 22. Dezember: Beatrix Potter, englische Kinderbuchautorin (* 1866)
- 22. Dezember: Heinrich Pudor, deutscher Publizist und Pionier der Freikörperkultur in Deutschland (* 1865)
- 26. Dezember: Paul B. Johnson senior, US-amerikanischer Politiker (* 1880)
- 28. Dezember: Otmar Schissel von Fleschenberg, österreichischer Altphilologe und Germanist (* 1884)
- 29. Dezember: Martin Faßbender, deutscher Professor, Publizist und Politiker (* 1856)

### Genaues Todesdatum unbekannt
- Zygmunt Andrychiewicz, polnischer Maler (* 1861)
- Emir Emin Arslan, osmanischer Politiker, Diplomat, Schriftsteller und Verleger (* 1868)
- Abdülhakim Arvâsi, kurdischer Rechtsgelehrter (* 1865)
- Hermann Aust, deutscher Unternehmer (* 1853)
- Yusif Vəzir Çəmənzəminli, aserbaidschanischer Schriftsteller und Staatsmann (* 1887)
- Germaine Cernay, französische Mezzosopranistin (* 1900)
- Vladimir Dyck, ukrainischer Komponist und Musikpädagoge (* 1882)
- Pierre-Georges Latécoère, französischer Luftfahrtpionier und Unternehmer (* 1883)
- Tom Newman, englischer Snooker- und English-Billiards-Spieler (* 1894)
- Julius Simonsen, deutscher Kaufmann, Fotograf und Verleger (* 1876)
- Wilmer Watts, US-amerikanischer Old-Time-Musiker (* um 1892)